# 2021年扬州市2019冠状病毒病聚集性疫情
2021年扬州市2019冠状病毒病聚集性疫情是指自2021年7月下旬起在中华人民共和国江苏省扬州市爆发的2019冠状病毒病聚集性疫情，同时为南京禄口国际机场聚集性疫情间接感染事件之一。2021年7月21日，南京64歲染病女子毛某宁擅自离开已采取封控管理措施的南京居住地来到扬州市邗江区。期间未主动向社区报告南京旅居史，并频繁在扬州市区的饭店、商店、诊所、棋牌室、农贸市场等地活動，使得疫情在揚州蔓延。此次间接传播事件发生后，扬州随即强化防控措施，首例确诊患者毛某宁亦因妨害传染病防治罪被刑事拘留。截至2021年8月26日，此轮疫情累计有570人被确诊。

## 背景
疫情发生前，扬州市广陵区、邗江区、江都区、生态科技新城、经开区发布通告，通告均明确自禄口机场发现病例以来，“外防输入、内防反弹”压力加大，疫情防控形势严峻复杂，并要求有禄口国际机场经停史，或有南京旅居史的居民要主动向社区报告；倡导所有居民不串门、不聚集，小区内部聚集性活动原则取消。

## 重要感染事件

### 一号病例
毛某宁是南京市江宁区禄口街道居民。根据最高人民检察院2022年3月披露，2021年7月16日至20日，毛某宁多次在禄口街道某棋牌室打牌，一同打牌的有多名南京禄口国际机场的清洁工作人员。20日22时55分，南京发布《关于南京禄口国际机场发生新冠病毒检出阳性情况的通报》，要求组织开展核酸检测，市民需支持配合。当晚23时始，毛某宁接到邻居杨某某的电话提醒下楼做核酸，并听到小区喇叭通知，毛某宁轻率地认为自己不可能感染病毒，未参加核酸检测。每月中下旬，毛某宁需定期赴其母医保参保地扬州报销医药费并购买药品，因此在7月21日，毛某宁擅自离开已采取封控管理措施的南京居住地出发，乘坐公交车到江宁汽车客运站，于8时40分乘坐大巴离开南京，10时许到达扬州西部客运枢纽。到站查验后，毛某宁被车站工作人员留下进一步核实情况，并被告知扬州疫情防控相关要求，同时签署内容含“来自中、高风险地区人员需到居住地社区报备”的《承诺书》，后毛某宁乘坐公交车，到其姐姐毛某亚（住邗江区双桥街道念四新村）家中。当时，毛某宁借用他人的“苏康码”绿码通过检查。同日中午，毛某宁所居住南京小区的邻居杨某某、同学韩某某电话告知毛某宁南京疫情严重，提醒其尽快进行核酸检测。毛某宁并未前往检测，而是到扬州某棋牌室打牌三小时，全程未佩戴口罩。同时，棋牌室也没有执行要求戴口罩、测体温等防疫措施。7月22日，毛某宁出现流鼻涕、轻度发热症状后，依旧没有采取防护措施即前往棋牌室打牌。毛某宁在扬期间，未按照邗江区新冠肺炎疫情防控指挥部发布的《关于实施各类居民小区封控管理的通告》要求，主动向社区报告南京旅居史，并频繁活动于扬州市区多处人员高度密集的饭店、商店、诊所、棋牌室、农贸市场等，致使疫情在扬州市区扩散蔓延。一直到7月25日、26日，因发热症状持续，毛某宁在家休息。
根据扬州市第一次疫情防控新闻发布会透露的信息显示，毛某宁于7月21日上午10时50分抵达念泗新村。念泗新村小区社区工作人员谭越告诉《中国经济周刊》记者，在她来到扬州的几个小时前，即7月21日凌晨2点左右，他就接到上级电话，要求对社区工作人员以及居民进行紧急排查，尤其是近期来自南京的人员。但在当日的排查中，并未发现毛某宁。之后工作人员多次对小区居民进行入户走访排查，特别是针对首轮排查中没有敲开门入户的人，均未发现毛某宁。7月27日，社区获悉毛某宁为南京来扬疑似病例，工作人员与派出所民警立刻通过电话联系毛某宁，同时启动小区封闭管理程序，对居民进行紧急核酸检测。毛某宁在与工作人员的数次通话中存在撒谎的情形，起初不承认其来自南京，之后又说自己只是普通感冒已经服药，甚至还说正在某诊所输液治疗。民警曾赶往毛某宁所说的诊所但并未发现有关情况，之后民警再给毛某宁打电话被拒接。实际上，毛某宁因病情加重，当时前往社区卫生站就诊，需要挂水治疗，不过卫生站按规定拒绝接诊发热病人，需要至正规医院发热门诊就医。谭越表示，当天毛某宁由救护车送至扬州市第三人民医院隔离诊治后，社区工作人员又从社区居民登记的材料中，根据姓名等资料推断联系到毛某宁的姐姐毛某亚，并对其进行隔离上报。社区工作人员还查看了小区的视频监控录像，通过视频可以发现毛某宁很少在小区内活动，视频中看到的毛某宁“要么是在去打牌的路上，要么就是打牌回来，而且都戴着口罩”，很少在室外逗留。毛某宁后自行前往扬州友好医院就诊，途中多次接到警方、疾控部门电话联系，均不回答问题或挂断电话。在接受友好医院医生的问询时，故意隐瞒了南京中风险地区旅居史，谎称在一个月前即从南京至扬州，并否认有发热、咳嗽等症状。警方获知毛某宁在友好医院后，立即前往该处将其控制，并询问其14天活动轨迹和接触史，毛某宁未如实告知。鉴于毛某宁多次拒不配合调查，具有较大感染风险，当晚被转移至扬州市第三人民医院隔离就诊。毛某宁7月28日被确诊感染2019冠状病毒病后，期间公安机关多次对其进行询问、讯问，直至9月13日第4次接受讯问时才全部交代自己的活动轨迹和接触史。
毛某某确诊后，导致扬州友好医院被封闭，大量医护人员被隔离。其密切接触者169人、次密接570人被采取隔离措施，其中70人确诊。

### 棋牌室传播链
据中国大陆媒体《健康时报》不完全统计，扬州此轮疫情中，有超过100例病例曾去过棋牌室打牌。扬州当地拥有棋牌室、麻将馆上千家，遍布主要步行街和小区，部分棋牌室生意火爆。作为以养老为特色的城市，在棋牌室打麻将也成为扬州当地长者主要的娱乐活动，而与本轮疫情高度关联的莱东苑、秋南苑小区棋牌室在扬州颐养示范社区内。此次疫情中出现的宏远棋牌室也在当地拥有知名度，每次会提供积分、积票的活动，玩家可以凭积分定期换鸡蛋、榨菜等食物。在扬州，开设棋牌室一般不需要特殊的审批，仅需租房并办理好简易手续即可开业。但扬州部分棋牌室没有悬挂营业执照，提供餐食、酒水的棋牌室内也未悬挂卫生许可证，且通风环境差。自2020年至今，扬州市人民政府官网共收到有近300条和棋牌、麻将相关的市民投诉，涵盖人员混杂、棋牌室无证经营、卫生状况差、疫情防控不力等问题。一些长者由于不会使用智能手机，再加上棋牌室没有严格的健康码查验，而较少棋牌室会要求所有人员戴好口罩，容易造成防疫隐患。

### 湾头镇联合村核酸检测点感染
7月29日至8月1日，扬州市广陵区湾头镇财政结算中心工作人员王强（第38号）被确诊为2019冠状病毒病病例。截至8月9日24时，因密接确诊病例38被感染的人数为46人，其中到过广陵区湾头镇联合村核酸检测点的感染者已达37人，其中有35人在该检测点被王强直接密接感染。媒体报道称，由于核酸检测点没有做好“一米线”等安全措施，容易造成病毒传播风险。

### 扬州大学附属医院院内感染事件
在本轮疫情中，扬州大学附属医院有三名医生已确诊感染2019冠状病毒病。8月15日，江苏省卫健委下发相关通报，要求各医疗机构提高对疫情防控以及落实院感防控的各项措施。通报指出，这是一起由于涉事医院“院感制度执行不严格、感控专职人员配备不足、发热门诊布局不合理、相关医务人员个人防护不到位等导致的医务人员感染”。

## 确诊病例及数据

### 各确诊患者情况简表
| #   | 性别 | 年齡 | 報告日期 | 其他資料 |
| --- | ---- | ---- | -------- | --- |
| 1   | 女   | 64   | 7月28日  | 毛某宁，户籍地为南京市秦淮区，居住地为江宁区禄口街道。7月21日上午9时从南京市江宁区大学城乘坐大巴至扬州西部客运枢纽，11时左右到站后乘坐游1路公交车至念泗新村其姐姐家，随后几天骑电动车在住处周边（念泗新村、四季园小区、东方百合园、兰苑小区、扬子江路印象汇等地）活动。7月27日下午14时左右骑电动车至扬州东方百合园附近的正福诊所就诊，该诊所根据防疫要求未接诊，病例遂骑电动车到扬州友好医院门诊就诊。7月28日核酸检测结果为阳性，诊断为新冠肺炎确诊病例（普通型）。因隐瞒南京旅居史，并频繁活动于扬州市区多处饭店、商店、诊所、棋牌室、农贸市场等，致使疫情在扬州市区扩散蔓延，于7月29日被警方以涉嫌妨害传染病防治罪立案侦查。 |
| 2   | 女   | 70   | 7月28日  | 毛某亚，病例1（毛某宁）的姐姐，现住扬州市邗江区念泗新村。7月21日到25日每日下午14点左右骑电动车至史可法东路的宏远棋牌室打麻将，晚上约8点左右结束，自行骑车回家。7月22日10点30分前往西门菜市场买菜。7月23日上午前往四望亭路众成堂大药房买药；在念泗新村西门外北侧摊位买过一个手抓饼；在念泗新村西门内侧十六粮店旁的报刊亭拿过一次快递。7月24日下午前往念泗新村西门百信缘药房买药。7月28日作为病例1的密切接触者，进行鼻咽拭子核酸检测，结果为阳性，诊断为新冠肺炎确诊病例（普通型）。 |
| 3   | 女   | 84   | 7月29日  | 现住扬州市邗江区四季园秋桂苑。7月21日-23日与确诊病例1在四季园秋南苑内同一棋牌室打牌。7月28日作为密切接触者进行核酸检测，29日反馈结果为阳性，诊断为新冠肺炎确诊病例（轻型）。 |
| 4   | 男   | 70   | 7月29日  | 现住扬州市邗江区秋南苑。7月21日-24日与确诊病例1在四季园秋南苑内同一棋牌室打牌，7月28日作为密切接触者进行核酸检测，29日反馈结果为阳性，诊断为新冠肺炎确诊病例（轻型）。 |
| 5   | 女   | 71   | 7月29日  | 现住扬州市邗江区秋南新寓。7月21日-23日与确诊病例1在四季园秋南苑内同一棋牌室打牌。7月28日自觉头痛、体温略高，报备至秋南新苑社区，进行核酸检测，29日反馈结果为阳性，诊断为新冠肺炎确诊病例（普通型）。 |
| 6   | 女   | 72   | 7月29日  | 现住扬州市邗江区维扬路341号杨庄街坊。7月21日-24日与确诊病例1在四季园秋南苑内同一棋牌室打牌。7月28日患者自觉发热，晚上19时骑电动车去扬州大学附属医院（西区）发热门诊就诊，进行核酸检测，29日反馈结果为阳性，诊断为新冠肺炎确诊病例（轻型）。 |
| 7   | 女   | 61   | 7月30日  | 现住广陵区淮海路157号，确诊病例1密接。7月29日上午到苏北人民医院发热门诊就诊，进行核酸采样。7月30日反馈新冠病毒核酸检测阳性，诊断为确诊病例，轻型。 |
| 8   | 男   | 71   | 7月30日  | 现住广陵区汶河街道彩衣街34号，确诊病例2密接。7月29日上午至翠岗核酸检测点进行核酸采样，下午至扬州大学附属医院西区分院预检分诊后至发热门诊就诊。7月30日反馈新冠病毒核酸检测阳性，诊断为确诊病例，轻型。 |
| 9   | 女   | 70   | 7月30日  | 现住邗江区夏荷苑，确诊病例1密接。7月29日被转运至隔离点进行核酸采样。7月30日反馈新冠病毒核酸检测阳性，诊断为确诊病例，普通型。 |
| 10  | 女   | 75   | 7月30日  | 现住邗江区夏荷苑，确诊病例1密接。7月29日转运至扬州市第三人民医院，进行核酸采样。7月30日反馈新冠病毒核酸检测阳性，诊断为确诊病例，普通型。 |
| 11  | 女   | 66   | 7月30日  | 现住邗江区西湖镇俞桥村，确诊病例1密接。7月28日上午到四季园菜场西侧暖田智慧连锁诊所就诊，晚上前往扬州市中医院发热门诊就诊，进行核酸采样。7月29日中午由专用救护车转运至扬州市第三人民医院。7月30日诊断为确诊病例，普通型。 |
| 12  | 女   | 68   | 7月30日  | 现住邗江区秋南苑24幢，确诊病例1密接。7月29日社区上门进行核酸采样。7月30日反馈新冠病毒核酸检测阳性，诊断为确诊病例，普通型。 |
| 13  | 女   | 69   | 7月30日  | 现住邗江区春竹苑，确诊病例1密接。7月28日上午到四季园中医门诊就诊，晚转运至集中隔离点隔离。7月29日进行核酸采样。7月30日反馈新冠病毒核酸检测阳性，诊断为确诊病例，普通型。 |
| 14  | 男   | 73   | 7月30日  | 现住邗江区秋桂苑，确诊病例1密接。7月28日晚转运至集中隔离点。7月29日进行核酸采样。7月30日反馈新冠病毒核酸检测阳性，诊断为确诊病例，普通型。 |
| 15  | 女   | 76   | 7月30日  | 现住邗江区冬梅苑，确诊病例1密接。7月29日上午到东方医院就诊，在预检分诊点进行核酸采样。7月30日反馈新冠病毒核酸检测阳性，诊断为确诊病例，普通型。 |
| 16  | 男   | 40   | 7月30日  | 现住邗江区西湖镇俞桥村，在洁澄水业公司上班，确诊病例11密接。7月27日上班途中送家人到四季园暖田智慧连锁诊所就诊，下午到四季园亲戚家中。7月28日白天上班途中带家人去四季园诊所挂水，晚上送母亲到市中医院发热门诊就诊。7月29日晚上由专用救护车转运至扬州市第三人民医院，进行核酸采集。7月30日反馈新冠病毒核酸检测阳性，诊断为确诊病例，普通型。 |
| 17  | 女   | 78   | 7月31日  | 现住邗江区杨庄街坊，确诊病例1密接。7月21日-24日上午到四季园农贸市场买菜，下午到秋南苑棋牌室打牌。7月29日自诉有发热、全身无力等症状，通过专用救护车送至扬州市第三人民医院，7月31日诊断为确诊病例，普通型。 |
| 18  | 女   | 68   | 7月31日  | 现住广陵区大草小区，确诊病例2密接。7月25日-26日下午到史可法东路宏远棋牌室打牌。7月27日上午到玉器街窦庄菜场买菜。7月30日晚因发热、畏寒等症状到苏北人民医院就诊。7月31日新冠病毒核酸检测阳性，即通过专用救护车转运至扬州市第三人民医院，诊断为确诊病例，普通型。 |
| 19  | 男   | 64   | 7月31日  | 现住广陵区淮海路157号，确诊病例2密接。7月21日-23日下午到史可法东路宏远棋牌室打牌。7月23日晚上到大流芳巷看望亲戚。7月24日晚送孙子到沃尔玛凯德广场三楼拳击培训班。7月26日下午到史可法东路宏远棋牌室打牌，晚上到史可法路玉缘大澡堂洗澡。7月27日中午到东区大润发超市一楼购物。7月29日作为密切接触者被集中隔离管理。7月31日核酸检测阳性，即通过专用救护车转运至扬州市第三人民医院，诊断为确诊病例，普通型。 |
| 20  | 男   | 79   | 7月31日  | 现住邗江区春竹苑，确诊病例1密接。7月21日下午到秋南苑棋牌室打牌。7月22日-27日，上午到四季园菜场旁蕲艾艾灸馆诊疗，下午到秋南苑棋牌室打牌。7月28日作为密接被集中隔离管理。7月31日核酸检测阳性，即通过专用救护车转运至扬州市第三人民医院，诊断为确诊病例，普通型。 |
| 21  | 女   | 58   | 7月31日  | 现住开发区宝带新村，确诊病例1密接。7月23日-27日下午到秋南苑棋牌室打牌。7月30日作为密接被集中隔离管理。7月31日核酸检测阳性，即通过专用救护车转运至扬州市第三人民医院，诊断为确诊病例，普通型。 |
| 22  | 女   | 56   | 7月31日  | 现住邗江区蒋王街道四联村，确诊病例20密接。7月21日-23日，每日上午到四季园菜场旁蕲艾艾灸馆诊疗，后到扬州五丰富春食品有限公司上班。7月24日上午到四季园菜场蕲艾艾灸馆诊疗，后到四季园菜场买菜。7月25日上午到四季园菜场蕲艾艾灸馆诊疗。7月29日，上午至汇鑫苑附近蔬菜超市(原和悦大酒店)买菜，晚上到苏北人民医院发热门诊就诊。7月31日，新冠病毒核酸检测阳性，即通过专用救护车转运至扬州市第三人民医院，诊断为确诊病例，轻型。 |
| 23  | 女   | 65   | 7月31日  | 现住邗江区康祥苑，确诊病例1密接。7月24日-26日，每天下午到秋南苑棋牌室打牌。7月29日，作为密接被集中隔离管理。7月31日核酸检测阳性，即通过专用救护车转运至扬州市第三人民医院，诊断为确诊病例，轻型。 |
| 24  | 男   | 48   | 7月31日  | 现住邗江区杨庄街坊，确诊病例17密接。7月22日上午广陵区施桥镇扬州天旺汽配机电有限公司，下午到泰州江苏润阳油品有限公司，住宿于兴化市周庄镇格林豪泰酒店。7月23日上午到泰州市路达汽车销售有限公司，下午到泰州江苏润阳油品有限公司，晚上到扬州望月路万龙熟食店买食物，后去望月路老马家犇牛肉馆用餐。7月26日上午到扬州天旺汽配机电有限公司，下午到高力汽配城大王汽修。7月27日下午到泰州江苏润阳油品有限公司，晚上在会宾楼宾馆(济川路)住宿。7月29日因发热通过专用救护车转运至扬州市第三人民医院。7月31日新冠病毒核酸检测阳性，诊断为确诊病例，普通型。 |
| 25  | 女   | 38   | 7月31日  | 现住开发区阳光新苑，确诊病例22密接。7月21日-29日(除7月24日-25日休息日外)白天到开发区五丰富春有限公司上班。7月31日核酸检测阳性，即通过专用救护车转运至扬州市第三人民医院，诊断为确诊病例，轻型。 |
| 26  | 男   | 50   | 7月31日  | 现住开发区施桥镇汪家村。7月21日-23日到施桥镇达意生鲜、好宜美生活用品超市购物。7月24日到邗江区莱东苑棋牌室打牌，晚上到江都利民桥菜场买菜。7月26日中集通华公司上班。7月28日上午到施桥北路三缘堂大药房买药，后前往好宜美超市购物。7月31日作为密接被集中隔离管理，核酸检测阳性，即通过专用救护车转运至扬州市第三人民医院，诊断为确诊病例，普通型。 |
| 27  | 女   | 54   | 7月31日  | 现住广陵区东关街道北柳巷3栋，确诊病例2密接。7月21日、23日下午到史可法东路宏远棋牌室打牌。7月24日上午到石塔菜场买菜，下午到史可法东路宏远棋牌室打牌。7月25日-26日下午到史可法东路宏远棋牌室打牌。7月26日下晚到彩衣街沙头蔬菜店购物，后去文昌路十六粮店购物。7月27日上午到文昌路十六粮店、国庆路大德生药房、国庆路亿嘉仁水果店购物，下午到史可法东路宏远棋牌室打牌。7月28日上午在彩衣街沙头蔬菜店购物。7月31日核酸检测阳性，即通过专用救护车转运至扬州市第三人民医院，诊断为确诊病例，轻型。 |
| 28  | 女   | 58   | 7月31日  | 现住邗江区柳湖北苑，确诊病例2密接。7月21日-25日每天上午到石塔菜场买菜，下午到史可法东路宏远棋牌室打牌。7月28日上午到石塔菜市场买菜后，到梅岭新村给亲戚送饭，下午前往石塔菜场买菜。7月31日核酸检测阳性，即通过专用救护车转运至扬州市第三人民医院，诊断为确诊病例，普通型。 |
| 29  | 女   | 76   | 8月1日   | 现住广陵区南门外大街。7月27日12时至16时至秋南苑棋牌室打牌；7月28日8时许步行至高邮鱼汤面馆（安墩新寓西门南侧）吃早饭，后至大润发超市（邗江店）购物；7月31日新冠病毒核酸检测阳性，即通过专用救护车转运至扬州市第三人民医院，诊断为确诊病例，普通型。 |
| 30  | 女   | 66   | 8月1日   | 现住扬州市邗江区西城上筑。7月24日晚上在来鹤台附近一棋牌室打牌。7月25日下午在扬州瘦西湖温泉度假村泡温泉。7月27日上午至石塔菜场买菜，中午在邗江中路菱塘土菜馆包厢内用餐。7月28日上午在苏北人民医院门诊就诊，7月30日上午至石塔菜场买菜。7月31日上午至苏北人民医院发热门诊就诊，新冠病毒核酸检测阳性，即通过专用救护车转运至扬州市第三人民医院，诊断为确诊病例，普通型。 |
| 31  | 女   | 72   | 8月1日   | 现住开发区文汇东路251号，确诊病例1密接。7月21日-26日每天下午至秋南苑棋牌室打牌。7月21日、23日、25日上午，到四季园菜场、康乐小区北门小超市买菜。7月31日至苏北人民医院发热门诊就诊，新冠病毒核酸检测阳性，即通过专用救护车转运至扬州市第三人民医院，诊断为确诊病例，普通型。 |
| 32  | 女   | 20   | 8月1日   | 现住开发区文汇东路251号，确诊病例31密接。7月21日-24日每天下午在七泉路顺丰快递公司上班。7月26日上午在叶桥路小六面馆吃早餐。7月27日-29日每天下午在顺丰快递公司上班，下班到朱塘路108号顺丰快递驿站。7月31日陪同家人前往苏北人民医院发热门诊就诊。8月1日新冠病毒核酸检测阳性，即通过专用救护车转运至扬州市第三人民医院，诊断为确诊病例，轻型。 |
| 33  | 女   | 69   | 8月1日   | 现住邗江区秋桂苑，确诊病例1密接。7月21日至25日每天上午至蕲艾艾灸馆艾灸，随后至四季园农贸市场买菜，下午至秋南苑棋牌室打牌。7月22日上午去曲江鞋城二楼卖鞋区购物。7月30日因身体不适前往苏北人民医院发热门诊就诊，新冠病毒核酸检测阳性，即通过专用救护车转运至扬州市第三人民医院，诊断为确诊病例，普通型。 |
| 34  | 男   | 66   | 8月1日   | 现住邗江区康乐新村，确诊病例23密接。7月21至28日每天上午至四季园农贸市场买菜。7月30日作为密接被集中隔离管理，新冠病毒核酸检测阳性，即通过专用救护车转运至扬州市第三人民医院，诊断为确诊病例，普通型。 |
| 35  | 男   | 78   | 8月1日   | 现住邗江区春竹苑，确诊病例1密接。7月24日-28日每天下午在秋南苑棋牌室打牌。7月31日由负压救护车转运至苏北人民医院发热门诊就诊，新冠病毒核酸检测阳性，即通过专用救护车转运至扬州市第三人民医院，诊断为确诊病例，普通型。 |
| 36  | 女   | 65   | 8月1日   | 现住邗江区康乐新村，确诊病例1密接。7月21日-27日每天下午在秋南苑内棋牌室帮工。7月28日作为密接被隔离管理，30日新冠病毒核酸检测阳性，即通过专用救护车转运至扬州市第三人民医院，诊断为确诊病例，普通型。 |
| 37  | 女   | 54   | 8月1日   | 现住开发区宝带新村，确诊病例21密接。7月21日-28日，在扬州商城上班。28日晚上去确诊病例21家。7月30日作为密接被隔离管理，新冠病毒核酸检测阳性，即通过专用救护车转运至扬州市第三人民医院，诊断为确诊病例，普通型。 |
| 38  | 男   | 58   | 8月1日   | 王强，广陵区湾头镇财政结算中心工作人员，现住邗江区新城河路国税局宿舍。7月21日-23日在湾头镇玉器城上班，中午在湾头镇政府食堂就餐。7月23日晚在江都商城附近鲤鱼门饭店就餐，后至巨星KTV唱歌。7月24日上午至扬州市交警二大队（史可法路）办事，下午在莱东苑棋牌室打牌。7月26日上午正常上班，中午在湾头镇政府食堂就餐，下午至交警二大队。7月27日-28日正常上班。7月28日晚在望月路望月阁私房菜用餐。7月29日下午在湾头镇联合村。8月1日新冠病毒核酸检测阳性，即通过专用救护车转运至扬州市第三人民医院，诊断为确诊病例，普通型。 |
| 39  | 女   | 78   | 8月1日   | 现住景区史可法路10号。确诊病例2的密接。7月21日-29日每日上午至史可法西路红达润生鲜超市买菜。7月21日-22日、25日-28日下午至宏远棋牌室打牌。7月30日上午至广储社区报备登记，进行隔离管理。8月1日新冠病毒核酸检测阳性，即通过专用救护车转运至扬州市第三人民医院，诊断为确诊病例，普通型。 |
| 40  | 女   | 74   | 8月1日   | 现住邗江区秋桂苑。确诊病例1密接。7月21日-27日每天下午去秋南苑棋牌室打麻将。7月29日作为密接被集中隔离管理，7月30日新冠病毒核酸检测阳性，即通过专用救护车转运至扬州市第三人民医院，诊断为确诊病例，普通型。 |
| 41  | 女   | 77   | 8月1日   | 现住邗江区秋南苑。确诊病例1密接。7月23日、25日至四季园菜场买菜。7月24日陪家人去望月路德先诊所就诊。29日作为密接被集中隔离管理。7月31日新冠病毒核酸检测阳性，即通过专用救护车转运至扬州市第三人民医院，诊断为确诊病例，普通型。 |
| 42  | 女   | 56   | 8月1日   | 现住邗江区莱东苑。7月22日到万都装饰城、荷园丽都小区。7月23日到蓝湾国际。7月24日到华建乾院、中海世玺、万科世纪缘。7月25日到联发星领地。7月26日到昌建广场。7月27日上午到四季园梦颜堂（四季园菜市场）艾灸按摩。7月29日到莱东苑小区门口摊点买菜。7月30日到瘦西湖院子。7月31日中午前往苏北人民医院发热门诊就诊。8月1日新冠病毒核酸检测阳性，即通过专用救护车转运至扬州市第三人民医院，诊断为确诊病例，轻型。 |
| 43  | 女   | 70   | 8月1日   | 现住邗江区武庄小区，确诊病例1密接。7月24日至25日上午至四季园菜场买菜，下午至秋南苑棋牌室打牌。7月26日下午至秋南苑棋牌室打牌。7月28日上午至四季园菜场买菜。7月29日作为密接被集中隔离管理。7月31日新冠病毒核酸检测阳性，即通过专用救护车转运至扬州市第三人民医院，诊断为确诊病例，普通型。 |
| 44  | 女   | 73   | 8月1日   | 现住邗江区夏荷苑，确诊病例1密接。7月21日至23日，每日上午至四季园菜场买菜，下午至秋南苑棋牌室打牌。7月24日下午至秋南苑棋牌室打牌。7月30日作为密接被集中隔离管理，新冠病毒核酸检测阳性，即通过专用救护车转运至扬州市第三人民医院，诊断为确诊病例，普通型。 |
| 45  | 男   | 87   | 8月1日   | 现住邗江区夏荷苑，确诊病例1密接。7月22日-24日，在秋南苑棋牌室打两次牌。7月29日作为密接被集中隔离管理。7月30日新冠病毒核酸检测阳性，即通过专用救护车转运至扬州市第三人民医院，诊断为确诊病例，普通型。 |
| 46  | 男   | 62   | 8月1日   | 现住邗江区文华苑，确诊病例1密接。7月24日-25日，每天下午至秋南苑棋牌室打牌。7月29日作为密接被集中隔离管理。7月30日新冠病毒核酸检测阳性，即通过专用救护车转运至扬州市第三人民医院，诊断为确诊病例，轻型。 |
| 47  | 女   | 69   | 8月1日   | 现住景区玉器街86号，确诊病例2密接。7月21日-27日每天上午至梅岭东路窦庄药店进行艾灸理疗，7月21日-23日、25日-26日下午至宏远棋牌室打牌。7月24日上午至玉器街三木生鲜蔬果店购物。7月29日上午至广陵区运河水庭南门西侧超市购物，晚上作为密接被集中隔离管理。7月30日新冠病毒核酸检测阳性，即通过专用救护车转运至扬州市第三人民医院，诊断为确诊病例，普通型。 |
| 48  | 女   | 79   | 8月1日   | 现住邗江区康乐新村。确诊病例36密接。7月21日至7月30日均在家未外出，由确诊病例36照料生活起居。7月28日作为次密接居家隔离管理。7月30日新冠病毒核酸检测阳性，即通过专用救护车转运至扬州市第三人民医院，诊断为确诊病例，轻型。 |
| 49  | 女   | 61   | 8月1日   | 现住邗江区紫金文昌，确诊病例1密接。7月21日-23日下午至秋南苑棋牌室打牌。7月26日下午至体育公园接种点接种新冠疫苗。7月28日至维扬路百信缘药店买口罩。7月29日作为密接被集中隔离管理。7月30日新冠病毒核酸检测阳性，诊断为确诊病例，普通型。 |
| 50  | 女   | 65   | 8月1日   | 现住邗江区冬梅苑。确诊病例1密接。7月21日-23日上午至四季园农贸市场买菜，下午在秋南苑棋牌室打牌。7月24日-25日下午在秋南苑棋牌室打牌。7月26日上午在大润发超市（邗江店）购物，下午在秋南苑棋牌室打牌。7月29日作为密接被集中隔离管理。7月30日新冠病毒核酸检测阳性，即通过专用救护车转运至扬州市第三人民医院，诊断为确诊病例，轻型。 |
| 51  | 女   | 53   | 8月1日   | 现住邗江区夏荷苑，确诊病例1密接。7月21日至25日，上午至四季园农贸市场买菜，下午在秋南苑棋牌室打牌。7月26日上午至四季园农贸市场买菜，晚上在冬梅苑4栋楼下棋牌室打牌。7月27日上午至四季园农贸市场买菜。7月29日作为密接被集中隔离管理。7月30日新冠病毒核酸检测阳性，即通过专用救护车转运至扬州市第三人民医院，诊断为确诊病例，普通型。 |
| 52  | 女   | 51   | 8月1日   | 现住景区史可法路8号，确诊病例2密接。7月21日，白天在摆渡人物业公司上班，晚上在宏远棋牌室打牌。7月22日，在公司上班，中途至和昌森林湖小区。7月23日，白天在公司上班，晚上在宏远棋牌室打牌。7月24日，在宏远棋牌室打牌，下午到工人新村。7月25日上午在公司上班，下午至联发君悦首府小区，晚上在宏远棋牌室打牌，后至国大药房大德生（玉器街28号）买药。7月26日-28日在公司上班。7月30日作为密接被集中隔离管理。7月31日，即通过专用救护车转运至扬州市第三人民医院，诊断为新冠病毒核酸检测阳性确诊病例，普通型。 |
| 53  | 女   | 70   | 8月1日   | 现住邗江区奥都花城。7月25日下午在秋南苑棋牌室打牌。7月27日下午在秋南苑棋牌室打牌，结束后去四季园农贸市场买菜。8月1日新冠病毒核酸检测阳性，即通过专用救护车转运至扬州市第三人民医院，诊断为确诊病例，普通型。 |
| 54  | 女   | 30   | 8月1日   | 现住邗江区夏荷苑，确诊病例51密接。7月22日-23日白天至邗江区蜀岗东路碟之诺贸易有限公司上班。7月24日，中午到沃尔玛超市和汶河南路鸿星尔克专卖店购物，晚上到西湖镇帝味麻辣烫吃饭，后到江阳农贸市场二楼华联超市、好又多超市（江阳店）、爱文烟酒超市购物。7月26日-27日，正常上班。7月28日至四季园东门东方超市、四季园菜场、秋雨路扬大牛奶站购物。7月29日作为病例1次密接被集中隔离管理。8月1日新冠病毒核酸检测阳性，即通过专用救护车转运至扬州市第三人民医院，诊断为确诊病例，普通型。 |
| 55  | 女   | 43   | 8月2日   | 现住文汇东路251号。确诊病例31密接。7月21日-23日，每天至扬州市可瑞尔科技公司（兴扬路28号）上班。7月24日中午在朱塘路108号顺丰快递驿站就餐。7月25日、26日前往月明苑。7月27日-29日在公司上班。7月31日作为确诊病例的密接被集中隔离管理，新冠病毒核酸检测结果阳性。即通过专用救护车转运至扬州市第三人民医院，诊断为确诊病例，轻型。 |
| 56  | 男   | 64   | 8月2日   | 现住开发区南宝带小区。7月21日-25日上午至宝带农贸市场或新城花园菜场买菜，下午在居住地附近大大棋牌室打牌。7月26日下午到沃尔玛附近乐够棋牌室打牌。7月31日新冠病毒核酸检测结果阳性。即通过专用救护车转运至扬州市第三人民医院，诊断为确诊病例，轻型。 |
| 57  | 男   | 82   | 8月2日   | 现住开发区宝带新村。确诊病例31密接。7月23日上午至苏北人民医院就诊。7月29日中午至宝带社区服务中心。7月31日下午至苏北人民医院发热门诊就诊，新冠病毒核酸检测结果阳性。即通过专用救护车转运至扬州市第三人民医院，诊断为确诊病例，轻型。 |
| 58  | 男   | 57   | 8月2日   | 现住广陵区湾头镇广福花园广盛苑，确诊病例38密接。7月21日-28日每天上午至湾头迎宾路菜场买菜。7月29日-7月31日上午，在湾头镇联合村核酸检测点工作。7月31日下午作为确诊病例的密接被集中隔离管理，新冠病毒核酸检测结果阳性。即通过专用救护车转运至扬州市第三人民医院，诊断为确诊病例，轻型。 |
| 59  | 男   | 69   | 8月2日   | 现住广陵区汤汪乡同心村。确诊病例1密接。7月21日下午在四季园秋南苑棋牌室打牌。7月31日上午至武警医院附近百信缘药店。8月1日上午至武警医院，下午至苏北人民医院发热门诊就诊，新冠病毒核酸检测结果阳性。即通过专用救护车转运至扬州市第三人民医院，诊断为确诊病例，普通型。 |
| 60  | 女   | 67   | 8月2日   | 现住广陵区汤汪乡同心村。确诊病例59密接。7月21日-24日、7月26日-28日在广陵区连心路扬州大云食品有限公司工作。7月29日下午至连运社区核酸检测点进行核酸采样，随后至汤汪社区卫生服务中心就诊。8月1日上午至武警医院，下午至苏北人民医院发热门诊就诊，新冠病毒核酸检测结果阳性，即通过专用救护车转运至扬州市第三人民医院，诊断为确诊病例，普通型。 |
| 61  | 男   | 44   | 8月2日   | 现住湾头镇万寿村。确诊病例38密接。7月21日-28日上午，在广陵区湾头镇社区卫生服务中心上班。7月28日至金盛国际家居、江都装饰城。7月29日上午在广陵区湾头镇社区卫生服务中心上班。7月29日中午-7月31日上午，在湾头镇联合村核酸检测点工作。7月31日下午，作为确诊病例的密接被隔离管理，新冠病毒核酸检测结果阳性。即通过负压救护车转运至扬州市第三人民医院，诊断为确诊病例，普通型。 |
| 62  | 女   | 56   | 8月2日   | 现住广陵区和昌运河东郡。确诊病例38密接。7月29日-31日在湾头镇联合村核酸检测点工作。8月1日作为确诊病例密接被集中隔离管理，新冠病毒核酸检测结果阳性，即通过专用救护车转运至扬州市第三人民医院，诊断为确诊病例，轻型。 |
| 63  | 男   | 39   | 8月2日   | 现住广陵区运河水庭。确诊病例47密接。中午一般在确诊病例47家中用餐。7月22日在邗江区方巷镇政府附近碧玉园项目部工作。7月23日上午在金茂广场扬州优世房产公司工作，下午到兴城西路邗江区住建局。7月24日晚上到京华城四楼点兵点将用餐，并在一楼、三楼购物。7月25日在大润发超市（维扬店）购物。7月26日上午在公司上班，下午在来鹤台红海浴室洗澡。7月28日中午在槐泗镇顺福楼就餐。7月29日上午邗江区住建局。7月31日，作为确诊病例的密接被集中隔离管理，新冠病毒核酸检测结果阳性。即通过专用救护车转运至扬州市第三人民医院，诊断为确诊病例，轻型。 |
| 64  | 男   | 11   | 8月2日   | 现住广陵区运河水庭。确诊病例47密接。中午一般在确诊病例47家中用餐。7月21日、23日在瘦西湖路181号优课教育培训上课。7月22日上午在玉器街1号福乐大语文培训中心上课，下午在史可法路39号九拍培训机构上课。7月24日在玉器街1号福乐大语文培训中心上课，晚上到京华城四楼点兵点将用餐，并在一楼、三楼购物。7月31日下午，作为确诊病例的密接被集中隔离管理，新冠病毒核酸检测结果阳性。即通过专用救护车转运至扬州市第三人民医院，诊断为确诊病例，轻型。 |
| 65  | 男   | 71   | 8月2日   | 现住邗江区杨庄街坊。7月26日下午在秋南苑棋牌室打牌。7月27日、28日上午至仪征市豪第坊，7月28日中午至仪征市宝能广场用餐，后至宝能影城。7月29日上午在康乐新村检测点进行核酸采样，后至杨庄街坊南门东边小超市买菜。8月1日上午至苏北人民医院发热门诊就诊，新冠病毒核酸检测结果阳性。即通过专用救护车转运至扬州市第三人民医院，诊断为确诊病例，普通型。 |
| 66  | 男   | 63   | 8月2日   | 现住梅岭街道花家巷36号。确诊病例2密接。7月23日晚上在宏远棋牌室打牌。7月24日下午在宏远棋牌室打牌。7月27日下午去市民中心房管局办理业务。7月28日下午至486广场检测点进行核酸采样。7月30日作为确诊病例的密接被集中隔离管理，新冠病毒核酸检测结果阳性。即通过专用救护车转运至扬州市第三人民医院，诊断为确诊病例，轻型。 |
| 67  | 女   | 37   | 8月2日   | 现住广陵区运河水庭。确诊病例47密接。7月21日、23日-29日，每天中午在确诊病例47家中用餐。7月21日在杭集中学项目部上班。7月22日在建设大厦扬建集团公司本部上班。7月23日到人才公寓项目部、软件园扬建项目部、秦邮路图书馆工地。7月24日白天在人才公寓项目部、生态科技新城管委会，晚上在京华城四楼点兵点将用餐并在一楼和三楼购物。7月26日-28日在八里村扬建项目部上班。7月28日下午到秦邮路图书馆工地及建设大厦公司本部。7月29日上午到住建局一楼办事。7月31日作为确诊病例的密接被集中隔离管理，后通过专用救护车转运至扬州市第三人民医院，新冠病毒核酸检测结果阳性，诊断为确诊病例，轻型。 |
| 68  | 女   | 66   | 8月2日   | 现住玉器街28号。确诊病例2次密接。7月21日-26日，28日-31日，每天上午到居住地一楼便利店买菜。28日、29日下午至宏信龙生活超市（玉器街店）旁棋牌室看人打牌。7月31日作为确诊病例次密接被集中隔离管理，新冠病毒核酸检测结果阳性。即通过专用救护车转运至扬州市第三人民医院，诊断为确诊病例，轻型。 |
| 69  | 男   | 73   | 8月2日   | 现住梅岭街道瘦西湖景苑。确诊病例2密接。7月22日-27日下午在史可法东路的宏远棋牌室打麻将。7月27日上午在花都汇接种新冠疫苗。7月30日作为确诊病例密接被集中隔离管理，8月2日新冠病毒核酸检测结果阳性。即通过专用救护车转运至扬州市第三人民医院，诊断为确诊病例，普通型。 |
| 70  | 女   | 69   | 8月2日   | 现住邗江区永安公寓。7月21日-23日、26日-27日至美琪农贸市场买菜。7月24日下午在莱东苑棋牌室打牌。7月25日至百信缘大药房莱福店。8月1日新冠病毒核酸检测结果阳性。即通过专用救护车转运至扬州市第三人民医院，诊断为确诊病例，普通型。 |
| 71  | 男   | 72   | 8月2日   | 现住邗江区永安公寓。确诊病例70密接。7月21日至7月31日居家未外出。8月1日新冠病毒核酸检测结果阳性。即通过专用救护车转运至扬州市第三人民医院，诊断为确诊病例，普通型。 |
| 72  | 女   | 57   | 8月2日   | 现住邗江区秋南苑。确诊病例1密接。7月21日下午至秋南苑棋牌室打牌。7月28日作为确诊病例密接被居家隔离管理，7月30日晚由120救护车送至苏北人民医院发热门诊，新冠病毒核酸检测结果阳性。即通过专用救护车转运至扬州市第三人民医院，诊断为确诊病例。 |
| 73  | 男   | 74   | 8月2日   | 现住邗江区美琪小区祥和苑。确诊病例1密接。7月21日-26日，每天上午至冠瑞健康会馆望月路店理疗，下午在秋南苑棋牌室打牌。7月27日-28日，下午在秋南苑棋牌室打牌。7月29日作为确诊病例密接被集中隔离管理，新冠病毒核酸检测结果阳性。即通过专用救护车转运至扬州市第三人民医院，诊断为确诊病例，轻型。 |
| 74  | 男   | 67   | 8月2日   | 现住邗江区武塘小区。7月21日-29日，每天上午至四季园农贸市场买菜。7月22日中午在新城河路与文汇西路交叉口兰庄酒楼就餐。7月23日-24日、27日下午在秋南苑棋牌室打牌。7月29日上午至四季园农贸市场，下午作为确诊病例密接被集中隔离管理，新冠病毒核酸检测结果阳性。即通过专用救护车转运至扬州市第三人民医院，诊断为确诊病例，轻型。 |
| 75  | 女   | 66   | 8月2日   | 现住邗江区美琪小区祥和苑。确诊病例1密接。7月21日-26日，每天上午至冠瑞健康会馆望月路店理疗，下午在秋南苑棋牌室打牌。7月27日-28日，下午在秋南苑棋牌室打牌。7月29日作为确诊病例密接被集中隔离管理，新冠病毒核酸检测结果阳性。即通过专用救护车转运至扬州市第三人民医院，诊断为确诊病例，普通型。 |
| 76  | 女   | 74   | 8月2日   | 现住邗江区美琪小区莱福苑。确诊病例1密接。7月21日-26日，上午至四季园菜场买菜。7月21日下午在秋南苑棋牌室打牌，晚上在文昌中路得月楼就餐。7月23日下午至秋南苑棋牌室打牌。7月24日至观音山烧香。7月27日-29日上午至望月路美琪农贸市场买菜。7月30日作为确诊病例密接被集中隔离管理，新冠病毒核酸检测结果阳性。即通过专用救护车转运至扬州市第三人民医院，诊断为确诊病例，普通型。 |
| 77  | 女   | 80   | 8月2日   | 现住邗江区新庄二村。确诊病例4密接。7月26日-27日下午在秋南苑棋牌室打牌。8月1日由120救护车转运至苏北人民医院发热门诊就诊，新冠病毒核酸检测结果阳性。即通过专用救护车转运至扬州市第三人民医院，诊断为确诊病例，轻型。 |
| 78  | 女   | 42   | 8月2日   | 现住邗江区汊河街道宏溪新苑。确诊病例22密接。7月21日-22日，在兴扬路五丰富春食品有限公司上班。7月23日在公司上班，中途至邗江区人民法院，晚上在淮左疫苗集中接种点接种疫苗。7月24日上午至汊河街道华扬西路392号。7月26日-29日正常上班。7月29日晚至汊河街道世纪华联超市、华扬西路392号。7月30日上午至汊河街道华扬西路立祥超市。8月1日晚上由120救护车转运至苏北医院发热门诊就诊，新冠病毒核酸检测结果阳性。即通过专用救护车转运至扬州市第三人民医院，诊断为确诊病例，轻型。 |
| 79  | 男   | 42   | 8月2日   | 现住邗江区杨庄街坊。7月25日上午至中国建设银行扬州城东支行。7月26日下午至景区相别路大陆庄。7月27日上午至仪征市豪第坊，晚上至新城河路天香茶楼打牌。7月28日上午至仪征豪第坊，中午至仪征宝能广场家和豆浆就餐，随后至宝能影城，下午至仪征滨城溪上明堂。7月29日上午至扬子江北路唐郡澜湾。8月1日由120救护车转运至苏北人民医院发热门诊就诊，新冠病毒核酸检测结果阳性。即通过专用救护车转运至扬州市第三人民医院，诊断为确诊病例，轻型。 |
| 80  | 女   | 75   | 8月2日   | 现住邗江区春竹苑。确诊病例1密接。7月21日至25日，每天上午至四季园小区周李超市购物，下午至秋南苑棋牌室打牌。7月30日作为确诊病例密接被集中隔离管理，新冠病毒核酸检测结果阳性。即通过专用救护车转运至扬州市第三人民医院，诊断为确诊病例，普通型。 |
| 81  | 男   | 80   | 8月2日   | 现住邗江区春竹苑。确诊病例80密接。7月26日上午至秋雨路大德生药房买药。7月30日作为确诊病例密接被集中隔离管理，新冠病毒核酸检测结果阳性。即通过专用救护车转运至扬州市第三人民医院，诊断为确诊病例，普通型。 |
| 82  | 女   | 69   | 8月2日   | 现住邗江区凯莱花园。确诊病例1密接。7月21日-27日每天上午至四季园蕲艾艾灸馆艾灸。7月23日-26日每天下午在秋南苑棋牌室打牌。7月27日上午至四季园菜场买菜。7月29日新冠病毒核酸检测结果阳性。即通过专用救护车转运至扬州市第三人民医院，诊断为确诊病例，普通型。 |
| 83  | 女   | 68   | 8月2日   | 现住邗江区秋桂苑。确诊病例1密接。7月21日-28日每天上午至四季园菜场买菜。7月24日下午在秋南苑棋牌室打牌。7月25日上午至扬州市体育公园新冠疫苗集中接种点接种疫苗，下午在秋南苑棋牌室打牌。7月26日-27日下午在秋南苑棋牌室打牌。8月1日由120救护车转运至苏北人民医院发热门诊，新冠病毒核酸检测结果阳性。即通过专用救护车转运至扬州市第三人民医院，诊断为确诊病例，普通型。 |
| 84  | 女   | 70   | 8月2日   | 现住邗江区秋桂苑。确诊病例1密接。7月21日-24日每天下午在秋南苑棋牌室打牌。7月25日下午在秋桂苑18幢车库打牌。7月29日作为确诊病例密接被集中隔离管理，新冠病毒核酸检测结果阳性。即通过专用救护车转运至扬州市第三人民医院，诊断为确诊病例，普通型。 |
| 85  | 女   | 42   | 8月2日   | 现住邗江区杨庄街坊。确诊病例65密接。7月21日-23日、25日-27日在淮海路院士广场图书馆分馆上班。7月24日文汇东路道华精品水果、文汇西路四季鲜果超市、秋雨西路大齐烟酒购物。8月1日，由120救护车转运至苏北人民医院发热门诊就诊，新冠病毒核酸检测结果阳性。即通过专用救护车转运至扬州市第三人民医院，诊断为确诊病例，轻型。 |
| 86  | 女   | 67   | 8月2日   | 现住邗江区杨庄街坊。确诊病例65密接。7月21-27日，每天上午至秋雨西路扬城恒美生活超市买菜，下午至秋南苑24栋103棋牌室打牌。7月28日上午至秋雨西路扬城恒美生活超市买菜。7月29日至杨庄街坊南门东边小超市买菜。8月1日，由120救护车转运至苏北人民医院发热门诊就诊，新冠病毒核酸检测结果阳性。即通过专用救护车转运至扬州市第三人民医院，诊断为确诊病例，普通型。 |
| 87  | 女   | 78   | 8月2日   | 现住邗江区夏荷苑。确诊病例45密接。7月27日下午至四季园农贸市场买菜。7月29日上午至夏荷苑附近菜市场买菜，下午作为确诊病例密接被集中隔离管理，新冠病毒核酸检测结果阳性。即通过专用救护车转运至扬州市第三人民医院，诊断为确诊病例，轻型。 |
| 88  | 女   | 35   | 8月2日   | 现住邗江区万达华府。7月21日-30日白天在文昌西路53号手机卖场上班。7月23日晚上在金湖湾小胖烤牛肉就餐。8月1日上午至苏北人民医院发热门诊就诊，新冠病毒核酸检测结果阳性。即通过专用救护车转运至扬州市第三人民医院，诊断为确诊病例，普通型。 |
| 89  | 女   | 74   | 8月2日   | 现住邗江区春竹苑。确诊病例1密接。7月22日上午至四季园农贸市场购物，下午在秋南苑棋牌室打牌。7月24日上午至四季园农贸市场买菜。7月26日上午至大地四季幼儿园门口菜市场买菜。7月27日-28日下午在秋南苑棋牌室打牌。7月28日上午至大地四季幼儿园门口菜市场买菜。7月29日作为确诊病例密接被集中隔离管理，新冠病毒核酸检测结果阳性。即通过专用救护车转运至扬州市第三人民医院，诊断为确诊病例，普通型。 |
| 90  | 女   | 74   | 8月2日   | 现住广陵区君悦华府。确诊病例2密接。7月21日-24日，每天至苏北人民医院。7月25日下午在宏远棋牌室打牌。7月27日下午至宏远棋牌室。8月1日上午至扬州市第二人民医院发热门诊就诊，新冠病毒核酸检测结果阳性。即通过专用救护车转运至扬州市第三人民医院，诊断为确诊病例，普通型。 |
| 91  | 女   | 75   | 8月2日   | 现住广陵区渡江南路46号。确诊病例30密接。7月25日中午在怡园饭店就餐。7月26日上午在居住地附近农贸市场买菜，下午至大润发超市（广陵店）购物。7月27日上午在居住地附近农贸市场买菜，中午在邗江中路菱塘土菜馆就餐。7月29日-30日上午至渡江南路46号附近农贸市场买菜。8月1日新冠病毒核酸检测结果阳性。即通过专用救护车转运至扬州市第三人民医院，诊断为确诊病例，普通型。 |
| 92  | 男   | 35   | 8月2日   | 现住广陵区城东路35号。7月21日-8月1日，每天在广储门外街玉器厂门前停车场上班。7月28日中午在史可法路上海三鲜馄饨王就餐。7月31日下午至城东路水果蔬菜店购物。8月2日至武警江苏省总队医院发热门诊就诊，新冠病毒核酸检测结果阳性。即通过专用救护车转运至扬州市第三人民医院，诊断为确诊病例，轻型。 |
| 93  | 女   | 63   | 8月2日   | 现住邗江区春竹苑。确诊病例1密接。7月21日-25日,每天上午至四季园菜场蕲艾艾灸馆诊疗。7月24日下午在秋南苑棋牌室打牌。8月1日新冠病毒核酸检测结果阳性，即通过专用救护车转运至扬州市第三人民医院，诊断为确诊病例，普通型。 |
| 94  | 女   | 66   | 8月2日   | 现住广陵区皇宫花园。确诊病例2密接。7月22日、25日-26日，下午在宏远棋牌室打牌。7月27日晚上至文昌中路十六粮店购物。7月30日作为确诊病例密接被集中隔离管理，新冠病毒核酸检测结果阳性。即通过专用救护车转运至扬州市第三人民医院，诊断为确诊病例，轻型。 |
| 95  | 女   | 80   | 8月3日   | 现住邗江区春竹苑。7月27日上午至四季园农贸市场买菜。7月30日中午作为确诊病例的次密接被集中隔离管理，新冠病毒核酸检测结果阳性。即通过专用救护车转运至扬州市第三人民医院，诊断为确诊病例，普通型。 |
| 96  | 男   | 72   | 8月3日   | 现住邗江区康乐新村。确诊病例1密接。7月21日-27日下午在秋南苑棋牌室打牌。7月25日上午至康乐新村北门对面生鲜超市买菜。7月28日上午至东花园菜场买菜。7月30日作为确诊病例的密接被集中隔离管理，新冠病毒核酸检测结果阳性。即通过专用救护车转运至扬州市第三人民医院，诊断为确诊病例，普通型。 |
| 97  | 男   | 58   | 8月3日   | 住邗江区柳湖北苑。确诊病例28密接。7月21日-29日在江都区宝雅雅苑建筑工地工作。期间，7月24日、26日、29日在江都商贸城水天堂浴室附近小吃店吃早餐；7月25日在张纲镇张纲闸附近油条摊点买早餐；7月27日上午到江都建筑设计院、江都区城南社区卫生服务中心办事，晚上在都喜爱精品零食超市梅岭东路店购物。7月29日晚作为确诊病例的密接被集中隔离管理，新冠病毒核酸检测结果阳性。即通过专用救护车转运至扬州市第三人民医院，诊断为确诊病例，轻型。 |
| 98  | 男   | 66   | 8月3日   | 现住邗江区紫金文昌。确诊病例49密接。7月22日至甘泉路红旗剧场南门口菜场买菜。7月24日下午在沃尔玛超市附近乐够棋牌室打牌。7月25日下午在文昌西路兰苑菜场楼上尚美健身房健身并在附近小超市购物。7月26日下午至扬州体育公园新冠疫苗接种点接种疫苗。7月27日上午至南门口菜场买菜，下午在尚美健身房健身。7月29日上午至秋雨路毛牌楼对面超市购物，下午作为确诊病例的密接被集中隔离管理，新冠病毒核酸检测结果阳性。即通过专用救护车转运至扬州市第三人民医院，诊断为确诊病例，普通型。 |
| 99  | 女   | 67   | 8月3日   | 现住邗江区扬子江北路568号江苏里下河地区农业科学研究所。7月21日-28日在新万福路88号扬州农科院工作和生活。7月28日下午回扬子江北路568号住处。7月29日在维扬路念香苑，中午在念香苑东门御香苑饭馆就餐。7月30日上午至西屏山殡仪馆，中午在念香苑东门御香苑饭馆就餐，下午正常上班。7月31日-8月1日正常上班。8月2日凌晨被集中隔离管理，新冠病毒核酸检测结果阳性。即通过专用救护车转运至扬州市第三人民医院，诊断为确诊病例，轻型。 |
| 100 | 女   | 75   | 8月3日   | 现住景区瘦西湖景苑。确诊病例69密接。7月27日上午到花都汇新冠疫苗集中接种点接种疫苗。7月31日作为确诊病例的密接被集中隔离管理，新冠病毒核酸检测结果阳性。即通过专用救护车转运至扬州市第三人民医院，诊断为确诊病例，普通型。 |
| 101 | 女   | 62   | 8月3日   | 现住广陵区东关街道丁家湾如来柱。确诊病例30密接。7月27日中午在邗江中路菱塘土菜馆就餐。8月2日晚至苏北人民医院发热门诊就诊，新冠病毒核酸检测结果阳性。即通过专用救护车转运至扬州市第三人民医院，诊断为确诊病例，普通型。 |
| 102 | 女   | 71   | 8月3日   | 现住邗江区秋桂苑。确诊病例1密接。7月21日-26日，每天上午至四季园农贸市场买菜，下午在秋南苑棋牌室打牌。7月28日-29日每天上午至四季园农贸市场买菜。7月30日作为确诊病例的密接被集中隔离管理，新冠病毒核酸检测结果阳性。即通过专用救护车转运至扬州市第三人民医院，诊断为确诊病例，普通型。 |
| 103 | 女   | 73   | 8月3日   | 现住邗江区秋桂苑。确诊病例4密接。7月27日下午在秋南苑棋牌室打牌。7月30日下午作为确诊病例密接被集中隔离管理，新冠病毒核酸检测结果阳性。即通过专用救护车转运至扬州市第三人民医院，诊断为确诊病例，普通型。 |
| 104 | 男   | 75   | 8月3日   | 现住邗江区武庄小区。确诊病例1密接。7月24日-25日每天下午至秋南苑棋牌室打牌。7月29日作为确诊病例密接被集中隔离管理，新冠病毒核酸检测结果阳性。即通过专用救护车转运至扬州市第三人民医院，诊断为确诊病例，普通型。 |
| 105 | 男   | 81   | 8月3日   | 现住邗江区秋南苑。确诊病例41密接。7月24日-27日每天上午至望月路17号德先诊所输液。7月29日下午作为确诊病例密接被集中隔离管理，新冠病毒核酸检测结果阳性。即通过专用救护车转运至扬州市第三人民医院，诊断为确诊病例，普通型。 |
| 106 | 女   | 17   | 8月3日   | 现住广陵区翠月花园。确诊病例38密接。7月22日-28日、30日每天下午至湾头摩配城。7月31日下午至市一中传达室拿书，后至湾头摩配城。8月2日至扬州大学附属医院（东区）发热门诊就诊，新冠病毒核酸检测结果阳性。即通过专用救护车转运至扬州市第三人民医院，诊断为确诊病例，轻型。 |
| 107 | 女   | 25   | 8月3日   | 现住广陵区翠月花园。确诊病例38密接。7月24日下午、25日上午、28日上午在碧桂园陵江府售楼处上班。7月28日晚上至九久奥特莱斯广场海底捞就餐。7月29日下午至碧桂园陵江府售楼处，晚上至徐凝门大街裴氏烤肉馆就餐。7月30日下午至大润发超市（广陵店）购物。7月31日晚至湾头摩配城。8月2日晚陪家人至扬州大学附属医院（东区）发热门诊就诊，新冠病毒核酸检测结果阳性。即通过专用救护车转运至扬州市第三人民医院，诊断为确诊病例，轻型。 |
| 108 | 女   | 66   | 8月3日   | 现住邗江区康乐新村。确诊病例1密接。7月21日-27日每天下午至秋南苑棋牌室打牌。7月29日作为确诊病例密接隔离管理，新冠病毒核酸检测结果阳性。即通过专用救护车转运至扬州市第三人民医院，诊断为确诊病例，轻型。 |
| 109 | 女   | 82   | 8月3日   | 现住邗江区秋桂苑，确诊病例1密接。7月21日-29日每天上午至四季园农贸市场买菜。7月22日-23日下午在秋南苑棋牌室打牌。7月24日下午在秋南苑棋牌室打牌，后至少儿图书馆。7月30日下午作为确诊病例密接被集中隔离管理，新冠病毒核酸检测结果阳性。即通过专用救护车转运至扬州市第三人民医院，诊断为确诊病例，普通型。 |
| 110 | 女   | 66   | 8月3日   | 现住邗江区凯莱花园。确诊病例1密接。7月21日-25日每天上午在来鹤台江南大舞厅跳舞。7月24日-25日下午在四季园秋南苑棋牌室打牌。7月29日晚至淮海路环球手机智慧体验馆购物。7月30日下午作为确诊病例密接被集中隔离管理，新冠病毒核酸检测结果阳性。即通过专用救护车转运至扬州市第三人民医院，诊断为确诊病例，普通型。 |
| 111 | 女   | 61   | 8月3日   | 现住开发区南宝带小区。确诊病例56密接。7月21日-23日、7月25日-26日每天上午至宝带农贸市场买菜。7月31日作为确诊病例的密接被集中隔离管理，新冠病毒核酸检测结果阳性。即通过专用救护车转运至扬州市第三人民医院，诊断为确诊病例，轻型。 |
| 112 | 男   | 71   | 8月3日   | 现住邗江区蒋王街道四联村。确诊病例22密接。7月29日晚在四联村参加农村家宴。7月31日作为确诊病例的密接被集中隔离管理，新冠病毒核酸检测结果阳性。即通过专用救护车转运至扬州市第三人民医院，诊断为确诊病例，轻型。 |
| 113 | 女   | 60   | 8月3日   | 现住邗江区和美第。确诊病例30密接。7月27日中午在邗江中路菱塘土菜馆就餐。7月30日上午至华鼎星城北门天猫小店购物，随后至中国建设银行(百祥路支行)和交通银行(扬州分行营业部)的自助银行。8月2日晚由120救护车转运至苏北医院发热门诊就诊，新冠病毒核酸检测结果阳性。即通过专用救护车转运至扬州市第三人民医院，诊断为确诊病例，普通型。 |
| 114 | 男   | 65   | 8月3日   | 现住邗江区和美第。确诊病例113密接。7月27日、29日、31日、8月2日上午至邗江区绿杨路新盛农贸市场买菜。8月1日上午至五彩世界地下超市购物。8月2日晚由120救护车转运至苏北医院发热门诊，新冠病毒核酸检测结果阳性。即通过专用救护车转运至扬州市第三人民医院，诊断为确诊病例，轻型。 |
| 115 | 男   | 77   | 8月3日   | 现住广陵区渡江南路46号。确诊病例91密接。7月25日中午至四望亭路怡园饭店就餐。7月26日下午至大润发超市（广陵店）购物。7月27日上午至国庆路大德生药房买药。8月1日作为确诊病例的密接被集中隔离管理，新冠病毒核酸检测结果阳性。即通过专用救护车转运至扬州市第三人民医院，诊断为确诊病例，普通型。 |
| 116 | 女   | 38   | 8月3日   | 现住邗江区奥都花城。确诊病例53密接。7月26日-30日在观潮路广陵区行政审批局上班。7月26日早晨至秋雨路沪江果品水果直销批发行，晚上至奥都花城南门生鲜超市购物、海兰德健身会所（奥都花城店）健身。7月27日晚上至百祥路秋雨书店购书、海兰德健身会所（奥都花城店）健身。7月28日晚上至奥都花城南门喜洋洋超市购物。7月29日晚上至仁济大药房奥都花城店买药。7月31日上午至望月路美琪农贸市场买菜，随后作为确诊病例的密接被隔离管理，新冠病毒核酸检测结果阳性。即通过专用救护车转运至扬州市第三人民医院，诊断为确诊病例，轻型。 |
| 117 | 男   | 71   | 8月3日   | 现住邗江区秋桂苑。确诊病例83密接。7月21日-28日，每天上午至四季园农贸市场买菜。7月21日、23日、26日每天上午至新城河路晨曦书画学校。7月25日上午至扬州市体育公园新冠疫苗集中接种点接种疫苗。7月29日居住地封闭管理，新冠病毒核酸检测结果阳性。即通过专用救护车转运至扬州市第三人民医院，诊断为确诊病例，普通型。 |
| 118 | 男   | 19   | 8月3日   | 现住邗江区凯莱花园。7月28日下午至兰苑尊尼理发店理发。7月29日下午至望月路美琪农贸市场买菜。8月2日下午至苏北人民医院发热门诊就诊，新冠病毒核酸检测结果阳性。即通过专用救护车转运至扬州市第三人民医院，诊断为确诊病例，轻型。 |
| 119 | 男   | 64   | 8月3日   | 现住邗江区武塘社区288号。7月21日、23日、25日、27日、29日在宏溪路三期邗建工地上班。7月22日、24日下午在四季园农贸市场南门东侧常乐棋牌室打牌。7月26日下午在常乐棋牌室看牌，后至秋南苑棋牌室打牌。7月30日居住地封闭管理。8月2日由120救护车转运至苏北人民医院发热门诊就诊，新冠病毒核酸检测结果阳性。即通过专用救护车转运至扬州市第三人民医院，诊断为确诊病例，普通型。 |
| 120 | 女   | 44   | 8月3日   | 现住广陵区杉湾花园。确诊病例22密接。7月21日-23日、26日-29日白天在扬州市五丰富春食品有限公司上班。7月24日上午至联谊路东花园批发市场购物，晚上在连运小区南门附近药膳鸡就餐。7月30日上午至大润发（奥邦店）购物。8月1日作为确诊病例密接被集中隔离管理，新冠病毒核酸检测结果阳性。即通过专用救护车转运至扬州市第三人民医院，诊断为确诊病例，轻型。 |
| 121 | 女   | 34   | 8月3日   | 现住广陵区和昌运河东郡。确诊病例38密接。7月29日上午至蒋家桥饺面店（东关街店）吃早饭、解放南路马氏排酸牛羊肉直销店购物，下午至南苑路107号天利装饰地毯有限公司上班，晚上至新东路菜妈妈生鲜集市购物，随后至湾头镇联合村核酸采样点进行核酸采样。7月30日上午至江都中学附近馄饨店吃早饭，后至公司上班，晚上至新东路菜妈妈生鲜集市购物。7月31日上午至淮扬春（和昌店）打包早饭，后至公司上班。8月1日上午至大润发（广陵店）购物。8月2日下午至苏北人民医院发热门诊就诊，新冠病毒核酸检测结果阳性。即通过专用救护车转运至扬州市第三人民医院，诊断为确诊病例，轻型。 |
| 122 | 男   | 16   | 8月3日   | 现住邗江区汊河街道宏溪新苑。确诊病例78密接。7月29日晚上至汊河汇金谷蜜雪冰城1号店购物。8月3日凌晨由120救护车转运至苏北人民医院发热门诊就诊，新冠病毒核酸检测结果阳性。即通过专用救护车转运至扬州市第三人民医院，诊断为确诊病例，轻型。 |
| 123 | 女   | 62   | 8月3日   | 现住邗江区杨庄街坊。确诊病例1密接。7月21日-27日每天上午至四季园农贸市场蕲艾艾灸馆艾灸，随后至四季园农贸市场或杨庄街坊南门东侧蔬菜店买菜。7月24日下午在秋南苑棋牌室打牌。8月2日由120救护车转运至苏北人民医院发热门诊就诊，新冠病毒核酸检测结果阳性。即通过专用救护车转运至扬州市第三人民医院，诊断为确诊病例，普通型。 |
| 124 | 女   | 37   | 8月3日   | 现住邗江区杨庄街坊。确诊病例123密接。7月21日-29日白天在扬州商城上班。7月22日晚上在四望亭路柒也家扎打虾滑用餐。7月23日上午至杨庄加油站加油，中午至Rmall全生活广场三楼棒杰克就餐，后至三楼公共游乐场游玩。7月24日中午至亲又亲茶（望月路店）购物。7月25日上午至蓝湾华府。7月26日中午至肯德基（江阳大润发店）用餐。7月27日中午至扬州商城负一楼西甜小厨用餐、红万里超市购物，下午至雅居乐兰亭公馆。7月28日上午至四季园农贸市场买菜。7月29日中午至有滋有味（新城花园店）用餐，后至三华园果品（新城花园店）购物。8月2日由120救护车转运至苏北人民医院发热门诊就诊，新冠病毒核酸检测结果阳性。即通过专用救护车转运至扬州市第三人民医院，诊断为确诊病例，普通型。                                                                                              |
| 125 | 男   | 32   | 8月3日   | 现住广陵区杉湾花园。确诊病例16密接。7月22日-27日在邗江区洁澄水业公司上班。7月23日下午至江都区中远美墅送货。7月28日上午至三笑国际花苑送货。7月29日下午至杭集扬州天星旅游用品厂送货。7月30日上午至皮包水（花都汇店）用餐，后至花都汇3号馆送货。7月30日新冠病毒核酸检测结果阳性。即通过专用救护车转运至扬州市第三人民医院，诊断为无症状感染者。8月3日转为确诊病例，轻型。 |
| 126 | 女   | 77   | 8月3日   | 现住邗江区春竹苑。确诊病例1密接。7月21日-23日、27日，上午至四季园农贸市场买菜，下午在秋南苑棋牌室打牌。7月23日下午至东方医院门诊就诊。7月26日下午至百姓缘大药房（莱福店）购药。7月28日下午至维扬路东久园超市买菜。7月30日上午至小区内便民购菜点买菜，晚上由120救护车转运至苏北人民医院发热门诊就诊，新冠病毒核酸检测结果阳性。即通过专用救护车转运至扬州市第三人民医院，诊断为无症状感染者。8月3日转为确诊病例，轻型。 |
| 127 | 女   | 64   | 8月4日   | 现住广陵区运河水府。确诊病例2密接。7月21日-29日每天上午至广陵区江都路老黄小吃就餐、运河家园农贸市场买菜。7月22日下午在史可法东路宏远棋牌室打牌。7月25日下午至槐泗镇社区卫生服务中心接种新冠疫苗。7月31日作为确诊病例的密接被集中隔离管理，新冠病毒核酸检测结果阳性。即通过专用救护车转运至扬州市第三人民医院，诊断为确诊病例，普通型。 |
| 128 | 男   | 1    | 8月4日   | 住广陵区曲江街道城东路35号。确诊病例92的密接。7月21日-8月2日居家。8月2日作为确诊病例的密接被集中隔离管理，新冠病毒核酸检测结果阳性。即通过专用救护车转运至扬州市第三人民医院，诊断为确诊病例，轻型。 |
| 129 | 男   | 8    | 8月4日   | 住广陵区曲江街道城东路35号。确诊病例92密接。7月21日-8月2日居家。8月2日作为确诊病例的密接被集中隔离管理，新冠病毒核酸检测结果阳性。即通过专用救护车转运至扬州市第三人民医院，诊断为确诊病例，轻型。 |
| 130 | 女   | 50   | 8月4日   | 住广陵区汤汪乡同心村。确诊病例59密接。7月21日-8月2日居家。8月2日作为确诊病例的密接被集中隔离管理，新冠病毒核酸检测结果阳性。即通过专用救护车转运至扬州市第三人民医院，诊断为确诊病例，普通型。 |
| 131 | 女   | 15   | 8月4日   | 住广陵区汤汪乡同心村。确诊病例59密接。7月21日-8月2日居家。8月2日作为确诊病例的密接被集中隔离管理，新冠病毒核酸检测结果阳性。即通过专用救护车转运至扬州市第三人民医院，诊断为确诊病例，轻型。 |
| 132 | 男   | 62   | 8月4日   | 现住邗江区玉器街28号。确诊病例2密接。7月21日晚、23日晚、26日下午在宏远棋牌室打牌。7月22日、24日-25日、28日-29日、31日白天在花家巷扬州玉石料市场上班。7月26日上午至玉器街28号苏果便利店购物。7月30日上午至玉器街28号苏果便利店、玉器街农贸市场购物。7月31日晚作为确诊病例的密接被集中隔离管理，新冠病毒核酸检测结果阳性。即通过专用救护车转运至扬州市第三人民医院，诊断为确诊病例，普通型。 |
| 133 | 女   | 34   | 8月4日   | 住广陵区湾头镇广福花园。确诊病例132的密接。7月21日-24日、27日-31日白天在扬州玉器厂工作。8月1日下午至文昌北苑北门惠好便利店购物。8月2日下午至好又多超市（广福花园店）买菜。8月3日下午作为确诊病例的密接被集中隔离管理，新冠病毒核酸检测结果阳性。即通过专用救护车转运至扬州市第三人民医院，诊断为确诊病例，轻型。 |
| 134 | 男   | 40   | 8月4日   | 住景区梅花山庄。确诊病例52密接。7月22日-23日、25日-30日在摆渡人家政服务有限公司上班。7月23日晚至瘦西湖夜市。7月24日上午至东圈门清真鸿兴民族饭店，下午至念四桥路润生源足道瘦西湖店，晚上在高桥路田园肥牛莱茵店用餐。7月25日晚上在锦春大酒店（东关街店）用餐。7月26日早上在江都路根华面馆用餐。7月28日上午至桑园北村附近小顾水果店购物。7月29日下午、30日上午在梅岭东路窦庄菜场买菜。7月31日上午先后至曲江装饰城、东花园河南小区、梅岭东路小钱平价水果店。8月1日作为确诊病例的密接被集中隔离管理，新冠病毒核酸检测结果阳性。即通过专用救护车转运至扬州市第三人民医院，诊断为确诊病例，轻型。 |
| 135 | 女   | 55   | 8月4日   | 住景区梅岭梅庄。确诊病例2密接。7月21日-30日每天上午至梅岭东路窦庄菜场买菜。7月21日-25日每天下午在宏远棋牌室打牌。7月30日中午至花都汇新冠疫苗接种点接种疫苗。7月31日作为确诊病例的密接被集中隔离管理，新冠病毒核酸检测结果阳性。即通过专用救护车转运至扬州市第三人民医院，诊断为确诊病例，轻型。 |
| 136 | 女   | 33   | 8月4日   | 住景区瘦西湖景苑。确诊病例69密接。7月21日-31日每天至三星花园。7月25日下午至大润发（维扬店）亚一金店。7月31日下午至鸿福路麦香人家（新都坊店）。8月1日作为确诊病例的密接被集中隔离管理，新冠病毒核酸检测结果阳性。即通过专用救护车转运至扬州市第三人民医院，诊断为确诊病例，普通型。 |
| 137 | 男   | 65   | 8月4日   | 住景区广储社区花家巷36号。确诊病例66密接。7月21日-29日居家未外出。7月30日下午作为确诊病例的密接被集中隔离管理，新冠病毒核酸检测结果阳性。即通过专用救护车转运至扬州市第三人民医院，诊断为确诊病例，普通型。 |
| 138 | 女   | 3    | 8月4日   | 住开发区文汇东路251号。确诊病例31密接。7月25日上午至月明苑。7月31日晚作为确诊病例的密接被集中隔离管理，新冠病毒核酸检测结果阳性。即通过专用救护车转运至扬州市第三人民医院，诊断为确诊病例，轻型。 |
| 139 | 女   | 7    | 8月4日   | 住开发区阳光花都。确诊病例23密接。7月21日-23日、26日-27日至邗江区康祥苑。7月29日上午至开发区房屋征收管理中心，下午至运河路水产市场、啁末时光（蝶湖店）。7月30日上午至老虎山西路老虎山锅贴，下午至江阳东路汽配城、大润发（奥邦店）。7月31日中午作为确诊病例的密接被集中隔离管理，新冠病毒核酸检测结果阳性。即通过专用救护车转运至扬州市第三人民医院，诊断为确诊病例，轻型。 |
| 140 | 男   | 82   | 8月4日   | 住广陵区君悦华府。确诊病例90密接。7月15日-24日在苏北人民医院。7月25日-31日居家。8月1日晚作为确诊病例的密接被集中隔离管理，新冠病毒核酸检测结果阳性。即通过专用救护车转运至扬州市第三人民医院，诊断为确诊病例，重型。 |
| 141 | 女   | 59   | 8月4日   | 住邗江区宰庄小区。确诊病例88密接。7月21日-31日，每天至扬城恒美生活超市（秋雨西路店），下午至文昌西路53号手机卖场上班，隔日至石塔菜场买菜。7月24日下午至淮左新冠疫苗集中接种点接种疫苗。8月2日，新冠病毒核酸检测结果阳性。即通过专用救护车转运至扬州市第三人民医院，诊断为确诊病例，普通型。 |
| 142 | 女   | 73   | 8月4日   | 住邗江区新庄新村。7月28日上午至四季园农贸市场小张理发店理发。7月29日至邗江北路神草传奇植物染发馆（邗江路店）染发。8月1日上午至扬子江中路利群时代超市购物。8月2日，新冠病毒核酸检测结果阳性。即通过专用救护车转运至扬州市第三人民医院，诊断为确诊病例，普通型。 |
| 143 | 男   | 73   | 8月4日   | 住邗江区新庄新村。确诊病例142密接。8月1日上午至维扬路百姓缘大药房买药。8月2日晚作为确诊病例的密接被集中隔离管理，新冠病毒核酸检测结果阳性。即通过专用救护车转运至扬州市第三人民医院，诊断为确诊病例，普通型。 |
| 144 | 女   | 75   | 8月4日   | 住邗江区兰苑小区。确诊病例1密接。7月21日-24日每天下午在秋南苑棋牌室打牌。7月28日上午至大润发超市（邗江店）购物。7月31日上午作为确诊病例的密接被集中隔离管理，新冠病毒核酸检测结果阳性。即通过专用救护车转运至扬州市第三人民医院，诊断为确诊病例，重型。 |
| 145 | 男   | 77   | 8月4日   | 住邗江区兰苑小区。确诊病例144密接。7月21日-25日上午至四季园农贸市场买菜。7月28日上午至大润发超市（邗江店）购物。7月31日作为确诊病例的次密接被集中隔离管理，新冠病毒核酸检测结果阳性。即通过专用救护车转运至扬州市第三人民医院，诊断为确诊病例，普通型。 |
| 146 | 女   | 72   | 8月4日   | 住邗江区扬子江北路568号江苏里下河地区农业科学研究所。7月21日-25日上午至秋雨路田蜜家人理疗店理疗。8月2日新冠病毒核酸检测结果阳性。即通过专用救护车转运至扬州市第三人民医院，诊断为确诊病例，普通型。 |
| 147 | 男   | 70   | 8月4日   | 住邗江区扬子江北路568号江苏里下河地区农业科学研究所。7月21日-25日每天上午至秋雨路田蜜家人理疗店理疗，随后至友好会馆北边艾灸馆艾灸，下午在念四新村旁喜洋洋棋牌室打牌。8月2日新冠病毒核酸检测结果阳性。即通过专用救护车转运至扬州市第三人民医院，诊断为确诊病例，普通型。 |
| 148 | 男   | 79   | 8月4日   | 住邗江区新庄二村。确诊病例77密接。7月29日上午至扬子江中路利群时代超市购物。7月30日作为确诊病例的次密接被隔离管理。8月3日由120救护车转运至苏北医院发热门诊就诊，新冠病毒核酸检测结果阳性。即通过专用救护车转运至扬州市第三人民医院，诊断为确诊病例，轻型。 |
| 149 | 男   | 72   | 8月4日   | 现住邗江区雍华府。确诊病例1密接。7月21日、23日下午在秋南苑棋牌室打牌。7月29日上午至邗上街道五里社区。7月30日作为确诊病例的密接被集中隔离管理，新冠病毒核酸检测结果阳性。即通过专用救护车转运至扬州市第三人民医院，诊断为确诊病例，普通型。 |
| 150 | 女   | 68   | 8月4日   | 住邗江区美琪小区广华苑。确诊病例30密接。7月27日中午在邗江中路菱塘土菜馆就餐。7月30日上午至望月路美琪大药房、五彩世界吉麦隆超市购物。8月1日作为确诊病例的密接被隔离管理。8月3日由120救护车转运至苏北医院发热门诊就诊，新冠病毒核酸检测结果阳性。即通过专用救护车转运至扬州市第三人民医院，诊断为确诊病例，普通型。 |
| 151 | 男   | 18   | 8月4日   | 住邗江区怡莱酒店（四望亭路店）。7月21日-27日在海底捞火锅（中集文昌店）上班。7月24日上午至扬州东方医院。7月28日在海底捞火锅（中集文昌店）就餐。7月29日下午至大明寺，随后至文昌西路扬州站（火车站）。7月30日晚、31日下午至文昌西路扬州站（火车站）。8月1日晚至四望亭路怡莱酒店旁平价超市购物。8月2日新冠病毒核酸检测结果阳性。即通过专用救护车转运至扬州市第三人民医院，诊断为确诊病例，轻型。 |
| 152 | 女   | 58   | 8月4日   | 住邗江区扬州天下西华苑。确诊病例30密接。7月24日下午至四季园农贸市场、望月苑南门上林果语果品批发行、文昌中路鲍师傅糕点店购物，晚上在海德建国酒店包厢就餐。7月27日中午在邗江中路菱塘土菜馆就餐，下午至锦绣花园。7月28日上午至四季园农贸市场、东园小馆（邗江中路山河园店）购物。7月29日-30日、8月1日上午至翠岗新村北门菜场买菜。7月29日晚至邗江区蜀景花园。8月1日中午至杨庙镇花瓶村坎立组。8月3日由120救护车转运至苏北医院发热门诊，新冠病毒核酸检测结果阳性。即通过专用救护车转运至扬州市第三人民医院，诊断为确诊病例，轻型。 |
| 153 | 男   | 59   | 8月4日   | 住邗江区扬州天下西华苑。确诊病例152密接。7月24日晚在海德建国酒店包厢就餐。7月25日、8月1日中午至杨庙镇花瓶村坎立组。7月29日晚至邗江区蜀景花园。8月3日由120救护车转运至苏北医院发热门诊，新冠病毒核酸检测结果阳性。即通过专用救护车转运至扬州市第三人民医院，诊断为确诊病例，轻型。 |
| 154 | 女   | 75   | 8月4日   | 住邗江区弘扬花园。7月21日-24日每天下午在四望亭路乐够棋牌室打牌。7月21日-8月2日每天至扬子江北路远芳大酒店。7月31日中午至东方百合园。8月1日新冠病毒核酸检测结果阳性。即通过专用救护车转运至扬州市第三人民医院，诊断为确诊病例，普通型。 |
| 155 | 男   | 67   | 8月4日   | 住广陵区汤汪乡同心村。确诊病例59密接。7月24日下午至金轮星城。7月28日下午至通运商贸城购物。7月31日上午至联谊路广振超市购物。8月1日上午至中心路川达商行、广振超市购物。8月3日作为确诊病例的密接被集中隔离管理，新冠病毒核酸检测结果阳性。即通过专用救护车转运至扬州市第三人民医院，诊断为确诊病例，轻型。 |
| 156 | 女   | 35   | 8月4日   | 住邗江区文华苑。确诊病例46密接。7月21日-23日、26日-28日，白天在观潮路扬州市物业管理中心上班。7月23日晚上在银河路富港大酒店就餐。7月24日下午至苏北人民医院。7月25日上午至苏北人民医院，后至大娘水饺（汶河南路店）就餐，随后至桂香苑。7月29日上午至大润发超市（江阳店）购物，下午作为确诊病例的密接被集中隔离管理，新冠病毒核酸检测结果阳性。即通过专用救护车转运至扬州市第三人民医院，诊断为确诊病例，轻型。 |
| 157 | 女   | 38   | 8月4日   | 住广陵区汤汪乡同心村。确诊病例59密接。7月21日-30日白天在绿禾路扬州益康商贸有限公司院内上班。8月3日作为确诊病例的密接被集中隔离管理，新冠病毒核酸检测结果阳性。即通过专用救护车转运至扬州市第三人民医院，诊断为确诊病例，轻型。 |
| 158 | 男   | 46   | 8月4日   | 住邗江区月亮园。7月21日-22日、25日-28日在文汇街道办事处上班。7月21日下午至开发东路春兰汽修。7月22日早晨至文昌西路扬州站（火车站）。7月23日上午至开发区工业园，晚上至月亮园小区内理发店。7月24日晚上至邗江中路润雅楼私房菜馆就餐。7月25日晚上至野火草原羊肉串（望月路店）就餐。7月28日早晨至罗森便利店（兴城东路店）购物，下午至开发区管委会办事，晚上至月亮园北门对面超市购物。7月29日在宝带新村南门核酸检测点、荷园丽都北广场核酸检测点工作（全程佩戴口罩）。7月30日-31日在宝带新村南门核酸检测点工作（全程佩戴口罩）。8月1日-2日在宝带新村西门核酸检测点工作（全程佩戴口罩）。8月3日在宝带新村西门值守（全程佩戴口罩），下午至苏北人民医院发热门诊就诊，新冠病毒核酸检测结果阳性。即通过专用救护车转运至扬州市第三人民医院，诊断为确诊病例，轻型。 |
| 159 | 男   | 53   | 8月4日   | 住广陵区湾头镇联合村。确诊病例38密接。7月29日中午至淮海路与甘泉路交叉口东北角一小饭店就餐，晚上至湾头镇联合村核酸检测点进行核酸采样。8月2日被隔离管理。8月3日新冠病毒核酸检测结果阳性。即通过专用救护车转运至扬州市第三人民医院，诊断为确诊病例，轻型。 |
| 160 | 女   | 28   | 8月4日   | 住广陵区湾头镇联合村。确诊病例38密接。7月29日上午至和昌运河东郡附近手机维修点，中午至健民路五福牛羊肉汤店就餐，晚上至湾头镇联合村核酸检测点进行核酸采样。7月30日、31日下午、8月1日上午在交通银行信用卡客户服务中心上班。8月2日被隔离管理。8月3日新冠病毒核酸检测结果阳性。即通过专用救护车转运至扬州市第三人民医院，诊断为确诊病例，普通型。 |
| 161 | 女   | 17   | 8月4日   | 住广陵区湾头镇广福花园。确诊病例38密接。7月21日下午至万象汇蜜雪冰城购物、看电影，晚上至滋奇火锅（珍园店）就餐。7月23日至食为天酒店（东鹤店）就餐。7月29日晚上至湾头镇联合村核酸检测点进行核酸采样。7月30日晚上至泰安镇金泰路朋友家。8月2日新冠病毒核酸检测结果阳性。即通过专用救护车转运至扬州市第三人民医院，诊断为确诊病例，轻型。 |
| 162 | 女   | 53   | 8月4日   | 住广陵区湾头镇联合村。确诊病例38密接。7月21日-28日、31日白天在汶河北路瘦西湖君亭酒店上班。7月29日-30日白天在广陵产业园上班。7月29日晚上至湾头镇联合村核酸检测点进行核酸采样。7月30日下午至扬州大桥东边菜市场南门购物。8月1日新冠病毒核酸检测结果阳性，即通过专用救护车转运至扬州市第三人民医院，诊断为确诊病例，轻型。 |
| 163 | 男   | 13   | 8月5日   | 现住邗江区秋桂苑。确诊病例109密接。7月24日下午至维扬路扬州市少儿图书馆。7月30日作为确诊病例的次密接被集中隔离管理，新冠病毒核酸检测结果阳性。即通过专用救护车转运至扬州市第三人民医院。8月5日被诊断为确诊病例，轻型。 |
| 164 | 男   | 51   | 8月5日   | 现住邗江区秋桂苑。确诊病例109密接。7月21日-23日、26日白天在扬州城建市政工程有限公司上班。7月23日晚上至文昌西路万顺大酒店、金色阳光会所。7月24晚至望月路阿凡提烧烤。7月27日中午、晚上在南通西路宏运餐馆就餐。7月30日作为确诊病例的次密接被集中隔离管理，新冠病毒核酸检测结果阳性。即通过专用救护车转运至扬州市第三人民医院。8月5日被诊断为确诊病例，轻型。 |
| 165 | 女   | 77   | 8月5日   | 现住邗江区武塘小区。确诊病例1密接。7月21日-22日下午在秋南苑内顾氏棋牌室打牌。7月23日-24日在秋南苑棋牌室打牌。7月30日作为确诊病例的密接被集中隔离管理，新冠病毒核酸检测结果阳性。即通过专用救护车转运至扬州市第三人民医院。8月5日被诊断为确诊病例，普通型。 |
| 166 | 女   | 67   | 8月5日   | 现住邗江区武塘小区。确诊病例119密接。7月21日-8月2日每天上午至四季园农贸市场买菜。7月22日下午至鸿福三村。7月23日下午至淮左名都新冠疫苗接种点接种新冠疫苗。7月29日下午至蒋王幼儿园附近一装修材料店。8月3日晚上前往苏北人民医院发热门诊就诊，新冠病毒核酸检测结果阳性。即通过专用救护车转运至扬州市第三人民医院。8月5日被诊断为确诊病例，普通型。 |
| 167 | 男   | 42   | 8月5日   | 现住邗江区武塘小区。确诊病例119密接。7月21日至29日每天通过外卖平台派送货物，与客户无接触。期间，7月26日-29日每天上午在沃尔玛超市大卖场发货柜台取货。8月1日早上至维扬路新城花园农贸市场买菜。8月4日下午至苏北人民医院发热门诊就诊，新冠病毒核酸检测结果阳性。即通过专用救护车转运至扬州市第三人民医院。8月5日被诊断为确诊病例，轻型。 |
| 168 | 男   | 16   | 8月5日   | 现住邗江区武塘小区。确诊病例119密接。7月26日下午至四季园农贸市场购物。8月4日下午由120救护车转运至苏北人民医院发热门诊就诊，新冠病毒核酸检测结果阳性。即通过专用救护车转运至扬州市第三人民医院。8月5日被诊断为确诊病例，轻型。 |
| 169 | 女   | 44   | 8月5日   | 现住邗江区武塘小区。确诊病例119密接。7月21日-29日每天上午至四季园农贸市场买菜。7月21日-24日、26日-28日每天至东方百合园。7月21日下午、22日、23日下午、26日下午、27日、28日至沃尔玛超市肯德基游乐园，7月23日上午、24日上午至欧尚超市肯德基游乐园。7月26日上午至利群时代超市麦当劳游乐园。7月29日上午至四季园农贸市场西门对面手机维修店。7月31日下午至四季园农贸市场西门斜对面鲜果店。8月4日下午由120救护车转运至苏北人民医院发热门诊就诊，新冠病毒核酸检测结果阳性。即通过专用救护车转运至扬州市第三人民医院。8月5日被诊断为确诊病例，轻型。 |
| 170 | 女   | 80   | 8月5日   | 现住广陵区湾头镇联合村。确诊病例38密接。7月29日下午至湾头镇联合村核酸检测点进行核酸采样。8月2日新冠病毒核酸检测结果阳性。即通过专用救护车转运至扬州市第三人民医院。8月5日被诊断为确诊病例，普通型。 |
| 171 | 女   | 65   | 8月5日   | 现住广陵区湾头镇联合村。确诊病例38密接。7月21日-23日每天在运河北路江阳大桥旁工地上班。7月29日下午至湾头镇联合村核酸检测点进行核酸采样。8月4日由120救护车转运至苏北人民医院发热门诊就诊，新冠病毒核酸检测结果阳性。即通过专用救护车转运至扬州市第三人民医院。8月5日被诊断为确诊病例，普通型。 |
| 172 | 女   | 57   | 8月5日   | 现住邗江区莱福巷国税局宿舍。确诊病例38密接。7月21日-28日每天上午至四季园农贸市场买菜，晚上在莱东苑183号麻将馆打牌。7月24日、25日下午在莱东苑183号麻将馆打牌。7月23日至京华城路琼花篮球馆、和美第、九月森林（京华城店）、邗江区安怡养老院。7月29日早上在莱福巷东门小菜场买菜，7月30日上午至和美第西门菜场买菜。8月1日作为确诊病例的密接被集中隔离管理，新冠病毒核酸检测结果阳性。即通过专用救护车转运至扬州市第三人民医院。8月5日被诊断为确诊病例，普通型。 |
| 173 | 男   | 21   | 8月5日   | 现住邗江区秋桂苑。确诊病例102密接。7月21日晚至汶河北路雨洁足浴养生馆。7月22日、23日在新东方（文昌阁校区）上班。7月24日上午至新东方（梅岭校区），晚上至顺达广场华彩炎煌国际影城看电影、滋奇火锅（顺达广场店）就餐。7月25日下午至百祥路尚美健身。7月26日-28日在单位上班。7月29日上午在单位上班，中午至皇宫广场福星美食就餐，下午至义乌小商品城（大东门街店）。7月30日作为确诊病例的次密接被集中隔离管理，新冠病毒核酸检测结果阳性。即通过专用救护车转运至扬州市第三人民医院。8月5日被诊断为确诊病例，轻型。 |
| 174 | 女   | 64   | 8月5日   | 现住邗江区新盛花苑。确诊病例1密接。7月21日-30日每天上午至新盛花苑北门附近买菜。7月24日、25日下午在秋南苑棋牌室打牌。7月24日傍晚至体育公园新冠疫苗集中接种点接种新冠疫苗。8月1日上午作为确诊病例的密接被集中隔离管理，新冠病毒核酸检测结果阳性。即通过专用救护车转运至扬州市第三人民医院。8月5日被诊断为确诊病例，轻型。 |
| 175 | 男   | 66   | 8月5日   | 现住开发区南宝带小区。确诊病例56密接。7月21日-29日在望月路美琪农贸市场上班。8月1日作为确诊病例的密接被集中隔离管理，新冠病毒核酸检测结果阳性。即通过专用救护车转运至扬州市第三人民医院。8月5日被诊断为确诊病例，轻型。 |
| 176 | 男   | 37   | 8月5日   | 现住景区瘦西湖景苑。确诊病例136密接。7月21日-31日白天或晚上在开发区鸿大路扬州晶新微电子有限公司上班，每天至三星花园。8月1日上午在单位上班，下午作为确诊病例的次密接被集中隔离管理，新冠病毒核酸检测结果阳性。即通过专用救护车转运至扬州市第三人民医院。8月5日被诊断为确诊病例，轻型。 |
| 177 | 男   | 10   | 8月5日   | 现住景区瘦西湖景苑。确诊病例136密接。7月21日-31日每天至三星花园。7月21日、23日在育实培训（三星花园西北角）上课。7月25日下午至大润发（维扬店）购物。7月31日下午至鸿福路麦香人家（新都坊店）。8月1日下午作为确诊病例的次密接被集中隔离管理，新冠病毒核酸检测结果阳性。即通过专用救护车转运至扬州市第三人民医院。8月5日被诊断为确诊病例，轻型。 |
| 178 | 女   | 39   | 8月5日   | 现住景区广储组39号。确诊病例68密接。7月21日上午至盐阜东路沃尔兹国际教育，下午至史可法东路沃的教育。7月22日上午至东关街、彩衣街、四望亭，晚上至东关古渡。7月23日上午至沃尔兹国际教育、苏果超市（汇金谷购物公园店）一楼童装店，晚上至美影国际影城（茂业百货店）。7月24日下午至汶河北路皇宫游泳馆游泳。7月25日上午至大润发（维扬店）三姐妹美容店，中午至解放桥东侧一饭店吃饭，晚上在美影国际影城（茂业百货店）看电影。7月27日下午至国庆路Luckincoffee（妇幼保健院店），随后至家和豆浆（汶河北路店）。7月30日上午至东花园菜场、大润发（广陵店）买菜。8月1日晚上至家和豆浆（汶河北路店）。8月3日晚作为确诊病例的密接被集中隔离管理，新冠病毒核酸检测结果阳性。即通过专用救护车转运至扬州市第三人民医院。8月5日被诊断为确诊病例，轻型。                    |
| 179 | 女   | 49   | 8月5日   | 确诊病例22密接。7月21日-29日每天在扬州五丰富春食品有限公司上班。7月30日上午至小区北门超市取菜。7月31日晚作为确诊病例的密接被集中隔离管理，新冠病毒核酸检测结果阳性。即通过专用救护车转运至扬州市第三人民医院。8月5日被诊断为确诊病例，普通型。 |
| 180 | 男   | 70   | 8月5日   | 现住邗江区秋桂苑。确诊病例33密接。长期居家。8月3日作为确诊病例的密接被隔离管理，新冠病毒核酸检测结果阳性。即通过专用救护车转运至扬州市第三人民医院。8月5日被诊断为确诊病例，重型。 |
| 181 | 男   | 29   | 8月5日   | 现住广陵区湾头镇联合村。确诊病例38密接。7月28日中午至大润发（广陵店）购物。7月29日-8月3日在江都区江淮路浩瑞模具厂上班。8月1日上午至江都区仙城北路富钰商务宾馆，中午至建盈国际对面佰信超市，下午至嵩山路牛肉汤馆、麦香人家，晚上至洪泉医院发热门诊就诊，新冠病毒核酸检测结果阴性。8月2日白天上班，晚上至建盈国际旁高邮鱼汤面馆就餐。8月3日下午上班。8月4日中午至洪泉医院、江都区人民医院就诊，因系确诊病例的密接由120救护车转运至江都人民医院（西区）隔离治疗，新冠病毒核酸检测结果阳性。即通过专用救护车转运至扬州市第三人民医院。8月5日被诊断为确诊病例，轻型。 |
| 182 | 女   | 86   | 8月5日   | 现住邗江区凯莱花园。确诊病例1密接。7月21日-22日、24日-27日下午在秋南苑棋牌室打牌。7月31日上午作为确诊病例的密接被隔离管理，新冠病毒核酸检测结果阳性。即通过专用救护车转运至扬州市第三人民医院。8月5日被诊断为确诊病例，普通型。 |
| 183 | 女   | 52   | 8月5日   | 现住邗江区凯莱花园。确诊病例182密接。7月21日-28日上午至四季园农贸市场买菜。7月28日下午至百姓人家大药房（望月路店）购物，随后至苏北人民医院就诊。7月30日上午至望月路平价生鲜超市买菜。7月31日作为确诊病例的次密接被集中隔离管理，新冠病毒核酸检测结果阳性。即通过专用救护车转运至扬州市第三人民医院，8月5日被诊断为确诊病例，普通型。 |
| 184 | 男   | 63   | 8月5日   | 现住邗江区月明苑。确诊病例2密接。7月21日-27日下午在宏远棋牌室打牌。7月21日-28日晚上在武警医院上班。7月30日作为确诊病例的密接被集中隔离管理，新冠病毒核酸检测结果阳性。即通过专用救护车转运至扬州市第三人民医院。8月5日被诊断为确诊病例，普通型。 |
| 185 | 男   | 34   | 8月5日   | 现住邗江区秋南苑。确诊病例12密接。7月21日-27日在文昌中路扬州市桩基有限公司上班。7月22日晚在江都南路海底捞火锅（奥特莱斯店）就餐。7月23日中午在渡江南路必香居（南区大润发店）就餐。7月25日晚至汇锦花园。7月29日作为确诊病例的次密接被集中隔离管理，新冠病毒核酸检测结果阳性。即通过专用救护车转运至扬州市第三人民医院。8月5日被诊断为确诊病例，普通型。 |
| 186 | 女   | 33   | 8月5日   | 现住广陵区骏和天城。确诊病例52密接。7月22日-24日、26日、28日在摆渡人家政服务有限公司上班。7月23日早晨至五台新村好便利超市购物。7月30日上午至联发·星领地送货，下午至观潮路广陵区行政审批局。7月31日作为确诊病例的密接被隔离管理，新冠病毒核酸检测结果阳性。即通过专用救护车转运至扬州市第三人民医院。8月5日被诊断为确诊病例，普通型。 |
| 187 | 女   | 53   | 8月5日   | 现住广陵区骏和天城。确诊病例186密接。7月28日上午至运河佳园农贸市场、扬城恒美精品生活超市购物。7月29日上午至扬城恒美精品生活超市购物。7月31日作为确诊病例的次密接被隔离管理，新冠病毒核酸检测结果阳性。即通过专用救护车转运至扬州市第三人民医院。8月5日被诊断为确诊病例，普通型。 |
| 188 | 女   | 79   | 8月5日   | 现住邗江区翠柳苑。确诊病例1密接。7月21日-26日上午至秋雨路田蜜家人理疗店理疗，下午在秋南苑棋牌室打牌。7月22日-23日、26日-27日至邗江区杨庄街坊。7月28日上午至文汇路大明寺素食坊，下午至得月苑南门南北码头购物。7月31日作为确诊病例的密接被集中隔离管理，新冠病毒核酸检测结果阳性。即通过专用救护车转运至扬州市第三人民医院。8月5日被诊断为确诊病例，重型。 |
| 189 | 男   | 36   | 8月5日   | 现住广陵区骏和天城。确诊病例186密接。7月22日-24日下午至京杭知音培训班。7月29日下午至运河佳园农贸市场冷饮批发店购物。7月30日上午至花园茶楼（运河一品店）、运河佳园农贸市场、曲江新苑乐采超市购物。7月31日作为确诊病例的次密接被隔离管理，新冠病毒核酸检测结果阳性。即通过专用救护车转运至扬州市第三人民医院。8月5日被诊断为确诊病例，普通型。 |
| 190 | 女   | 66   | 8月5日   | 现住邗江区武塘综合楼。7月21日-24日、27日上午至秋雨路田蜜家人理疗店理疗。7月22日晚至广陵区天福花园。7月23日上午至广陵区曲江街道社区卫生服务中心接种新冠疫苗。7月24日上午至杨庄街坊南门旁蔬菜超市买菜，晚上至广陵区天福花园。7月25日上午至湾头镇华星农贸市场买菜。7月27日上午至杨庄街坊南门旁蔬菜超市买菜。8月1日上午至扬州市中医院、苏北人民医院。8月3日新冠病毒核酸检测结果阳性。即通过专用救护车转运至扬州市第三人民医院。8月5日被诊断为确诊病例，普通型。 |
| 191 | 女   | 68   | 8月5日   | 现住邗江区凯莱花园。确诊病例1密接。7月21日-28日上午至四季园农贸市场买菜，下午在秋南苑棋牌室打牌。7月29日作为确诊病例的密接被集中隔离管理，新冠病毒核酸检测结果阳性。即通过专用救护车转运至扬州市第三人民医院。8月5日被诊断为确诊病例，普通型。 |
| 192 | 男   | 85   | 8月5日   | 现住邗江区春竹苑。确诊病例1密接。7月21日-28日上午至秋雨路毛牌楼或四季园东门高邮鱼汤面馆就餐、四季园农贸市场买菜，下午在秋南苑棋牌室打牌。7月28日晚居住地封闭管理，新冠病毒核酸检测结果阳性。即通过专用救护车转运至扬州市第三人民医院。8月5日被诊断为确诊病例，普通型。 |
| 193 | 女   | 82   | 8月5日   | 现住邗江区春竹苑。确诊病例192密接。7月21日-28日，每天早上至秋雨路毛牌楼或小区东门高邮鱼汤面馆就餐，后至四季园农贸市场。7月28日晚上居住地封闭管理，新冠病毒核酸检测结果阳性。即通过专用救护车转运至扬州市第三人民医院。8月5日被诊断为确诊病例，普通型。 |
| 194 | 男   | 83   | 8月5日   | 现住邗江区凯莱花园。确诊病例1密接。7月21日-24日，每天下午至秋南苑棋牌室打牌。7月21日-31日，每天上午至四季园农贸市场买菜。7月30日晚上至大参林大药房（兴城西路店）买药。7月31日中午作为确诊病例的密接被集中隔离管理，新冠病毒核酸检测结果阳性。即通过专用救护车转运至扬州市第三人民医院。8月5日被诊断为确诊病例，普通型。 |
| 195 | 男   | 73   | 8月5日   | 现住广陵区大草小区。确诊病例18密接。7月24日晚至东关街。7月27日下午至扬州水建中西医结合医院。7月29日上午至丰乐上街扬州艺术画廊，后至史可法东路万家欢超市购物。8月1日作为确诊病例的密接被集中隔离管理，新冠病毒核酸检测结果阳性。即通过专用救护车转运至扬州市第三人民医院。8月5日被诊断为确诊病例，普通型。 |
| 196 | 男   | 66   | 8月5日   | 现住邗江区金槐花园。确诊病例132密接。7月21日-26日、28日、7月30日-8月3日在扬州玉器厂上班。7月27日至邗江南路尚城。8月4日下午至苏北人民医院发热门诊就诊，新冠病毒核酸检测结果阳性。即通过专用救护车转运至扬州市第三人民医院。8月5日被诊断为确诊病例，普通型。 |
| 197 | 女   | 39   | 8月5日   | 现住广陵区湾头镇联合村。确诊病例38密接。7月29日晚上至湾头镇联合村核酸检测点进行核酸采样。7月30日中午至湾头镇长安路重庆烧鸡公就餐。8月4日晚上至扬州大学附属医院东区发热门诊就诊，新冠病毒核酸检测结果阳性。即通过专用救护车转运至扬州市第三人民医院。8月5日被诊断为确诊病例，轻型。 |
| 198 | 男   | 82   | 8月5日   | 现住邗江区春竹苑。确诊病例1密接。7月21日-26日，每天下午至秋南苑棋牌室打牌。7月30日作为确诊病例的密接被集中隔离管理，新冠病毒核酸检测结果阳性。即通过专用救护车转运至扬州市第三人民医院。8月5日被诊断为确诊病例，重型。 |
| 199 | 女   | 73   | 8月5日   | 现住邗江区莱福花园。7月22日下午至体育公园新冠疫苗集中接种点接种疫苗。7月22日-27日，每天上午至四季园农贸市场买菜，下午至莱东苑棋牌室打牌。7月28日上午至四季园农贸市场买菜，后至居住地附近家电维修部，下午至百姓缘大药房（莱福店）。7月29日上午至宏信龙生活超市（三盛店）买菜，后至居住地附近家电维修部。7月31日上午至宏信龙生活超市（三盛店）买菜。8月2日作为确诊病例的密接被集中隔离管理，新冠病毒核酸检测结果阳性。即通过专用救护车转运至扬州市第三人民医院。8月5日被诊断为确诊病例，普通型。 |
| 200 | 女   | 71   | 8月5日   | 现住邗江区武塘小区。确诊病例4密接。7月26日上午至扬州大学附属医院西区就诊，下午至秋南苑棋牌室打牌。7月27日-28日上午至扬州大学附属医院西区就诊。7月30日作为确诊病例的密接被集中隔离管理，新冠病毒核酸检测结果阳性。即通过专用救护车转运至扬州市第三人民医院。8月5日被诊断为确诊病例，普通型。 |
| 201 | 男   | 77   | 8月5日   | 现住邗江区莱福花园。确诊病例199密接。7月22日下午至体育公园新冠疫苗集中接种点接种疫苗。7月22日-28日，每天上午至四季园农贸市场买菜。8月2日作为确诊病例的次密接被集中隔离管理，新冠病毒核酸检测结果阳性。即通过专用救护车转运至扬州市第三人民医院。8月5日被诊断为确诊病例，普通型。 |
| 202 | 女   | 22   | 8月5日   | 现住邗江区康乐新村。7月21日至扬城恒美生活超市（秋雨西路店）、蒙恩源正宗云南过桥米线（广陵路店）、佳一佳休闲食品（甘泉路店）。7月22日下午至23日早上在南京出差，宿于南京桔子酒店（安德门店）。7月24日下午至31日早上在南京出差，23日宿明湖美景酒店（雨花店），25日-28日宿戴斯国际酒店，29日-30日宿于丰盛五季凯悦臻选酒店。7月31日下午持新冠病毒核酸检测阴性证明回到康乐新村家中。8月1日上午从康乐新村出发去单位。8月1日-4日在南通西路上班。8月5日新冠病毒核酸检测结果阳性。即通过专用救护车转运至扬州市第三人民医院，诊断为确诊病例，轻型。 |
| 203 | 女   | 7    | 8月5日   | 现住邗江区柳湖北苑。确诊病例28密接。7月21日-25日上午在晋达语文（四望亭悦课校区）上课。7月22日、24日下午在新城河路晨曦书画上课。7月23日、26日、27日晚上在扬州市迎宾馆游泳馆游泳。7月26日晚上至万象汇4楼浅草君大厅用餐、负一楼超市购物。7月27日晚至梅岭新村。7月29日中午至新港名兴花园，晚上至大润发超市（邗江店）。7月31日作为确诊病例的密接被集中隔离管理，8月3日新冠病毒核酸检测结果阳性。即通过专用救护车转运至扬州市第三人民医院。8月5日被诊断为确诊病例，轻型。 |
| 204 | 女   | 64   | 8月5日   | 现住邗江区冬梅苑。7月21日-29日每天上午至四季园农贸市场和石塔农贸市场买菜，后至广陵区石塔桥南新村。7月21日下午至沃尔玛天空街舞。7月22日至宝带东门辰飞美术、朗文少儿英语。7月30日居住地封闭管理。8月4日由120救护车转运至苏北人民医院，新冠病毒核酸检测结果阳性。即通过专用救护车转运至扬州市第三人民医院。8月5日被诊断为确诊病例，普通型。 |
| 205 | 男   | 49   | 8月5日   | 现住广陵区滨河苑。确诊病例38密接。白天一般在江苏城乡空间规划设计研究院上班。7月26日晚在观潮茶楼。7月27日晚上在东园饭店。7月30日下午至湾头玉器特色小镇有限公司。7月31日上午至通泗西街，下午至江阳电缆（运河南路）。8月4日由120救护车转运至苏北人民医院，新冠病毒核酸检测结果阳性。即通过专用救护车转运至扬州市第三人民医院。8月5日被诊断为确诊病例，轻型。 |
| 206 | 女   | 30   | 8月5日   | 现住广陵区文昌花园。确诊病例152密接。7月21日-30日每天在运河西路237号上班。7月27日上午至动物之窗公交首末站。7月30日中午至先锋广场肯德基和新城河路兰庄加油站大厅。7月27日-30日晚上至扬州天下。8月1日下午至长春路7号。8月5日新冠病毒核酸检测结果阳性。即通过专用救护车转运至扬州市第三人民医院，被诊断为确诊病例，轻型。 |
| 207 | 女   | 65   | 8月5日   | 现住邗江区康乐新村。7月22日至现代广场二楼听雨草堂书法培训中心。7月23日上午至宝带新村农贸市场、扬州大学荷花池校区筑梦羽毛球馆。7月24日上午至现代广场二楼听雨草堂书法培训中心，下午至仪征市大仪镇何巷村。7月26日上午至宝带新村农贸市场。8月1日新冠病毒核酸检测结果阳性。即通过专用救护车转运至扬州市第三人民医院。8月5日被诊断为确诊病例，普通型。 |
| 208 | 女   | 57   | 8月5日   | 现住邗江区武庄小区。7月22日-23日、25日在行园宾馆上班。8月1日下午至利群时代超市。8月2日新冠病毒核酸检测结果阳性。即通过专用救护车转运至扬州市第三人民医院。8月5日被诊断为确诊病例，普通型。 |
| 209 | 女   | 64   | 8月5日   | 现住广陵区城东路35号。确诊病例92的密接。8月2日作为确诊病例的密接被隔离管理，8月3日由120救护车转运至苏北人民医院就诊，新冠病毒核酸检测结果阳性。即通过专用救护车转运至扬州市第三人民医院。8月5日被诊断为确诊病例，普通型。 |
| 210 | 女   | 19   | 8月5日   | 现住邗江区念四二村。7月22日、24日晚上至沃尔玛天空街舞。7月24日下午至沃尔玛幸福蓝海电影院。7月26日晚至万象汇4楼浅草君饭店。7月28日上午至扬州中学。8月5日上午至苏北人民医院发热门诊就诊，新冠病毒核酸检测结果阳性。即通过专用救护车转运至扬州市第三人民医院，被诊断为确诊病例，普通型。 |
| 211 | 男   | 35   | 8月5日   | 现住邗江区冬梅苑。确诊病例204密接。7月21日-27日每天至西湖镇优邦生物药品有限公司上班。7月24日中午至万象汇阿香米线就餐。7月25日中午至大润发超市（邗江店）、麦德龙超市购物。7月27日至望月路打酱油百姓饭堂就餐。7月30日居住地实行封闭管理。8月4日由120救护车转运至苏北人民医院，新冠病毒核酸检测结果阳性。即通过专用救护车转运至扬州市第三人民医院。8月5日被诊断为确诊病例，普通型。 |
| 212 | 男   | 6    | 8月5日   | 现住邗江区冬梅苑。确诊病例204密接。7月21日下午至沃尔玛天空街舞。7月22日至宝带东门辰飞美术、朗文少儿英语。7月25日中午至大润发超市（邗江店）、麦德龙超市购物。7月27日至望月路打酱油百姓饭堂就餐。7月30日居住地实行封闭管理。8月4日由120救护车转运至苏北人民医院，新冠病毒核酸检测结果阳性。即通过专用救护车转运至扬州市第三人民医院。8月5日被诊断为确诊病例，普通型。 |
| 213 | 女   | 42   | 8月5日   | 现住邗江区美琪小区广华苑。确诊病例150密接。7月28日上午至邗江中路438号中国石化加油站，随后至苏北人民医院就诊。7月29日下午至罗森便利店（望月路店）、亿嘉仁生鲜超市（望月路店）购物。7月30日上午至五彩世界吉麦隆超市购物，下午至兰苑北门得撒豆制品店买菜。8月1日作为确诊病例的次密接被集中隔离管理，新冠病毒核酸检测结果阳性。即通过专用救护车转运至扬州市第三人民医院。8月5日被诊断为确诊病例，普通型。 |
| 214 | 女   | 47   | 8月5日   | 现住邗江区念四二村。确诊病例210密接。7月25日-31日上午至双桥菜场、崇文苑。7月26日晚上至家和豆浆（沃尔玛店）。8月1日、4日上午至双桥菜场买菜。8月5日上午至苏北医院发热门诊就诊，新冠病毒核酸检测结果阳性。即通过专用救护车转运至扬州市第三人民医院，被诊断为确诊病例，轻型。 |
| 215 | 女   | 6    | 8月5日   | 现住邗江区杨庄街坊。确诊病例123密接。7月23日上午至杨庄加油站，中午至Rmall全生活广场三楼棒杰克就餐，后至三楼公共游乐场游玩。7月26日中午至肯德基（江阳大润发店）用餐，后至扬州商城。7月29日中午至有滋有味（新城花园店）用餐，后至三华园果品（新城花园店）购物，晚上居住地实行封闭管理。8月4日由120救护车转运至苏北人民医院，新冠病毒核酸检测结果阳性。即通过专用救护车转运至扬州市第三人民医院。8月5日诊断为确诊病例，普通型。 |
| 216 | 女   | 59   | 8月5日   | 现住邗江区武塘综合楼。确诊病例190密接。7月21日-23日、26日-8月1日每天至杨庄街坊南门东边小超市或石塔农贸市场、邵庄新村，期间曾至华懋购物中心游乐场、华润万象汇游乐场。7月23日上午至曲江街道社区卫生服务中心接种新冠疫苗。7月30日上午至黄珏镇。8月3日新冠病毒核酸检测结果阳性。即通过专用救护车转运至扬州市第三人民医院。8月5日被诊断为确诊病例，普通型。 |
| 217 | 女   | 69   | 8月5日   | 现住广陵区滨河苑。确诊病例205密接。7月26日-29日、8月1日上午至跃进桥菜场买菜。8月5日至苏北人民医院发热门诊就诊，新冠病毒核酸检测结果阳性。即通过专用救护车转运至扬州市第三人民医院，被诊断为确诊病例，普通型。 |
| 218 | 男   | 40   | 8月5日   | 现住邗江区扬子江北路426号。7月21日-24日、26日-31日白天在广陵产业园江苏海博公司上班。7月25日上午至石塔农贸市场买菜。7月31日至沙头镇农贸市场附近水果店购物。8月1日晚上至念香苑农贸市场买菜。8月5日至苏北医院发热门诊就诊，新冠病毒核酸检测结果阳性。即通过专用救护车转运至扬州市第三人民医院，诊断为确诊病例，轻型。 |
| 219 | 女   | 7    | 8月5日   | 现住邗江区华鼎星城。确诊病例113密接。7月21日-8月1日白天在邗江区和美第。8月4日由120救护车转运至苏北人民医院发热门诊就诊，新冠病毒核酸检测结果阳性。即通过专用救护车转运至扬州市第三人民医院。8月5日被诊断为确诊病例，轻型。 |
| 220 | 女   | 67   | 8月5日   | 现住邗江区武塘小区。确诊病例1密接。7月22日-23日、25日下午在秋南苑棋牌室打牌。7月24日上午至体育公园新冠疫苗集中接种点接种疫苗。7月30日作为确诊病例的密接被集中隔离管理，8月5日新冠病毒核酸检测结果阳性。即通过专用救护车转运至扬州市第三人民医院，被诊断为确诊病例，轻型。 |
| 221 | 男   | 78   | 8月6日   | 现住邗江区武塘社区289号。7月25日-8月5日居家。8月5日新冠病毒核酸检测结果阳性，即通过专用救护车转运至扬州市第三人民医院。8月6日被诊断为确诊病例，普通型。 |
| 222 | 女   | 76   | 8月6日   | 现住邗江区夏荷苑。7月24日下午在夏荷苑内棋牌室。7月24日-29日曾至四季园农贸市场。8月6日新冠病毒核酸检测结果阳性，即通过专用救护车转运至扬州市第三人民医院，被诊断为确诊病例，普通型。 |
| 223 | 女   | 37   | 8月6日   | 现住邗江区新盛花苑。确诊病例174密接。7月26日-29日白天在维扬路安吉商务公司。7月28日中午在兴城西路兴东面馆就餐。8月1日作为确诊病例的次密接被集中隔离管理。8月4日新冠病毒核酸检测结果阳性，即通过专用救护车转运至扬州市第三人民医院。8月6日被诊断为确诊病例，普通型。 |
| 224 | 男   | 35   | 8月6日   | 现住江都区仙女镇双沟供销社宿舍。确诊病例181密接。7月30日-8月4日白天在江都区江淮路浩瑞模具厂。7月30日早上在江都双沟中学对面三鲜馄饨店就餐，晚上至双沟农贸市场附近苏昊超市。7月31日、8月2日傍晚至双沟樊套村扬都泊通模具公司。8月5日作为确诊病例的次密接被集中隔离管理，新冠病毒核酸检测结果阳性，即通过专用救护车转运至扬州市第三人民医院。8月6日被诊断为确诊病例，普通型。 |
| 225 | 男   | 77   | 8月6日   | 现住邗江区春竹苑。确诊病例95密接。7月25日-29日每天上午至四季园农贸市场。7月29日上午至森林木文具店。8月6日新冠病毒核酸检测结果阳性，即通过专用救护车转运至扬州市第三人民医院，被诊断为确诊病例，普通型。 |
| 226 | 女   | 77   | 8月6日   | 现住邗江区春竹苑。确诊病例95的密接。7月25日-8月5日居家。8月6日新冠病毒核酸检测结果阳性，即通过专用救护车转运至扬州市第三人民医院，被诊断为确诊病例，普通型。 |
| 227 | 女   | 17   | 8月6日   | 现住邗江区杨庄街坊。确诊病例65密接。7月25日-8月1日居家。8月2日作为确诊病例的次密接被集中隔离管理。8月6日新冠病毒核酸检测结果阳性，即通过专用救护车转运至扬州市第三人民医院，被诊断为确诊病例，普通型。 |
| 228 | 男   | 73   | 8月6日   | 现住邗江区夏荷苑。7月24日-8月4日居家。8月5日上午至武塘社区卫生服务站。8月6日新冠病毒核酸检测结果阳性，即通过专用救护车转运至扬州市第三人民医院，被诊断为确诊病例，普通型。 |
| 229 | 男   | 72   | 8月6日   | 现住邗江区秋桂苑。确诊病例103密接。7月24日-28日每日早上至新城河路高邮小芳面馆、秋雨路金胜商务楼旁生活超市。7月30日作为确诊病例次密接被集中隔离管理。8月6日新冠病毒核酸检测结果阳性，即通过专用救护车转运至扬州市第三人民医院，被诊断为确诊病例，普通型。 |
| 230 | 男   | 81   | 8月6日   | 现住邗江区秋桂苑。确诊病例84密接。7月24日下午在秋桂苑18栋车库打牌。7月25日中午至扬子江路老街饭庄就餐，下午在秋桂苑18栋车库打牌。7月27日下午在秋南苑棋牌室打牌。8月5日下午由120负压救护车接送到扬州大学附属医院西区发热门诊就诊，新冠病毒核酸检测结果阳性，即通过专用救护车转运至扬州市第三人民医院。8月6日被诊断为确诊病例，普通型。 |
| 231 | 男   | 71   | 8月6日   | 现住邗江区春竹苑。7月28日上午至小区东门东方超市，下午至维扬路百信缘大药房。7月30日清晨至小区内大地幼儿园对面生鲜超市。8月6日新冠病毒核酸检测结果阳性，即通过专用救护车转运至扬州市第三人民医院，被诊断为确诊病例，普通型。 |
| 232 | 女   | 69   | 8月6日   | 现住景区梅花山庄。确诊病例134密接。8月1日上午至窦庄菜场附近都喜爱超市，晚上作为确诊病例的次密接被集中隔离管理。8月6日新冠病毒核酸检测结果阳性，即通过专用救护车转运至扬州市第三人民医院，被诊断为确诊病例，轻型。 |
| 233 | 女   | 10   | 8月6日   | 现住景区梅花山庄。确诊病例232密接。7月25日-31日居家。8月1日晚作为确诊病例的次密接被集中隔离管理。8月5日新冠病毒核酸检测结果阳性，即通过专用救护车转运至扬州市第三人民医院。8月6日被诊断为确诊病例，普通型。 |
| 234 | 女   | 51   | 8月6日   | 现住开发区南宝带小区。7月25日-28日下午在西湖花苑旁时代浴室上班。7月29日-8月5日居家。8月5日新冠病毒核酸检测结果阳性，即通过专用救护车转运至扬州市第三人民医院。8月6日被诊断为确诊病例，普通型。 |
| 235 | 男   | 89   | 8月6日   | 现住开发区宝带新村。7月25日-8月5日居家。8月5日新冠病毒核酸检测结果阳性，即通过专用救护车转运至扬州市第三人民医院。8月6日被诊断为确诊病例，普通型。 |
| 236 | 男   | 48   | 8月6日   | 现住邗江区秋桂苑。确诊病例102密接。7月25日下午在国庆路幸会棋牌室，7月26日下午在邗江中路冯庄棋牌室，晚上在中集广场悦饪鲜尚鲜包间用餐，后至欧尚棋牌室。7月27日下午在国庆路幸会棋牌室，7月28日下午在邗江中路冯庄棋牌室。7月29日中午至小区东门“80老鹅”摊位，下午在国庆路幸会棋牌室，后至东关街皮包水餐店。7月30日晚作为确诊病例的次密接被集中隔离管理。8月5日新冠病毒核酸检测结果阳性，即通过专用救护车转运至扬州市第三人民医院。8月6日被诊断为确诊病例，普通型。 |
| 237 | 男   | 71   | 8月6日   | 现住邗江区奥都花城。确诊病例53密接。7月25日-28日居家。7月29日下午作为确诊病例的次密接被集中隔离管理。8月5日新冠病毒核酸检测结果阳性，即通过专用救护车转运至扬州市第三人民医院。8月6日被诊断为确诊病例，轻型。 |
| 238 | 男   | 61   | 8月6日   | 现住江都区丁沟镇麾南村。确诊病例72密接。7月31日下午在同村朋友家。8月1日下午至丁沟镇好又多超市旁综合超市、日杂店。8月2日上午作为确诊病例的密接被隔离管理。8月5日新冠病毒核酸检测结果阳性，即通过专用救护车转运至扬州市第三人民医院。8月6日被诊断为确诊病例，普通型。 |
| 239 | 女   | 8    | 8月6日   | 现住邗江区宰庄小区。确诊病例141密接。7月27日上午至幸福街冯庄社区卫生服务站、秋雨路百信缘大药房。7月31日晚至苏北人民医院发热门诊就诊。8月1日上午、2日下午至东方医院。8月3日晚作为确诊病例的密接被隔离管理。8月6日新冠病毒核酸检测结果阳性，即通过专用救护车转运至扬州市第三人民医院，被诊断为确诊病例，普通型。 |
| 240 | 男   | 13   | 8月6日   | 现住广陵区湾头镇联合村。确诊病例171密接。7月25日上午至工人新村。7月26日、28日下午至广陵区湾头镇长安路51号。8月5日作为确诊病例的密接被集中隔离管理，新冠病毒核酸检测结果阳性，即通过专用救护车转运至扬州市第三人民医院。8月6日被诊断为确诊病例，轻型。 |
| 241 | 女   | 49   | 8月6日   | 现住广陵区万花园小区。7月27日-29日居家。8月1日下午至大润发（广陵店）购物。8月5日中午至苏北人民医院发热门诊就诊，新冠病毒核酸检测结果阳性，即通过专用救护车转运至扬州市第三人民医院。8月6日被诊断为确诊病例，普通型。 |
| 242 | 男   | 11   | 8月6日   | 现住广陵区城东路35号。确诊病例129密接。8月1日晚至运河西路华润苏果超市购物。8月2日作为确诊病例的次密接被隔离管理。8月5日下午由120救护车转运至扬州大学附属医院发热门诊就诊，新冠病毒核酸检测结果阳性，即通过专用救护车转运至扬州市第三人民医院。8月6日被诊断为确诊病例，轻型。 |
| 243 | 女   | 30   | 8月6日   | 现住广陵区城东路35号。确诊病例92密接。7月30日-8月1日在瘦西湖壹号院上班。8月5日由120救护车转运至扬州大学附属医院发热门诊就诊，新冠病毒核酸检测结果阳性，即通过专用救护车转运至扬州市第三人民医院。8月6日被诊断为确诊病例，轻型。 |
| 244 | 女   | 24   | 8月6日   | 现住广陵区院东街28号。7月29日下午至石塔农贸市场、文昌中路十六粮店、小区附近超市购物。7月31日晚至小区附近超市购物。8月2日下午至新东方（文昌阁校区）上班。8月5日凌晨至苏北人民医院发热门诊就诊，新冠病毒核酸检测结果阳性，即通过专用救护车转运至扬州市第三人民医院。8月6日被诊断为确诊病例，轻型。 |
| 245 | 男   | 57   | 8月6日   | 现住邗江区香格里拉庄园。确诊病例38密接。7月29日上午至吉安路扬州冶金机械有限公司，下午至新世纪花苑北门理发店理发。7月30日下午至槐泗板材市场、湾头钢材市场。7月31日中午至杨寿镇宝女村。8月2日作为确诊病例的密接被集中隔离管理，新冠病毒核酸检测结果阳性，即通过专用救护车转运至扬州市第三人民医院。8月6日被诊断为确诊病例，普通型。 |
| 246 | 男   | 58   | 8月6日   | 现住邗江区武庄小区。确诊病例208密接。7月29日-31日在大官桥西路泰利特种装备有限公司上班。8月1日上午在公司上班，下午至扬子江中路利群时代超市购物。8月3日被集中隔离管理，新冠病毒核酸检测结果阳性，即通过专用救护车转运至扬州市第三人民医院。8月6日被诊断为确诊病例，普通型。 |
| 247 | 女   | 68   | 8月6日   | 现住邗江区秋桂苑。确诊病例84密接。7月25日下午在秋桂苑18幢车库打牌。8月4日上午至武塘社区卫生服务站。8月6日新冠病毒核酸检测结果阳性，即通过专用救护车转运至扬州市第三人民医院。被诊断为确诊病例，普通型。 |
| 248 | 女   | 50   | 8月6日   | 现住邗江区武塘社区289号。确诊病例119密接。7月28日-29日在秋雨路家和豆浆上班。7月30日晚上、7月31日上午至四季园农贸市场购物。8月5日新冠病毒核酸检测结果阳性，即通过专用救护车转运至扬州市第三人民医院。8月6日被诊断为确诊病例，普通型。 |
| 249 | 男   | 5    | 8月6日   | 现住广陵区湾头镇联合村。确诊病例38密接。7月29日下午至湾头镇联合村核酸检测点进行核酸采样。8月4日晚至扬州大学附属医院东区发热门诊就诊，新冠病毒核酸检测结果阳性，即通过专用救护车转运至扬州市第三人民医院。8月6日被诊断为确诊病例，轻型。 |
| 250 | 女   | 15   | 8月6日   | 现住邗江区秋南苑。确诊病例12密接。7月25日中午在天乐湖度假村旁超市购物，下午在江都南路九久奥特莱斯广场。7月29日作为确诊病例的次密接被集中隔离管理。8月4日新冠病毒核酸检测结果阳性，即通过专用救护车转运至扬州市第三人民医院。8月6日被诊断为确诊病例，普通型。 |
| 251 | 男   | 9    | 8月6日   | 现住邗江区莱福巷国税局宿舍。确诊病例38密接。7月29日至邗江区和美第。8月1日作为确诊病例的密接被集中隔离管理。8月5日新冠病毒核酸检测结果阳性，即通过专用救护车转运至扬州市第三人民医院。8月6日被诊断为确诊病例，轻型。 |
| 252 | 女   | 68   | 8月6日   | 现住邗江区蒋王街道四联村。确诊病例22密接。7月25日-30日在邗江区文汇苑上班。7月31日作为确诊病例的密接被集中隔离管理。8月4日新冠病毒核酸检测结果阳性，即通过专用救护车转运至扬州市第三人民医院。8月6日被诊断为确诊病例，普通型。 |
| 253 | 女   | 71   | 8月6日   | 现住邗江区康乐新村。确诊病例1密接。7月24日下午在秋南苑棋牌室。7月30日作为确诊病例的密接被集中隔离管理。8月4日新冠病毒核酸检测结果阳性，即通过专用救护车转运至扬州市第三人民医院。8月6日被诊断为确诊病例，重型。 |
| 254 | 男   | 82   | 8月6日   | 现住邗江区春竹苑。7月26日上午至苏北人民医院。8月5日新冠病毒核酸检测结果阳性，即通过专用救护车转运至扬州市第三人民医院。8月6日被诊断为确诊病例，普通型。 |
| 255 | 男   | 72   | 8月6日   | 现住邗江区秋桂苑。确诊病例84密接。7月25日-28日下午在秋桂苑18幢车库打牌。8月6日新冠病毒核酸检测结果阳性，即通过专用救护车转运至扬州市第三人民医院，被诊断为确诊病例，普通型。 |
| 256 | 女   | 40   | 8月6日   | 现住邗江区康乐新村。7月26日、27日下午、28日在文昌中路577号（扬州市中医院）上班。7月29日上午至广陵产业园沙湾南路1号，后至单位上班。7月30日中午、31日晚上至扬子江路利群时代超市购物。8月1日新冠病毒核酸检测结果阳性。后通过专用救护车转运至扬州市第三人民医院。8月6日被诊断为确诊病例，普通型。 |
| 257 | 女   | 69   | 8月6日   | 现住邗江区冬梅苑。7月25日-27日下午在北柳巷108号棋牌室。7月25日-29日上午至四季园农贸市场或石塔农贸市场。8月4日晚上至武塘社区卫生服务站。8月6日新冠病毒核酸检测结果阳性，即通过专用救护车转运至扬州市第三人民医院，被诊断为确诊病例，普通型。 |
| 258 | 女   | 41   | 8月6日   | 现住开发区阳光花都。确诊病例23密接。7月26日-28日白天在扬子江中路开发区房产交易中心上班，早上或中午至康乐新村。7月29日-30日在单位上班。7月31日作为确诊病例的密接被集中隔离管理。8月6日新冠病毒核酸检测结果阳性，即通过专用救护车转运至扬州市第三人民医院，被诊断为确诊病例，轻型。 |
| 259 | 男   | 47   | 8月6日   | 现住邗江区文汇东路251号。确诊病例31密接。7月25日-29日每天至朱塘路顺丰速运、旎吖优品休闲百货、宋和宋特色面馆。7月27日-28日晚宿朱塘路108号二楼。7月31日作为确诊病例的密接被集中隔离管理，新冠病毒核酸检测结果阳性。后通过专用救护车转运至扬州市第三人民医院。8月6日被诊断为确诊病例，普通型。 |
| 260 | 男   | 66   | 8月6日   | 现住邗江区武塘小区。7月25日-29日每天上午或下午至四季园农贸市场西门外、武塘小区巷子里卖菜。8月6日新冠病毒核酸检测结果阳性，即通过专用救护车转运至扬州市第三人民医院，被诊断为确诊病例，普通型。 |
| 261 | 女   | 28   | 8月6日   | 现住邗江区夏荷苑。7月25日-29日每天至四季园农贸市场、新城河路周姑娘不等味，7月29日下午至四季园东门小超市、文昌百汇、大润发超市（邗江店）购物。8月6日新冠病毒核酸检测结果阳性，即通过专用救护车转运至扬州市第三人民医院，被诊断为确诊病例，普通型。 |
| 262 | 男   | 40   | 8月6日   | 现住邗江区宰庄小区。7月26日上午-29日上午在扬州大学附属医院西区。7月30日下午至石塔农贸市场买菜。8月1日下午至广陵区龙泉路顺丰快运。8月2日下午至居住地附近兆烨超市购物。8月6日新冠病毒核酸检测结果阳性，即通过专用救护车转运至扬州市第三人民医院，被诊断为确诊病例，普通型。 |
| 263 | 女   | 35   | 8月6日   | 现住邗江区宰庄小区。7月29日早上至康乐新村面馆就餐。8月1日上午至大润发超市（邗江店）购物。8月6日新冠病毒核酸检测结果阳性，即通过专用救护车转运至扬州市第三人民医院，被诊断为确诊病例，普通型。 |
| 264 | 女   | 35   | 8月6日   | 现住邗江区宰庄小区。确诊病例141密接。7月26日-31日白天在扬州宝亿制鞋有限公司上班。7月27日早晨至冯庄社区卫生服务站、百信缘大药房（秋雨店）。7月28日晚上、7月31日晚上至环球有约（崇文国际大厦店）。7月31日晚上至苏北人民医院发热门诊。8月1日上午、2日下午至东方医院。8月4日作为确诊病例的密接被隔离管理。8月5日新冠病毒核酸检测结果阳性，即通过专用救护车转运至扬州市第三人民医院。8月6日被诊断为确诊病例，普通型。 |
| 265 | 女   | 58   | 8月6日   | 现住广陵区湾头镇联合村。确诊病例38密接。7月29日下午至湾头镇联合村核酸检测点进行核酸采样。8月6日新冠病毒核酸检测结果阳性，即通过专用救护车转运至扬州市第三人民医院，被诊断为确诊病例，普通型。 |
| 266 | 女   | 62   | 8月6日   | 现住广陵区湾头镇联合村。确诊病例38密接。7月27日至沙湾南路广陵新城医院。7月29日下午至湾头镇联合村核酸检测点进行核酸采样。8月6日新冠病毒核酸检测结果阳性，即通过专用救护车转运至扬州市第三人民医院，被诊断为确诊病例，普通型。 |
| 267 | 女   | 54   | 8月6日   | 现住广陵区广福花园。确诊病例38密接。7月29日-31日白天在运河城市广场江苏华跃特种设备有限公司扬州办事处上班。7月29日晚上至湾头镇联合村核酸检测点。8月6日新冠病毒核酸检测结果阳性，即通过专用救护车转运至扬州市第三人民医院，被诊断为确诊病例，普通型。 |
| 268 | 女   | 15   | 8月6日   | 现住广陵区湾头镇联合村。确诊病例38密接。7月29日晚上至湾头镇联合村核酸检测点进行核酸采样。7月30日中午至湾头镇长安路重庆烧鸡公就餐。8月6日新冠病毒核酸检测结果阳性，即通过专用救护车转运至扬州市第三人民医院，被诊断为确诊病例，普通型。 |
| 269 | 女   | 14   | 8月6日   | 现住广陵区杉湾花园。确诊病例120密接。7月25日-8月1日居家。8月2日作为确诊病例的密接被集中隔离管理。8月6日新冠病毒核酸检测结果阳性，即通过专用救护车转运至扬州市第三人民医院，被诊断为确诊病例，普通型。 |
| 270 | 男   | 66   | 8月6日   | 现住广陵区湾头镇联合村。确诊病例171密接。7月29日-8月4日居家。8月5日作为确诊病例的密接被集中隔离管理。8月5日新冠病毒核酸检测结果阳性，即通过专用救护车转运至扬州市第三人民医院。8月6日被诊断为确诊病例，普通型。 |
| 271 | 男   | 11   | 8月6日   | 现住广陵区淮海路157号。确诊病例19密接。7月26日-28日居家。7月29日作为确诊病例的次密接被集中隔离管理。8月6日新冠病毒核酸检测结果阳性，即通过专用救护车转运至扬州市第三人民医院，被诊断为确诊病例，轻型。 |
| 272 | 男   | 70   | 8月6日   | 现住邗江区夏荷苑。7月25日-8月5日居家。8月6日新冠病毒核酸检测结果阳性，即通过专用救护车转运至扬州市第三人民医院，被诊断为确诊病例，轻型。 |
| 273 | 男   | 47   | 8月7日   | 现住开发区八里镇金山花园。确诊病例26密接。7月27日-29日每天下午至八里镇金山花园苏供超市，后至临江路中集通华上班。7月31日作为确诊病例的密接被集中隔离管理。8月7日新冠病毒核酸检测结果阳性，即通过专用救护车转运至扬州市第三人民医院，被诊断为确诊病例，普通型。 |
| 274 | 女   | 66   | 8月7日   | 现住邗江区金阳苑。8月2日上午至金鑫综合市场买菜。8月5日新冠病毒核酸检测结果阳性。即通过专用救护车转运至扬州市第三人民医院。8月7日被诊断为确诊病例，普通型。 |
| 275 | 男   | 55   | 8月7日   | 现住扬子江中路591号。7月27日-8月5日在扬州市文昌中路577号上班。7月27日晚在奥林公园大酒店（公园店）就餐。7月29日、31日、8月4日至港湾农副产品平价超市（文汇路店）。8月6日新冠病毒核酸检测结果阳性，即通过专用救护车转运至扬州市第三人民医院。8月7日被诊断为确诊病例，普通型。 |
| 276 | 女   | 61   | 8月7日   | 现住邗江区杨庄街坊。7月27日上午至四季园蕲艾艾灸馆、四季园农贸市场。7月28日早上至石塔农贸市场。8月6日新冠病毒核酸检测结果阳性。即通过专用救护车转运至扬州市第三人民医院。8月7日被诊断为确诊病例，普通型。 |
| 277 | 男   | 73   | 8月7日   | 现住邗江区杨庄街坊。确诊病例276密接。7月27日-28日至景区锦旺南苑。8月6日新冠病毒核酸检测结果阳性，即通过专用救护车转运至扬州市第三人民医院。8月7日被诊断为确诊病例，普通型。 |
| 278 | 男   | 47   | 8月7日   | 现住广陵区湾头镇联合村。7月27日-29日白天在扬州冷藏集装箱有限公司上班。7月30日上午至广陵区滨河路华亭农贸市场。8月7日新冠病毒核酸检测结果阳性，即通过专用救护车转运至扬州市第三人民医院，被诊断为确诊病例，轻型。 |
| 279 | 女   | 66   | 8月7日   | 现住广陵区湾头镇联合村。确诊病例38密接。7月29日晚至湾头镇联合村核酸采样点进行采样。8月7日新冠病毒核酸检测结果阳性，即通过专用救护车转运至扬州市第三人民医院，被诊断为确诊病例，普通型。 |
| 280 | 女   | 36   | 8月7日   | 现住广陵区古运洞天花苑。7月27日-8月5日白天在广陵区太平路腾达门窗店。8月1日上午至广陵区太平路玖润嘉超市购物。8月7日新冠病毒核酸检测结果阳性，即通过专用救护车转运至扬州市第三人民医院，被诊断为确诊病例，普通型。 |
| 281 | 男   | 40   | 8月7日   | 现住广陵区古运洞天花苑。确诊病例280密接。7月27日-8月5日白天在广陵区太平路腾达门窗店。7月29日下午至五里庙路运河佳园农贸市场买菜。8月1日早上至大虹桥路28号。8月7日新冠病毒核酸检测结果阳性，即通过专用救护车转运至扬州市第三人民医院，被诊断为确诊病例，普通型。 |
| 282 | 女   | 16   | 8月7日   | 现住广陵区古运洞天花苑。确诊病例280密接。7月23日16时乘车返回山东省兰陵县长城镇小辛庄村，在村中未外出；7月24日，在村中参加亲戚举办的升学宴，在村中未外出；7月25日，在村中未外出；7月26日9时，孙某某乘车离开兰陵返回扬州。7月27日-8月5日每天至广陵区太平路腾达门窗店。8月7日新冠病毒核酸检测结果阳性，即通过专用救护车转运至扬州市第三人民医院，被诊断为确诊病例，普通型。 |
| 283 | 男   | 14   | 8月7日   | 现住广陵区古运洞天花苑。确诊病例280密接。7月30日-8月5日每日至广陵区太平路腾达门窗店。8月7日新冠病毒核酸检测结果阳性，即通过专用救护车转运至扬州市第三人民医院，被诊断为确诊病例，普通型。 |
| 284 | 男   | 10   | 8月7日   | 现住广陵区古运洞天花苑。确诊病例280密接。7月30日-8月5日每日至广陵区太平路腾达门窗店。8月7日新冠病毒核酸检测结果阳性，即通过专用救护车转运至扬州市第三人民医院，被诊断为确诊病例，普通型。 |
| 285 | 女   | 70   | 8月7日   | 现住广陵区湾头镇联合村。确诊病例38密接。7月29日至湾头镇联合村核酸检测点进行核酸采样。8月5日、6日由120救护车接送至扬州大学附属医院（西区）发热门诊就诊。8月6日新冠病毒核酸检测结果阳性，即通过专用救护车转运至扬州市第三人民医院。8月7日被诊断为确诊病例，普通型。 |
| 286 | 男   | 65   | 8月7日   | 现住广陵区湾头镇联合村。确诊病例38密接。7月26日-28日、30日每天在湾头镇玉器城上夜班。7月29日下午至湾头镇联合村核酸检测点进行核酸采样。8月2日作为确诊病例的密接被集中隔离管理，新冠病毒核酸检测结果阳性。后通过专用救护车转运至扬州市第三人民医院。8月7日被诊断为确诊病例，普通型。 |
| 287 | 女   | 44   | 8月7日   | 现住广陵区江广智慧城。确诊病例38密接。7月29日下午在文昌中路华懋购物中心上班，晚上至湾头镇联合村核酸检测点进行核酸采样。7月30日白天在单位上班，晚上在联合村大牛棋牌室。7月31日下午在单位上班，期间至东关街聚香斋。8月1日白天在单位上班，下班后至联合村。8月6日新冠病毒核酸检测结果阳性，即通过专用救护车转运至扬州市第三人民医院。8月7日被诊断为确诊病例，普通型。 |
| 288 | 男   | 78   | 8月7日   | 现住广陵区湾头镇联合村。确诊病例38密接。7月29日晚至湾头镇联合村核酸检测点进行核酸采样。7月31日上午至大润发超市（广陵店）。8月5日由120救护车转运至扬州大学附属医院西区发热门诊就诊。8月6日新冠病毒核酸检测结果阳性，即通过专用救护车转运至扬州市第三人民医院。8月7日被诊断为确诊病例，普通型。 |
| 289 | 男   | 38   | 8月7日   | 现住广陵区连运小区宜福苑。确诊病例1密接。7月23日-27日在大虹桥路黑芝麻糊店。7月23日晚至渡江路黑芝麻糊店。7月24日下午至连运加油站，晚上至江都区武坚镇勇龙饭店、武坚镇龙河村。7月25日上午至大润发超市（奥邦店）。7月28日上午至联谊路东花苑医院接种新冠疫苗，下午作为确诊病例的密接被集中隔离管理。8月6日新冠病毒核酸检测结果阳性，即通过专用救护车转运至扬州市第三人民医院。8月7日被诊断为确诊病例，普通型。 |
| 290 | 男   | 55   | 8月7日   | 现住广陵区湾头镇联合村。确诊病例38密接。7月27日、7月30日-8月1日在汤汪乡同心村神龙建材厂上班。7月29日下午至湾头镇联合村核酸检测点进行核酸采样。8月1日上午至纬三路工地，下午至广陵区体育馆旁超市购物。8月6日新冠病毒核酸检测结果阳性，即通过专用救护车转运至扬州市第三人民医院。8月7日被诊断为确诊病例，普通型。 |
| 291 | 男   | 49   | 8月7日   | 现住广陵区翠月花园。确诊病例38密接。7月29日晚至湾头镇联合村核酸检测点进行核酸采样。7月31日-8月3日在湾头摩配城工作。8月1日上午至广陵区体育馆下面的超市购物。8月3日晚作为确诊病例的密接被集中隔离管理。8月7日新冠病毒核酸检测结果阳性，即通过专用救护车转运至扬州市第三人民医院，被诊断为确诊病例，普通型。 |
| 292 | 女   | 19   | 8月7日   | 现住广陵区湾头镇联合村。确诊病例38密接。7月29日下午至湾头镇联合村核酸检测点进行核酸采样。7月30日晚至扬州市市民中心附近苏润万家超市购物。8月3日新冠病毒核酸检测结果阳性。后通过专用救护车转运至扬州市第三人民医院。8月7日被诊断为确诊病例，轻型。 |
| 293 | 女   | 64   | 8月7日   | 现住邗江区旺庭公馆。7月29日上午至小区内菜场，下午至大润发超市（邗江店）。7月30日上午至石塔农贸市场，下午至中国银行（国贸支行），晚上至广陵区北柳巷。8月7日新冠病毒核酸检测结果阳性，即通过专用救护车转运至扬州市第三人民医院，被诊断为确诊病例，轻型。 |
| 294 | 男   | 66   | 8月7日   | 现住邗江区旺庭公馆。8月1日下午至国庆路御香园宫廷桃酥。8月6日上午至荷花池农贸市场。8月7日新冠病毒核酸检测结果阳性，即通过专用救护车转运至扬州市第三人民医院，被诊断为确诊病例，轻型。 |
| 295 | 男   | 8    | 8月7日   | 现住邗江区新盛花苑。确诊病例174密接。7月28日上午至绿杨新苑。7月29日至泰和佳园、绿杨新苑。8月1日作为确诊病例的次密接被集中隔离管理。8月6日晚由120救护车送至扬州大学附属医院东区发热门诊，新冠病毒核酸检测结果阳性，即通过专用救护车转运至扬州市第三人民医院。8月7日被诊断为确诊病例，普通型。 |
| 296 | 女   | 63   | 8月7日   | 现住邗江区杨庄街坊。确诊病例1密接。7月23日-25日下午在秋南苑棋牌室。7月23日-28日多次至秋雨路扬城恒美生活超市购物。8月6日新冠病毒核酸检测结果阳性，即通过专用救护车转运至扬州市第三人民医院。8月7日被诊断为确诊病例，普通型。 |
| 297 | 男   | 68   | 8月7日   | 现住邗江区秋桂苑。7月27日-29日上午至秋雨路扬城恒美生活超市。7月29日上午至百信缘大药房（秋雨店）。8月6日新冠病毒核酸检测结果阳性，即通过专用救护车转运至扬州市第三人民医院。8月7日被诊断为确诊病例，普通型。 |
| 298 | 女   | 72   | 8月7日   | 现住邗江区冬梅苑。确诊病例4密接。7月27日下午在秋南苑棋牌室。8月6日上午由120救护车送至扬州大学附属医院西区发热门诊，新冠病毒核酸检测结果阳性，即通过专用救护车转运至扬州市第三人民医院。8月7日被诊断为确诊病例，重型。 |
| 299 | 女   | 70   | 8月7日   | 现住邗江区夏荷苑。7月21日-28日每天上午至四季园农贸市场买菜，下午在夏荷苑13栋棋牌室，期间曾至秋雨西路好利多超市、维扬路东方超市购物。8月6日新冠病毒核酸检测结果阳性。即通过专用救护车转运至扬州市第三人民医院。8月7日被诊断为确诊病例，普通型。 |
| 300 | 男   | 42   | 8月7日   | 现住邗江区秋南苑。确诊病例1密接。7月21日-28日在秋南苑棋牌室。7月28日晚作为确诊病例的密接被集中隔离管理。8月4日新冠病毒核酸检测结果阳性。即通过专用救护车转运至扬州市第三人民医院。8月7日被诊断为确诊病例，普通型。 |
| 301 | 女   | 32   | 8月7日   | 现住广陵区万花园小区。确诊病例241密接。7月27日下午至万马滨河城门口足疗店。7月29日凌晨至国庆路教场咸货火锅就餐，下午至大润发超市（广陵店）购物。8月1日下午至大润发超市（广陵店）购物。8月3日下午至江阳东路家宜多精品生活超市购物，后至解放桥路口兰州拉面旁水果店购买水果。8月4日下午至大润发超市（广陵店）购物。8月6日作为确诊病例的密接被集中隔离管理。8月7日新冠病毒核酸检测结果阳性，即通过专用救护车转运至扬州市第三人民医院，被诊断为确诊病例，普通型。 |
| 302 | 女   | 54   | 8月7日   | 现住广陵区北讲经墩。7月27日-28日上午在文汇西路261号（江苏有线扬州分公司）。7月28日下午、7月29日在邗江区黄金苑。8月5日新冠病毒核酸检测结果阳性。即通过专用救护车转运至扬州市第三人民医院。8月7日被诊断为确诊病例，普通型。 |
| 303 | 女   | 75   | 8月7日   | 现住广陵区北讲经墩。确诊病例302密接。7月27日-8月4日居家。8月5日新冠病毒核酸检测结果阳性。即通过专用救护车转运至扬州市第三人民医院。8月7日被诊断为确诊病例，普通型。 |
| 304 | 男   | 80   | 8月7日   | 现住广陵区北讲经墩。确诊病例302密接。7月27日-8月5日居家。8月6日作为确诊病例的密接被集中隔离管理，新冠病毒核酸检测结果阳性，即通过专用救护车转运至扬州市第三人民医院。8月7日被诊断为确诊病例，普通型。 |
| 305 | 男   | 2    | 8月7日   | 现住广陵区北讲经墩。确诊病例302密接。7月27日-28日上午在文汇西路261号（江苏有线扬州分公司）。7月28日下午、7月29日在邗江区黄金苑。8月6日作为确诊病例的密接被集中隔离管理，新冠病毒核酸检测结果阳性，即通过专用救护车转运至扬州市第三人民医院。8月7日被诊断为确诊病例，轻型。 |
| 306 | 男   | 5    | 8月7日   | 现住广陵区北讲经墩。确诊病例155密接。7月26日-8月3日居家。8月4日作为确诊病例的密接被集中隔离管理。8月6日新冠病毒核酸检测结果阳性，即通过专用救护车转运至扬州市第三人民医院。8月7日被诊断为确诊病例，轻型。 |
| 307 | 女   | 52   | 8月7日   | 现住广陵区文昌北苑。7月27日-29日白天至淮海路上班。7月29日-8月5日每天至苏北人民医院就诊（全程佩戴口罩）。8月6日新冠病毒核酸检测结果阳性，即通过专用救护车转运至扬州市第三人民医院。8月7日被诊断为确诊病例，轻型。 |
| 308 | 男   | 71   | 8月7日   | 现住广陵区湾头镇联合村。确诊病例38密接。7月29日晚至湾头镇联合村核酸检测点进行核酸采样。8月5日新冠病毒核酸检测结果阳性，即通过专用救护车转运至扬州市第三人民医院。8月7日被诊断为确诊病例，普通型。 |
| 309 | 男   | 52   | 8月8日   | 现住广陵区湾头镇联合村。确诊病例38密接。7月28日-8月1日早晨至湾头菜场采购后，在广福花园东记餐馆工作。7月29日下午至湾头镇联合村核酸检测点进行核酸采样。8月7日新冠病毒核酸检测结果阳性，即通过专用救护车转运至扬州市第三人民医院。8月8日被诊断为确诊病例，普通型。 |
| 310 | 女   | 52   | 8月8日   | 现住广陵区湾头镇联合村。确诊病例38密接。7月28日-8月1日早晨至湾头菜场采购后，在广福花园东记餐馆工作。7月29日下午至湾头镇联合村核酸检测点进行核酸采样。8月3日作为确诊病例的密接被集中隔离管理。8月7日新冠病毒核酸检测结果阳性，即通过专用救护车转运至扬州市第三人民医院。8月8日被诊断为确诊病例，普通型。 |
| 311 | 女   | 66   | 8月8日   | 现住广陵区汤汪乡同心村。确诊病例155密接。7月28日-8月1日居家。8月3日作为确诊病例的次密接被集中隔离管理。8月7日新冠病毒核酸检测结果阳性，即通过专用救护车转运至扬州市第三人民医院。8月8日被诊断为确诊病例，普通型。 |
| 312 | 男   | 32   | 8月8日   | 现住广陵区汤汪乡同心村。确诊病例155密接。7月28日—30日每天至联谊路曼巴地产。7月28日下午至渡江南路大润发超市（奥邦店）。8月1日至润扬中路麦德龙超市。8月3日作为确诊病例的次密接被集中隔离管理。8月7日新冠病毒核酸检测结果阳性，即通过专用救护车转运至扬州市第三人民医院。8月8日被诊断为确诊病例，普通型。 |
| 313 | 女   | 5    | 8月8日   | 现住广陵区汤汪乡同心村。确诊病例155密接。7月28日-8月2日居家。8月3日作为确诊病例的次密接被集中隔离管理。8月7日新冠病毒核酸检测结果阳性，即通过专用救护车转运至扬州市第三人民医院。8月8日被诊断为确诊病例，普通型。 |
| 314 | 男   | 42   | 8月8日   | 现住广陵区广福花园。确诊病例38密接。7月28日、30日、8月1日在渡江桥南西后街47-1号上班。7月29日晚上至湾头镇联合村核酸检测点进行核酸采样。7月30日晚至泰安镇金泰小区。7月31日晚至大润发超市（广陵店）。8月1日下午至运河家园菜场。8月3日作为确诊病例的密接被集中隔离管理。8月7日新冠病毒核酸检测结果阳性，即通过专用救护车转运至扬州市第三人民医院。8月8日被诊断为确诊病例，普通型。 |
| 315 | 女   | 41   | 8月8日   | 现住广陵区广福花园。确诊病例38密接。7月28日-30日在广陵区万杨物业有限公司上班。7月29日晚上至湾头镇联合村核酸检测点进行核酸采样。7月30日晚至泰安镇金泰小区。7月31日晚至大润发超市（广陵店）。8月3日作为确诊病例的密接被集中隔离管理。8月7日新冠病毒核酸检测结果阳性，即通过专用救护车转运至扬州市第三人民医院。8月8日被诊断为确诊病例，普通型。 |
| 316 | 男   | 56   | 8月8日   | 现住邗江区杨庄街坊。7月29日上午至大润发超市（邗江店）。8月7日新冠病毒核酸检测结果阳性，即通过专用救护车转运至扬州市第三人民医院。8月8日被诊断为确诊病例，普通型。 |
| 317 | 女   | 31   | 8月8日   | 现住广陵区九龙花园。确诊病例88密接。7月28日-30日白天在文昌西路53号手机卖场上班。7月29日下班后至亿嘉仁生鲜连锁（汶河路店）、佳一佳休闲食品（甘泉路店）、甘泉路娇莹内衣店。7月31日上午至大润发（奥邦店）。8月1日白天在万达广场（邗江店）。8月3日晚作为确诊病例的密接被集中隔离管理。8月7日新冠病毒核酸检测结果阳性，即通过专用救护车转运至扬州市第三人民医院。8月8日被诊断为确诊病例，普通型。 |
| 318 | 男   | 56   | 8月8日   | 现住广陵区广福花园。确诊病例267密接。7月28日-8月2日白天在扬州惠通股份有限公司上班。7月29日晚上至湾头镇联合村核酸检测点进行核酸采样。8月6日作为确诊病例的密接被集中隔离管理。8月7日新冠病毒核酸检测结果阳性，即通过专用救护车转运至扬州市第三人民医院。8月8日被诊断为确诊病例，普通型。 |
| 319 | 女   | 6    | 8月8日   | 现住景区梅花山庄。确诊病例134密接。7月28日-31日居家。8月1日上午至梅岭东路都喜爱精品零食超市，晚上作为确诊病例的次密接被集中隔离管理。8月7日新冠病毒核酸检测结果阳性，即通过专用救护车转运至扬州市第三人民医院。8月8日被诊断为确诊病例，轻型。 |
| 320 | 男   | 31   | 8月8日   | 现住邗江区扬州天下西华苑。确诊病例152密接。7月28日白天在邗江区邗上南路012号上班。7月29日白天至东方医院核酸检测点。7月30日-8月1日至邗江区康乐街。8月2日上午至扬州大学附属医院东区发热门诊。8月4日上午作为确诊病例的密接被集中隔离管理。8月7日新冠病毒核酸检测结果阳性，即通过专用救护车转运至扬州市第三人民医院。8月8日被诊断为确诊病例，普通型。 |
| 321 | 女   | 74   | 8月8日   | 现住广陵区广福花园。7月28日-8月4日居家。8月5日下午至锦河路与临湾路交叉路口吉买佳生活超市购物。8月7日新冠病毒核酸检测结果阳性，即通过专用救护车转运至扬州市第三人民医院。8月8日被诊断为确诊病例，普通型。 |
| 322 | 男   | 75   | 8月8日   | 现住广陵区广福花园。7月28日-8月4日居家。8月5日下午至吉买佳生活超市（广福花园店）。8月7日新冠病毒核酸检测结果阳性，即通过专用救护车转运至扬州市第三人民医院。8月8日被诊断为确诊病例，普通型。 |
| 323 | 女   | 64   | 8月8日   | 现住邗江区南宝带小区。确诊病例175密接。7月28日-31日居家。8月1日晚作为确诊病例的次密接被集中隔离管理。8月7日新冠病毒核酸检测结果阳性，即通过专用救护车转运至扬州市第三人民医院。8月8日被诊断为确诊病例，普通型。 |
| 324 | 女   | 84   | 8月8日   | 现住邗江区夏荷苑。确诊病例1密接。7月21日-28日每日早上至夏荷苑小区内超市，下午在秋南苑棋牌室。7月23日晚至扬子江中路咏香面馆（利群时代店）就餐，后至瘦西湖悦园。7月29日下午作为确诊病例的密接被集中隔离管理。7月31日新冠病毒核酸检测结果阳性。即通过专用救护车转运至扬州市第三人民医院。8月8日被诊断为确诊病例，重型。 |
| 325 | 女   | 22   | 8月8日   | 现住广陵区运河人家。确诊病例160密接。7月28日-8月1日白天在交通银行信用卡客户服务中心上班。8月1日晚至单位员工超市、小区附近华联超市购物。8月6日凌晨作为确诊病例的密接被集中隔离管理。8月8日新冠病毒核酸检测结果阳性，即通过专用救护车转运至扬州市第三人民医院，被诊断为确诊病例，普通型。 |
| 326 | 男   | 9    | 8月8日   | 现住广陵区湾头镇联合村。确诊病例38密接。7月29日下午至湾头镇联合村核酸检测点进行核酸采样。8月2日作为确诊病例的密接被集中隔离管理。8月7日新冠病毒核酸检测结果阳性，即通过专用救护车转运至扬州市第三人民医院。8月8日被诊断为确诊病例，普通型。 |
| 327 | 女   | 82   | 8月8日   | 现住开发区宝带新村。确诊病例235密接。7月28日-8月6日居家。8月7日作为确诊病例的密接被集中隔离管理。8月8日新冠病毒核酸检测结果阳性，即通过专用救护车转运至扬州市第三人民医院，被诊断为确诊病例，普通型。 |
| 328 | 男   | 79   | 8月8日   | 现住广陵区湾头镇联合村。确诊病例38密接。7月29日、31日至湾头镇联合村核酸检测点进行核酸采样。8月6日晚被集中隔离管理。8月8日新冠病毒核酸检测结果阳性，即通过专用救护车转运至扬州市第三人民医院，被诊断为确诊病例，普通型。 |
| 329 | 女   | 78   | 8月8日   | 现住广陵区湾头镇联合村。确诊病例38密接。7月29日、31日至湾头镇联合村核酸检测点进行核酸采样。8月5日上午至湾头镇福牛生鲜超市。8月6日晚被集中隔离管理。8月8日新冠病毒核酸检测结果阳性，即通过专用救护车转运至扬州市第三人民医院，被诊断为确诊病例，普通型。 |
| 330 | 女   | 59   | 8月8日   | 现住广陵区湾头镇联合村。确诊病例38密接。7月29日至湾头镇联合村核酸检测点进行核酸采样。7月31日下午至吉买佳生活超市（广福花园店）。8月2日下午至湾头镇福牛生鲜超市。8月6日新冠病毒核酸检测结果阳性。即通过专用救护车转运至扬州市第三人民医院。8月8日被诊断为确诊病例，普通型。 |
| 331 | 男   | 55   | 8月8日   | 现住广陵区江广智慧城。确诊病例38密接。7月29日晚至湾头镇联合村核酸检测点进行核酸采样。7月30日在扬州市中集通华股份有限公司上班。8月2日下午至广陵区体操馆核酸检测点进行核酸采样。8月4日被集中隔离管理。8月8日新冠病毒核酸检测结果阳性，即通过专用救护车转运至扬州市第三人民医院，被诊断为确诊病例，普通型。 |
| 332 | 男   | 60   | 8月8日   | 现住广陵区文昌花园。确诊病例206密接。8月2日上午至扬州大学附属医院东区发热门诊。8月4日作为确诊病例的次密接被集中隔离管理。8月7日新冠病毒核酸检测结果阳性，即通过专用救护车转运至扬州市第三人民医院。8月8日被诊断为确诊病例，普通型。 |
| 333 | 女   | 66   | 8月8日   | 现住邗江区武塘小区。确诊病例260密接。7月28日早晨至四季园附近包子店。8月3日早晨至武塘小区巷子里卖菜。8月7日下午由120救护车送至扬州大学附属医院西区发热门诊，新冠病毒核酸检测结果阳性，即通过专用救护车转运至扬州市第三人民医院。8月8日被诊断为确诊病例，普通型。 |
| 334 | 女   | 58   | 8月8日   | 现住邗江区莱东苑。确诊病例26密接。7月21日-27日下午在莱东苑华双棋牌室。7月30日早晨至美琪农贸市场。7月31日早晨至瓜洲镇菜场。8月4日凌晨作为确诊病例的密接被集中隔离管理。8月7日新冠病毒核酸检测结果阳性，即通过专用救护车转运至扬州市第三人民医院。8月8日被诊断为确诊病例，普通型。 |
| 335 | 女   | 31   | 8月8日   | 现住邗江区念香苑。确诊病例160密接。7月28日-8月1日白天在交通银行信用卡客户服务中心上班。7月29日、8月1日晚至罗森便利店（四望亭店）。7月30日晚至罗森便利店（四望亭店、琼花观店），后至四望亭路129号食撩店购物。8月8日新冠病毒核酸检测结果阳性，即通过专用救护车转运至扬州市第三人民医院，被诊断为确诊病例，普通型。 |
| 336 | 男   | 23   | 8月8日   | 现住广陵区天顺花园。确诊病例160密接。7月28日-29日、7月31-8月1日在交通银行信用卡客户服务中心上班。8月7日新冠病毒核酸检测结果阳性，即通过专用救护车转运至扬州市第三人民医院。8月8日被诊断为确诊病例，普通型。 |
| 337 | 女   | 37   | 8月8日   | 现住广陵区城东路35号。确诊病例242密接。8月1日晚至运河西路华润苏果超市购物。8月4日凌晨作为确诊病例的次密接被集中隔离管理。8月7日新冠病毒核酸检测结果阳性，即通过专用救护车转运至扬州市第三人民医院。8月8日被诊断为确诊病例，普通型。 |
| 338 | 男   | 27   | 8月8日   | 现住广陵区恒大翡翠华庭。确诊病例160密接。7月29日-30日、8月1日白天在交通银行信用卡客户服务中心上班。7月29日晚至新东路菜妈妈生鲜集市购物。7月31日下午至吉买佳生活超市（和昌店）购物。8月2日上午至华庭农贸市场买菜。8月3日上午至安林路利家利友便利店购物。8月8日新冠病毒核酸检测结果阳性，即通过专用救护车转运至扬州市第三人民医院，被诊断为确诊病例，普通型。 |
| 339 | 女   | 30   | 8月8日   | 现住广陵区五台山路15号。确诊病例160密接。7月28日、7月30日-8月5日在交通银行信用卡客户服务中心上班。8月6日凌晨由120救护车送至扬州大学附属医院西区发热门诊，新冠病毒核酸检测结果阳性。即通过专用救护车转运至扬州市第三人民医院。8月8日被诊断为确诊病例，普通型。 |
| 340 | 男   | 3    | 8月8日   | 现住江都区仙女镇双沟供销社宿舍。确诊病例224密接。8月1日上午至仙女镇樊套农贸市场、双沟桥南肉摊、仙女镇双仙北路明星水果店。8月5日作为确诊病例的次密接被集中隔离管理。8月8日新冠病毒核酸检测结果阳性，即通过专用救护车转运至扬州市第三人民医院，被诊断为确诊病例，轻型。 |
| 341 | 女   | 28   | 8月8日   | 现住江都区仙女镇双沟供销社宿舍。确诊病例224密接。7月28日-29日、31日上午至双沟农贸市场。7月30日下午至居住地附近干货店，晚上至双沟农贸市场附近苏昊超市。8月1日上午至双沟农贸市场、双仙南路宏信龙超市、仙女镇樊套农贸市场、双沟桥南肉摊、仙女镇双仙北路明星水果店。8月2日上午至双沟农贸市场，晚上至双仙中路润生堂大药房。8月4日下午至老张水果店(苏昊超市门口)。8月5日作为确诊病例的次密接被集中隔离管理。8月8日新冠病毒核酸检测结果阳性，即通过专用救护车转运至扬州市第三人民医院，被诊断为确诊病例，轻型。 |
| 342 | 男   | 74   | 8月8日   | 现住邗江区冬梅苑。确诊病例204密接。7月28日-8月4日居家。8月5日作为确诊病例的密接被集中隔离管理，新冠病毒核酸检测结果阳性。即通过专用救护车转运至扬州市第三人民医院。8月8日被诊断为确诊病例，普通型。 |
| 343 | 男   | 50   | 8月8日   | 现住邗江区蒋王街道四联村。确诊病例20密接。7月27日-29日至四季园农贸市场旁蕲艾艾灸馆、凯莱花园。7月27日至江都汽车城、四季园玉林大排档、玉林大排档附近棋牌室、凯莱花园北门旁药店。7月28日至玉林大排档附近棋牌室、江阳商贸城东29号鞋厂。7月29日至淮海路街舞培训店、南苑小区南门大排档、苏北人民医院及附近高邮鱼汤面。7月30日作为确诊病例的密接被集中隔离管理。后新冠病毒核酸检测结果阳性，通过专用救护车转运至扬州市第三人民医院。8月8日被诊断为确诊病例，普通型。 |
| 344 | 男   | 12   | 8月8日   | 现住邗江区西湖镇俞桥村。7月28日-8月7日居家，偶尔至邻居家。8月8日新冠病毒核酸检测结果阳性，即通过专用救护车转运至扬州市第三人民医院，被诊断为确诊病例，普通型。 |
| 345 | 女   | 31   | 8月8日   | 现住邗江区新庄二村。7月28日-8月5日、8月7日在南通西路98号（苏北人民医院）上班。7月30日至万象汇一楼购物。8月1日、3日-7日宿甘泉路柚子酒店。8月2日宿维也纳酒店（文昌阁店）。8月8日新冠病毒核酸检测结果阳性，即通过专用救护车转运至扬州市第三人民医院，被诊断为确诊病例，轻型。 |
| 346 | 男   | 75   | 8月8日   | 现住邗江区秋南新寓。7月28日早上至四季园农贸市场。7月31日在社区工作人员陪同下至扬州大学附属医院西区就诊。8月7日晚由120救护车转运至扬州大学附属医院西区。8月8日新冠病毒核酸检测结果阳性，即通过专用救护车转运至扬州市第三人民医院，被诊断为确诊病例，普通型。 |
| 347 | 女   | 76   | 8月9日   | 现住邗江区春竹苑。7月21日-27日曾至秋南苑棋牌室。7月29日早上至四季园农贸市场。8月8日新冠病毒核酸检测结果阳性，即通过专用救护车转运至扬州市第三人民医院。8月9日被诊断为确诊病例，普通型。 |
| 348 | 女   | 82   | 8月9日   | 现住邗江区春竹苑。确诊病例254密接。7月29日上午至扬子江中路博士后口腔诊所。7月30日清晨至大地四季园幼儿园附近小超市。8月8日新冠病毒核酸检测结果阳性，即通过专用救护车转运至扬州市第三人民医院。8月9日被诊断为确诊病例，普通型。 |
| 349 | 女   | 68   | 8月9日   | 现住邗江区春竹苑。确诊病例231密接。7月29日晚上至维扬路343号市气象局工作。7月30日清晨至小区内李周农贸市场。8月6日作为确诊病例的密接被集中隔离管理。8月8日新冠病毒核酸检测结果阳性，即通过专用救护车转运至扬州市第三人民医院。8月9日被诊断为确诊病例，普通型。 |
| 350 | 女   | 72   | 8月9日   | 现住邗江区秋桂苑。确诊病例230密接。7月29日-8月6日居家。8月7日新冠病毒核酸检测结果阳性。即通过专用救护车转运至扬州市第三人民医院。8月9日被诊断为确诊病例，普通型。 |
| 351 | 男   | 26   | 8月9日   | 现住邗江区武塘社区288号。确诊病例119密接。7月29日下午至扬子江北路比亚迪大华4S店。8月7日作为确诊病例的密接被集中隔离管理。8月8日新冠病毒核酸检测结果阳性，即通过专用救护车转运至扬州市第三人民医院。8月9日被诊断为确诊病例，普通型。 |
| 352 | 女   | 7    | 8月9日   | 现住邗江区花瓶苑。7月29日-8月8日居家。8月9日新冠病毒核酸检测结果阳性，即通过专用救护车转运至扬州市第三人民医院，被诊断为确诊病例，轻型。 |
| 353 | 男   | 49   | 8月9日   | 现住邗江区兰苑。7月29日中午至扬子江中路利群时代超市西南角家和豆浆店。8月6日下午至扬州大学附属医院西区发热门诊。8月8日新冠病毒核酸检测结果阳性，即通过专用救护车转运至扬州市第三人民医院。8月9日被诊断为确诊病例，普通型。 |
| 354 | 男   | 67   | 8月9日   | 现住邗江区春竹苑。7月29日白天在扬子江中路江苏恒运动力科技有限公司工作，中午至扬子江中路利群时代超市西南角家和豆浆店就餐。8月2日下午至小区内东大门北侧小卖部购物。8月8日新冠病毒核酸检测结果阳性，即通过专用救护车转运至扬州市第三人民医院。8月9日被诊断为确诊病例，普通型。 |
| 355 | 女   | 59   | 8月9日   | 现住邗江区弘扬花园。确诊病例1密接。7月21日、23日-28日白天在扬子江北路凯德广场东园小馆工作。7月29日作为确诊病例的密接被集中隔离管理。8月8日新冠病毒核酸检测结果阳性，即通过专用救护车转运至扬州市第三人民医院。8月9日被诊断为确诊病例，普通型。 |
| 356 | 男   | 6    | 8月9日   | 现住邗江区武庄小区。7月29日-8月7日居家。8月8日新冠病毒核酸检测结果阳性，即通过专用救护车转运至扬州市第三人民医院。8月9日被诊断为确诊病例，轻型。 |
| 357 | 女   | 51   | 8月9日   | 现住邗江区蜀景花园。确诊病例152密接。7月29日至鸿福三村西侧小盘谷花店。7月30日早上至小区对面百家购超市。7月31日晚至鸿福三村西侧小盘谷花店。8月6日作为确诊病例的密接被集中隔离管理。8月8日新冠病毒核酸检测结果阳性，即通过专用救护车转运至扬州市第三人民医院。8月9日被诊断为确诊病例，轻型。 |
| 358 | 女   | 24   | 8月9日   | 现住广陵区和昌运河东郡。7月29日-30日在广陵区江苏宏昌天马物流装备有限公司工作。7月30日晚上至和昌运河东郡附近菜妈妈生鲜集市、吉买佳生活超市（和昌店）。7月31日下午至吉买佳生活超市（和昌店）。8月8日新冠病毒核酸检测结果阳性。即通过专用救护车转运至扬州市第三人民医院。8月9日被诊断为确诊病例，轻型。 |
| 359 | 男   | 53   | 8月9日   | 现住景区江阳佳园。确诊病例154密接。7月29日-30日在某旅游公司上班，往返于荷花池与杨庙镇，执行单位班车业务。8月3日至小区惠生活百货超市、佳园超市。8月4日晚至小区惠生活百货超市。8月5日下午、8月7日晚至佳园超市购物。8月8日作为确诊病例的密接被集中隔离管理。8月9日新冠病毒核酸检测结果阳性，即通过专用救护车转运至扬州市第三人民医院，被诊断为确诊病例，普通型。 |
| 360 | 女   | 52   | 8月9日   | 现住广陵区湾头镇联合村。确诊病例38密接。7月29日晚至湾头镇联合村核酸检测点进行核酸采样。7月30日、31日在运河西路扬州城庆电子科技有限公司上班。8月7日新冠病毒核酸检测结果阳性，即通过专用救护车转运至扬州市第三人民医院。8月9日被诊断为确诊病例，普通型。 |
| 361 | 女   | 52   | 8月9日   | 现住广陵区湾头镇联合村。确诊病例38密接。7月29日晚至湾头镇联合村核酸检测点进行核酸采样。8月7日新冠病毒核酸检测结果阳性，即通过专用救护车转运至扬州市第三人民医院。8月9日被诊断为确诊病例，普通型。 |
| 362 | 女   | 66   | 8月9日   | 现住广陵区运河水府。确诊病例127密接。7月29日-30日居家。7月31日晚作为确诊病例的次密接被集中隔离管理。8月8日新冠病毒核酸检测结果阳性，即通过专用救护车转运至扬州市第三人民医院。8月9日被诊断为确诊病例，普通型。 |
| 363 | 男   | 89   | 8月9日   | 现住开发区淮左郡。确诊病例199密接。7月29日-8月3日居家。8月4日晚至扬州大学附属医院西区发热门诊。8月5日作为确诊病例的次密接被集中隔离管理。8月8日新冠病毒核酸检测结果阳性，即通过专用救护车转运至扬州市第三人民医院。8月9日被诊断为确诊病例，重型。 |
| 364 | 女   | 56   | 8月9日   | 现住景区玉器街22号。7月29日、30日早上至宏信龙生活超市（玉器街店）。7月31日下午至亿嘉仁生鲜连锁(汶河路店)。8月6日被集中隔离管理。8月7日新冠病毒核酸检测结果阳性，即通过专用救护车转运至扬州市第三人民医院。8月9日被诊断为确诊病例，普通型。 |
| 365 | 男   | 58   | 8月9日   | 现住景区玉器街22号。7月29日-8月2日每日至花都汇4号馆。8月5日下午至百信缘大药房（国庆路店）。8月6日被集中隔离管理。8月7日新冠病毒核酸检测结果阳性，即通过专用救护车转运至扬州市第三人民医院。8月9日被诊断为确诊病例，普通型。 |
| 366 | 男   | 66   | 8月9日   | 现住景区玉器街22号。7月29日-8月2日每日至花都汇4号馆。8月5日下午至百信缘大药房（国庆路店）。8月6日被集中隔离管理。8月7日新冠病毒核酸检测结果阳性，即通过专用救护车转运至扬州市第三人民医院。8月9日被诊断为确诊病例，普通型。 |
| 367 | 男   | 23   | 8月9日   | 现住广陵区和昌运河东郡。7月29日-8月1日每天在信息产业园京东大厦上班。8月8日新冠病毒核酸检测结果阳性，即通过专用救护车转运至扬州市第三人民医院。8月9日被诊断为确诊病例，轻型。 |
| 368 | 男   | 41   | 8月9日   | 现住广陵区和昌运河东郡。7月30日、31日上午至江阳东路与渡江南路交叉口天瑞府（建设中）工地，中午至附近一饭店就餐。31日晚至天瑞府（建设中）附近一饭店就餐。8月3日凌晨至小区门口的达润烟酒商行，后至菜妈妈生鲜集市。8月8日新冠病毒核酸检测结果阳性，即通过专用救护车转运至扬州市第三人民医院。8月9日被诊断为确诊病例，普通型。 |
| 369 | 女   | 29   | 8月9日   | 现住广陵区运河人家。7月29日-8月1日每天在信息产业园京东大厦上班。8月8日下午被集中隔离管理，晚上由120救护车转运至扬大附属医院西区发热门诊就诊，新冠病毒核酸检测结果阳性。8月9日通过专用救护车转运至扬州市第三人民医院，被诊断为确诊病例，轻型。 |
| 370 | 女   | 44   | 8月9日   | 现住广陵区湾头镇联合村。确诊病例278密接。7月30日、31日、8月2日、5日至湾头镇联合村核酸检测点进行核酸采样。8月7日作为确诊病例的密接被集中隔离管理。8月8日新冠病毒核酸检测结果阳性。8月9日通过专用救护车转运至扬州市第三人民医院，被诊断为确诊病例，普通型。 |
| 371 | 男   | 68   | 8月9日   | 现住广陵区顾庄新村。确诊病例132密接。7月29日-30日、8月2日-4日在扬州玉器厂上班。8月6日下午至顾庄社区居委会大厅。8月7日凌晨被集中隔离管理。8月9日新冠病毒核酸检测结果阳性，即通过专用救护车转运至扬州市第三人民医院，被诊断为确诊病例，普通型。 |
| 372 | 女   | 7    | 8月9日   | 现住广陵区顾庄新村。确诊病例132密接。7月29日-30日、8月2日-4日在扬州玉器厂上班。8月6日下午至顾庄社区居委会大厅。8月7日凌晨被集中隔离管理。8月9日新冠病毒核酸检测结果阳性，即通过专用救护车转运至扬州市第三人民医院，被诊断为确诊病例，普通型。 |
| 373 | 女   | 51   | 8月9日   | 现住广陵区湾头镇联合村。确诊病例38密接。7月29日-30日上午至荷花池阳光里，7月29日晚至湾头镇联合村核酸检测点进行核酸采样。8月7日被集中隔离管理。8月8日由120救护车送至扬州大学附属医院西区发热门诊，新冠病毒核酸检测结果阳性，即通过专用救护车转运至扬州市第三人民医院。8月9日被诊断为确诊病例，普通型。 |
| 374 | 男   | 3    | 8月9日   | 现住广陵区文昌花园。确诊病例152密接。7月29日-8月1日居家。8月2日上午至扬州大学附属医院东区发热门诊。8月4日作为确诊病例的密接被集中隔离管理。8月8日晚新冠病毒核酸检测结果阳性，即通过专用救护车转运至扬州市第三人民医院。8月9日被诊断为确诊病例，轻型。 |
| 375 | 女   | 59   | 8月9日   | 现住广陵区汤汪乡同心村。确诊病例60密接。7月30日-8月3日至联谊花园、连运小区附近。8月3日晚作为确诊病例的密接被集中隔离。8月9日新冠病毒核酸检测结果阳性，即通过专用救护车转运至扬州市第三人民医院，被诊断为确诊病例，普通型。 |
| 376 | 女   | 32   | 8月9日   | 现住广陵区汤汪乡同心村。确诊病例155密接。7月29日-30日、8月1日白天在连运路江苏瀛乾线上律师事务所上班，中午至汤汪花园。8月1日下午至麦德龙超市、江都南路东方国际食品城。8月3日晚作为确诊病例的次密接被集中隔离管理。8月8日新冠病毒核酸检测结果阳性。即通过专用救护车转运至扬州市第三人民医院。8月9日被诊断为确诊病例，普通型。 |
| 377 | 女   | 34   | 8月9日   | 现住邗江区新城河路国税局宿舍。确诊病例38密接。7月29日-30日、8月1日白天在连运路江苏瀛乾线上律师事务所上班，中午至汤汪花园。8月1日下午至麦德龙超市、江都南路东方国际食品城。8月3日晚作为确诊病例的次密接被集中隔离管理。8月8日新冠病毒核酸检测结果阳性。即通过专用救护车转运至扬州市第三人民医院。8月9日被诊断为确诊病例，普通型。 |
| 378 | 男   | 57   | 8月9日   | 现住广陵区湾头镇联合村。确诊病例121密接。7月29日-31日在湾头镇联合村。8月1日-3日在和昌运河东郡。8月4日作为确诊病例的密接被集中隔离管理。8月8日新冠病毒核酸检测结果阳性，即通过专用救护车转运至扬州市第三人民医院。8月9日被诊断为确诊病例，普通型。 |
| 379 | 女   | 42   | 8月9日   | 现住邗江区幸福小区。确诊病例120密接。7月26日-29日白天在扬州五丰富春食品有限公司上班。7月28日-30日每天至永辉超市（万达广场店）。7月29日下午至新城花园菜场北方姐妹馒头店。7月30日上午至东花园开花老面馒头店。7月31日晚上至兴城西路南北码头、小潘水果店。8月3日作为确诊病例的密接被集中隔离管理。8月5日新冠病毒核酸检测结果阳性。即通过专用救护车转运至扬州市第三人民医院。8月9日被诊断为确诊病例，普通型。 |
| 380 | 男   | 17   | 8月9日   | 现住邗江区幸福小区。确诊病例379密接。7月29日-8月2日居家。8月3日作为确诊病例的次密接被集中隔离管理。8月5日新冠病毒核酸检测结果阳性。即通过专用救护车转运至扬州市第三人民医院。8月9日被诊断为确诊病例，轻型。 |
| 381 | 女   | 34   | 8月9日   | 现住邗江区冬梅苑。确诊病例204密接。7月29日-8月4日居家。8月5日作为确诊病例的密接被集中隔离管理。8月8日由120救护车送至扬州大学附属医院西区发热门诊，新冠病毒核酸检测结果阳性。即通过专用救护车转运至扬州市第三人民医院。8月9日被诊断为确诊病例，轻型。 |
| 382 | 女   | 68   | 8月9日   | 现住扬子江北路426号。确诊病例218密接。7月21日-27日下午至乐够棋牌室。7月29日早上至石塔农贸市场。8月5日作为确诊病例的密接被集中隔离管理。8月8日新冠病毒核酸检测结果阳性。8月9日被诊断为确诊病例，普通型。 |
| 383 | 女   | 70   | 8月9日   | 现住邗江区雍华府。确诊病例149密接。7月30日作为确诊病例的次密接被集中隔离管理。8月4日夜里由120救护车转运至扬州大学附属医院西区发热门诊就诊。8月8日新冠病毒核酸检测结果阳性，即通过专用救护车转运至扬州市第三人民医院。8月9日被诊断为确诊病例，普通型。 |
| 384 | 女   | 42   | 8月9日   | 现住邗江区竹西新村。确诊病例162密接。7月29日早上至小区门口生鲜超市。7月29日-31日白天在汶河北路瘦西湖君亭酒店上班。8月1日至大润发超市（维扬店）。8月2日早上至安平路小梅子平价蔬果店、涟水草鸡店。8月6日作为确诊病例的密接被集中隔离管理。8月8日新冠病毒核酸检测结果阳性，即通过专用救护车转运至扬州市第三人民医院。8月9日被诊断为确诊病例，普通型。 |
| 385 | 女   | 73   | 8月9日   | 现住邗江区武塘社区289号。确诊病例221密接。7月28日上午至四季园农贸市场。8月6日作为确诊病例的密接被集中隔离管理。8月8日夜里由120救护车转运至扬州大学附属医院西区发热门诊就诊，新冠病毒核酸检测结果阳性，即通过专用救护车转运至扬州市第三人民医院。8月9日被诊断为确诊病例，普通型。 |
| 386 | 女   | 72   | 8月9日   | 现住邗江区柳湖南苑。7月29日-8月7日居家。8月8日晚至扬州大学附属医院西区发热门诊就诊，新冠病毒核酸检测结果阳性，即通过专用救护车转运至扬州市第三人民医院。8月9日被诊断为确诊病例，普通型。 |
| 387 | 女   | 22   | 8月9日   | 现住广陵区金辉优步花园。确诊病例160密接。7月29日-30日在交银信息数据有限公司扬州分公司上班。7月29日晚至大润发超市（广陵店）。8月1日-7日在公司吃住。8月7日被集中隔离管理。8月8日新冠病毒核酸检测结果阳性，即通过专用救护车转运至扬州市第三人民医院。8月9日被诊断为确诊病例，普通型。 |
| 388 | 女   | 25   | 8月9日   | 现住开发区淮左郡。确诊病例199密接。7月28日下午至啁末食光（顺达店）、罗森便利店（康乐新村店）。8月4日晚至扬州大学附属医院西区发热门诊。8月5日至新港名兴花园旁好吉便利店、百果园PAGODA（淮左郡庄园店）。8月5日晚作为确诊病例的密接被集中隔离管理。8月9日新冠病毒核酸检测结果阳性，即通过专用救护车转运至扬州市第三人民医院，被诊断为确诊病例，轻型。 |
| 389 | 女   | 61   | 8月9日   | 现住邗江区宰庄小区。确诊病例141密接。7月30日晚至扬子江中路利群时代超市。8月4日晚由120救护车送至扬州大学附属医院西区发热门诊就诊。8月5日作为确诊病例的密接被集中隔离管理。8月9日新冠病毒核酸检测结果阳性，即通过专用救护车转运至扬州市第三人民医院，被诊断为确诊病例，普通型。 |
| 390 | 女   | 38   | 8月9日   | 现住邗江区金地酩悦。7月24日晚上-31日早晨在南京出差，24日-27日宿于维也纳酒店（板桥开发区店），28日-30日宿于桔子水晶酒店（板桥吾悦广场店）。7月31日下午持新冠病毒核酸检测阴性证明回到家中。8月1日早上至真州路中国石化加油站。8月1日、4日在兰苑核酸检测点工作。8月5日在莱东苑核酸检测点工作。8月1日-7日宿栩豪丽呈睿轩酒店。8月8日下午至扬州市妇幼保健院发热门诊就诊。8月9日凌晨至扬州大学附属医院西区发热门诊就诊，新冠病毒核酸检测结果阳性，即通过专用救护车转运至扬州市第三人民医院，被诊断为确诊病例，普通型。 |
| 391 | 男   | 67   | 8月9日   | 现住邗江区武塘小区。确诊病例220密接。7月30日作为确诊病例的次密接被集中隔离管理。8月8日新冠病毒核酸检测结果阳性，即通过专用救护车转运至扬州市第三人民医院。8月9日被诊断为确诊病例，普通型。 |
| 392 | 男   | 48   | 8月9日   | 现住邗江区宏溪新苑。确诊病例78密接。7月29日至吉安路龙德超市、汊河街道世纪联华超市。7月30日、31日至吉安路龙德超市。8月3日作为确诊病例的密接被集中隔离管理。8月8日新冠病毒核酸检测结果阳性，即通过专用救护车转运至扬州市第三人民医院。8月9日被诊断为确诊病例，普通型。 |
| 393 | 男   | 45   | 8月9日   | 现住邗江区幸福小区。确诊病例379密接。7月29日在永辉超市（万达广场店）上班，期间至东花园集贸市场、新城花园农贸市场。7月30日-31日在永辉超市（万达广场店）上班。7月31日上午至新城花园农贸市场。8月3日作为确诊病例的次密接被集中隔离管理。8月8日新冠病毒核酸检测结果阳性，即通过专用救护车转运至扬州市第三人民医院。8月9日被诊断为确诊病例，普通型。 |
| 394 | 女   | 64   | 8月9日   | 现住邗江区康乐新村。7月29日-8月7日居家。8月8日新冠病毒核酸检测结果阳性，即通过专用救护车转运至扬州市第三人民医院。8月9日被诊断为确诊病例，普通型。 |
| 395 | 女   | 39   | 8月10日  | 现住广陵区九龙花园。确诊病例120密接。7月30日白天在扬州五丰富春食品有限公司上班。8月3日作为确诊病例的密接被集中隔离管理。8月9日新冠病毒核酸检测结果阳性，即通过专用救护车转运至扬州市第三人民医院。8月10日被诊断为确诊病例，轻型。 |
| 396 | 女   | 90   | 8月10日  | 现住邗江区和美第。确诊病例113密接。8月2日晚由120救护车转运至苏北人民医院发热门诊就诊。8月3日被集中隔离管理。8月8日新冠病毒核酸检测结果阳性。即通过专用救护车转运至扬州市第三人民医院。8月10日被诊断为确诊病例，普通型。 |
| 397 | 男   | 42   | 8月10日  | 现住扬子江北路568号。确诊病例146密接。7月30日、31日上午至双塘东路江阳菜市场。7月31日、8月2日至维扬路168号（扬州广播电视总台）。8月4日作为确诊病例的密接被集中隔离管理。8月10日新冠病毒核酸检测结果阳性，即通过专用救护车转运至扬州市第三人民医院，被诊断为确诊病例，普通型。 |
| 398 | 男   | 35   | 8月10日  | 现住邗江区武塘综合楼。确诊病例190密接。7月30日、31日上午至开发区吴州东路186号，下午至扬子江中路利群时代超市。8月5日作为确诊病例的密接被集中隔离管理。8月9日新冠病毒核酸检测结果阳性，即通过专用救护车转运至扬州市第三人民医院。8月10日被诊断为确诊病例，普通型。 |
| 399 | 男   | 42   | 8月10日  | 现住邗江区金阳苑。确诊病例274密接。7月30日、7月31日上午在渡江南路扬州市华瑞劳务公司。7月31日晚、8月2日晚至双佳超市（百祥巷）购物。8月7日作为确诊病例的密接被集中隔离管理。8月9日晚新冠病毒核酸检测结果阳性，即通过专用救护车转运至扬州市第三人民医院。8月10日被诊断为确诊病例，普通型。 |
| 400 | 女   | 42   | 8月10日  | 现住邗江区金阳苑。确诊病例274密接。7月30日-8月3日在芝心披萨店。8月7日作为确诊病例的密接被集中隔离管理。8月9日晚新冠病毒核酸检测结果阳性，即通过专用救护车转运至扬州市第三人民医院。8月10日被诊断为确诊病例，普通型。 |
| 401 | 女   | 53   | 8月10日  | 现住开发区蒋庄新寓。7月31日白天在开发区德欧机电有限公司。8月9日新冠病毒核酸检测结果阳性。即通过专用救护车转运至扬州市第三人民医院。8月10日被诊断为确诊病例，普通型。 |
| 402 | 女   | 57   | 8月10日  | 现住邗江区杨庄街坊。7月30日-8月8日居家。8月10日新冠病毒核酸检测结果阳性，即通过专用救护车转运至扬州市第三人民医院，被诊断为确诊病例，普通型。 |
| 403 | 男   | 25   | 8月10日  | 现住广陵区连运小区。7月30日-8月5日居家。8月6日晚至扬州大学附属医院西区发热门诊就诊。8月9日晚新冠病毒核酸检测结果阳性，即通过专用救护车转运至扬州市第三人民医院。8月10日被诊断为确诊病例，普通型。 |
| 404 | 女   | 67   | 8月10日  | 现住广陵区东方名城。7月30日-8月8日居家。8月9日新冠病毒核酸检测结果阳性，即通过专用救护车转运至扬州市第三人民医院。8月10日被诊断为确诊病例，普通型。 |
| 405 | 女   | 14   | 8月10日  | 现住广陵区东方名城。确诊病例404密接。7月30日-8月8日居家。8月9日新冠病毒核酸检测结果阳性。8月10日凌晨通过专用救护车转运至扬州市第三人民医院，被诊断为确诊病例，普通型。 |
| 406 | 女   | 26   | 8月10日  | 现住广陵区广福花园。7月30日-31日、8月1日上午在邗江区万达广场。7月31日早晨至湾头镇金陵渔具店，晚至湾头镇好又多超市。8月9日新冠病毒核酸检测结果阳性，即通过专用救护车转运至扬州市第三人民医院。8月10日被诊断为确诊病例，普通型。 |
| 407 | 女   | 1    | 8月10日  | 现住广陵区滨河苑。确诊病例217密接。7月31日-8月6日居家。8月7日晚作为确诊病例的密接被集中隔离管理。8月9日新冠病毒核酸检测结果阳性，即通过专用救护车转运至扬州市第三人民医院。8月10日被诊断为确诊病例，轻型。 |
| 408 | 女   | 85   | 8月10日  | 现住邗江区冬梅苑。7月30日-8月9日居家。8月10日凌晨新冠病毒核酸检测结果阳性，即通过专用救护车转运至扬州市第三人民医院，被诊断为确诊病例，普通型。 |
| 409 | 女   | 19   | 8月10日  | 现住邗江区怡莱酒店（四望亭店）。确诊病例151密接。7月30日-8月2日在海底捞火锅（中集文昌店）上班。7月30日晚上、31日下午至文昌西路扬州站（火车站）。8月6日作为确诊病例的密接被集中隔离管理。8月10日新冠病毒核酸检测结果阳性，即通过专用救护车转运至扬州市第三人民医院，被诊断为确诊病例，普通型。 |
| 410 | 女   | 56   | 8月10日  | 现住邗江区念四新村。确诊病例1密接。7月29日作为确诊病例的密接被集中隔离管理。8月9日新冠病毒核酸检测结果阳性。8月10日通过专用救护车转运至扬州市第三人民医院，被诊断为确诊病例，普通型。 |
| 411 | 女   | 49   | 8月10日  | 现住广陵区翠月花园。确诊病例106密接。7月30日下午至天顺花园、和昌运河东郡附近。7月31日下午至明发江湾城、和昌运河东郡、东方名城附近。8月1日至和昌运河东郡、东方名城、翠月南苑附近。8月3日晚作为确诊病例的密接被集中隔离管理。8月10日新冠病毒核酸检测结果阳性，即通过专用救护车转运至扬州市第三人民医院，被诊断为确诊病例，普通型。 |
| 412 | 男   | 32   | 8月10日  | 现住邗江区京华城荟景苑。确诊病例390密接。8月1日-9日集中管理。8月10日新冠病毒核酸检测结果阳性，即通过专用救护车转运至扬州市第三人民医院，被诊断为确诊病例，普通型。 |
| 413 | 女   | 27   | 8月10日  | 现住邗江区文昌中路单位宿舍。确诊病例390密接。8月1日-9日集中管理。8月10日新冠病毒核酸检测结果阳性，即通过专用救护车转运至扬州市第三人民医院，被诊断为确诊病例，普通型。 |
| 414 | 女   | 33   | 8月10日  | 现住邗江区尚城。7月30日下午至顺达路啁末食光、附近超市。7月31日、8月2日上午在邗江中路万达广场上班。8月1日、8月9日上午至小区门口天猫超市。8月5日中午至邗江中路万达广场、顺达路啁末食光。8月8日下午至华阳西路立祥超市（邗江店）。8月9日新冠病毒核酸检测结果阳性，即通过专用救护车转运至扬州市第三人民医院。8月10日被诊断为确诊病例，轻型。 |
| 415 | 男   | 8    | 8月10日  | 现住邗江区尚城。确诊病例414密接。7月30日下午至顺达路啁末食光、附近超市。8月8日下午至华阳西路立祥超市（邗江店）。8月9日新冠病毒核酸检测结果阳性，即通过专用救护车转运至扬州市第三人民医院。8月10日被诊断为确诊病例，轻型。 |
| 416 | 女   | 57   | 8月10日  | 现住邗江区尚城。确诊病例414密接。7月29日至8月4日期间曾至邗江中路心满逸足足疗店。7月30日晚至新城花园。8月3日下午至小区北门超市。8月9日新冠病毒核酸检测结果阳性，即通过专用救护车转运至扬州市第三人民医院。8月10日被诊断为确诊病例，普通型。 |
| 417 | 男   | 7    | 8月10日  | 现住景区广储组39号。确诊病例68密接。7月31日-8月2日居家。8月3日晚作为确诊病例的密接被集中隔离管理。8月10日新冠病毒核酸检测结果阳性，即通过专用救护车转运至扬州市第三人民医院，被诊断为确诊病例，轻型。 |
| 418 | 男   | 17   | 8月10日  | 现住开发区南宝带小区。7月30日-8月6日居家。8月7日作为确诊病例的次密接被集中隔离管理。8月10日被120救护车转运至扬州大学附属医院西区发热门诊就诊，新冠病毒核酸检测结果阳性，即通过专用救护车转运至扬州市第三人民医院，被诊断为确诊病例，轻型。 |
| 419 | 男   | 5    | 8月10日  | 现住开发区静安阳光花都。确诊病例101密接。7月30日、31日居家。8月1日晚至蝶湖公园对面药房。8月3日作为确诊病例的密接被集中隔离管理。8月9日新冠病毒核酸检测结果阳性，即通过专用救护车转运至扬州市第三人民医院。8月10日被诊断为确诊病例，轻型。 |
| 420 | 男   | 32   | 8月10日  | 现住开发区南宝带小区。确诊病例234密接。7月30日-8月5日居家。8月6日作为确诊病例的密接被集中隔离管理。8月9日新冠病毒核酸检测结果阳性，即通过专用救护车转运至扬州市第三人民医院。8月10日被诊断为确诊病例，普通型。 |
| 421 | 女   | 71   | 8月10日  | 现住邗江区秋南新寓。确诊病例346密接。7月29日-8月6日居家。8月7日晚由120救护车转运至扬州大学附属医院西区发热门诊。8月8日新冠病毒核酸检测结果阳性，即通过专用救护车转运至扬州市第三人民医院。8月10日被诊断为确诊病例，普通型。 |
| 422 | 男   | 27   | 8月10日  | 现住广陵区运河人家。确诊病例160密接。7月31日-8月1日在交银信息数据有限公司扬州分公司上班。8月2日-7日被隔离管理。8月8日新冠病毒核酸检测结果阳性。即通过专用救护车转运至扬州市第三人民医院。8月10日被诊断为确诊病例，普通型。 |
| 423 | 女   | 33   | 8月10日  | 现住广陵区和昌运河东郡。确诊病例358密接。7月31日上午至吉买佳生活超市（和昌店）。8月9日被集中隔离管理。8月10日新冠病毒核酸检测结果阳性，即通过专用救护车转运至扬州市第三人民医院，被诊断为确诊病例，普通型。 |
| 424 | 女   | 29   | 8月10日  | 现住广陵区湾头镇联合村。确诊病例326密接。7月30日-8月1日居家。8月2日被集中隔离管理。8月9日新冠病毒核酸检测结果阳性，即通过专用救护车转运至扬州市第三人民医院。8月10日被诊断为确诊病例，普通型。 |
| 425 | 女   | 43   | 8月10日  | 现住广陵区九龙花园。7月30日-31日在维扬路小邵龙虾上班。8月2日凌晨、8月6日下午至扬州大学附属医院东区就诊。8月8日上午至扬州大学附属医院西区就诊。8月10日新冠病毒核酸检测结果阳性，即通过专用救护车转运至扬州市第三人民医院，被诊断为确诊病例，普通型。 |
| 426 | 男   | 21   | 8月10日  | 现住广陵区九龙花园。确诊病例425密接。7月30日晚上至翠岗路福源药膳鸡就餐。8月9日上午至沙口小学附近，后至新城花园农贸市场。8月10日新冠病毒核酸检测结果阳性，即通过专用救护车转运至扬州市第三人民医院，被诊断为确诊病例，普通型。 |
| 427 | 男   | 34   | 8月10日  | 现住广陵区天福花园。7月30日在仁丰里小剧场工地上班，早上至甘泉路共和春，下午至汶河南路绝味鸭脖、蜜雪冰城。7月31日晚上至吉买佳生活超市（广福花园店）。8月1日上午至陈家庄惠康超市。8月10日新冠病毒核酸检测结果阳性，即通过专用救护车转运至扬州市第三人民医院，被诊断为确诊病例，普通型。 |
| 428 | 男   | 6    | 8月10日  | 现住广陵区名城运河佳园。确诊病例430密接。7月30日-31日、8月1日上午在万福西路轻舒汽车修理厂。8月1日下午、8月5日下午至运河佳园农贸市场。8月10日新冠病毒核酸检测结果阳性，即通过专用救护车转运至扬州市第三人民医院，被诊断为确诊病例，轻型。 |
| 429 | 男   | 57   | 8月10日  | 现住广陵区天福花园。确诊病例427密接。7月30日下午至江都区曹王中心小学附近。7月31日上午至江都区金鑫电器新厂，下午至江都区曹王中心小学附近、湾头镇政府。8月10日新冠病毒核酸检测结果阳性，即通过专用救护车转运至扬州市第三人民医院，被诊断为确诊病例，普通型。 |
| 430 | 男   | 58   | 8月10日  | 现住广陵区名城运河佳园。7月30日-31日、8月1日上午在万福西路轻舒汽车修理厂。8月1日下午、8月5日下午至运河佳园农贸市场。8月3日下午至大润发超市（广陵店）。8月10日新冠病毒核酸检测结果阳性，即通过专用救护车转运至扬州市第三人民医院，被诊断为确诊病例，轻型。 |
| 431 | 男   | 57   | 8月10日  | 现住广陵区名城运河佳园。确诊病例430密接。7月30日-31日、8月1日上午在万福西路轻舒汽车修理厂。8月1日下午、8月5日下午至运河佳园农贸市场。8月9日下午至运河佳园农贸市场。8月10日新冠病毒核酸检测结果阳性，即通过专用救护车转运至扬州市第三人民医院，被诊断为确诊病例，普通型。 |
| 432 | 男   | 68   | 8月10日  | 现住邗江区金阳苑。确诊病例274密接。7月30日、8月1日-2日早上至金鑫综合市场。8月6日早上至百祥园南门水果摊。8月7日作为确诊病例的密接被集中隔离管理。8月10日新冠病毒核酸检测结果阳性，即通过专用救护车转运至扬州市第三人民医院，被诊断为确诊病例，普通型。 |
| 433 | 男   | 58   | 8月10日  | 现住邗江区尚城。7月30日中午至汇金谷西呦韩式炸鸡店，下午至新城花园鑫芝布艺。7月31日上午至汇金谷西呦韩式炸鸡店，后至金鑫综合市场，晚上至大润发超市（邗江店），后至顺达路振兴花园附近日月明批发超市。8月3日下午至邗江南路如果便利店。8月10日新冠病毒核酸检测结果阳性，即通过专用救护车转运至扬州市第三人民医院，被诊断为确诊病例，普通型。 |
| 434 | 女   | 65   | 8月10日  | 现住邗江区竹西街道黄金村。7月30日下午、8月4日上午至亿嘉仁生鲜连锁超市（扬州新都店）。8月9日新冠病毒核酸检测结果阳性。即通过专用救护车转运至扬州市第三人民医院。8月10日被诊断为确诊病例，普通型。 |
| 435 | 男   | 67   | 8月10日  | 现住邗江区竹西街道黄金村。7月30日-8月8日居家。8月9日新冠病毒核酸检测结果阳性。即通过专用救护车转运至扬州市第三人民医院。8月10日被诊断为确诊病例，普通型。 |
| 436 | 男   | 14   | 8月10日  | 现住邗江区美琪小区。7月31日晚至大润发超市（邗江店）。8月9日新冠病毒核酸检测结果阳性，即通过专用救护车转运至扬州市第三人民医院。8月10日被诊断为确诊病例，轻型。 |
| 437 | 女   | 6    | 8月10日  | 现住广陵区汤汪乡同心村。确诊病例155密接。8月4日作为确诊病例的密接被集中隔离管理。8月9日新冠病毒核酸检测结果阳性，即通过专用救护车转运至扬州市第三人民医院。8月10日被诊断为确诊病例，轻型。 |
| 438 | 男   | 23   | 8月10日  | 现住广陵区和昌运河东郡。确诊病例160密接。7月30日-8月1日白天在交银信息数据有限公司扬州分公司上班。8月1日下午至吉买佳生活超市（和昌店）。8月3日凌晨至新东路菜妈妈生鲜集市。8月8日上午由社区工作人员陪同至扬州大学附属医院西区急诊科、武警江苏总队医院发热门诊就诊，新冠病毒核酸检测结果阳性，即通过专用救护车转运至扬州市第三人民医院。8月10日被诊断为确诊病例，普通型。 |
| 439 | 女   | 4    | 8月10日  | 现住广陵区汤汪乡同心村。确诊病例155密接。8月3日晚作为确诊病例的次密接被集中隔离管理。8月9日新冠病毒核酸检测结果阳性,即通过专用救护车转运至扬州市第三人民医院。8月10日被诊断为确诊病例，轻型。 |
| 440 | 女   | 77   | 8月10日  | 现住广陵区天顺花园。8月1日-8日居家。8月9日新冠病毒核酸检测结果阳性。即通过专用救护车转运至扬州市第三人民医院。8月10日被诊断为确诊病例，普通型。 |
| 441 | 女   | 63   | 8月10日  | 现住广陵区杉湾花园。7月30日至文苑路菜妈妈生鲜超市。8月5日-6日在扬州大学附属医院西区发热门诊就诊。8月9日新冠病毒核酸检测结果阳性。即通过专用救护车转运至扬州市第三人民医院。8月10日被诊断为确诊病例，普通型。 |
| 442 | 男   | 65   | 8月10日  | 现住景区窦庄新村。7月30日下午至文昌中路招商银行（扬州广陵支行）。8月9日新冠病毒核酸检测结果阳性。即通过专用救护车转运至扬州市第三人民医院。8月10日被诊断为确诊病例，普通型。 |
| 443 | 女   | 65   | 8月10日  | 现住景区窦庄新村。确诊病例442密接。8月1日上午至梅岭东路窦庄菜场。8月9日新冠病毒核酸检测结果阳性。即通过专用救护车转运至扬州市第三人民医院。8月10日被诊断为确诊病例，普通型。 |
| 444 | 男   | 46   | 8月10日  | 现住广陵区九龙花园。确诊病例425密接。7月30日至杉湾花园旺龙苑、西苑小区、庆峰北郡、兰香苑、宋夹城体育休闲公园等地附近。7月31日-8月1日至杉湾花园旺龙苑、兰香苑等地附近。8月2日至杉湾花园旺龙苑、汤汪区域医疗卫生中心、扬州大学附属医院东区等地附近。8月3日至杉湾花园旺龙苑、金湖湾小区、宏溪新苑等地附近。8月4日至杉湾花园旺龙苑附近。8月5日至金诚红膏大闸蟹。8月6日至郭氏超市。8月7日至批发市场。8月9日新冠病毒核酸检测结果阳性。即通过专用救护车转运至扬州市第三人民医院。8月10日被诊断为确诊病例，普通型。 |
| 445 | 女   | 55   | 8月10日  | 现住广陵区广福花园。确诊病例309密接。7月30日-31日在广福花园东记餐馆上班。8月2日至广福花园好又多超市。8月10日新冠病毒核酸检测结果阳性，即通过专用救护车转运至扬州市第三人民医院，被诊断为确诊病例，普通型。 |
| 446 | 男   | 78   | 8月10日  | 现住邗江区春竹苑。7月29日-8月8日居家。8月9日新冠病毒核酸检测结果阳性。即通过专用救护车转运至扬州市第三人民医院。8月10日被诊断为确诊病例，普通型。 |
| 447 | 女   | 8    | 8月10日  | 现住广陵区皇宫花园。确诊病例94密接。8月2日作为确诊病例的密接被集中隔离管理。8月6日上午由120救护车送至扬州大学附属医院东区发热门诊就诊，新冠病毒核酸检测结果阳性，即通过专用救护车转运至扬州市第三人民医院。8月10日被诊断为确诊病例，轻型。 |
| 448 | 女   | 44   | 8月10日  | 现住广陵区湾头镇联合村。7月30日-31日至秋雨路田蜜家人理疗店、翠月嘉苑。8月6日晚被集中隔离管理。8月10日新冠病毒核酸检测结果阳性，即通过专用救护车转运至扬州市第三人民医院，被诊断为确诊病例，普通型。 |
| 449 | 女   | 50   | 8月11日  | 现住开发区淮左郡。确诊病例199密接。7月31日-8月3日居家。8月4日晚至扬州大学附属医院西区发热门诊。8月5日作为确诊病例的密接被集中隔离管理。8月10日新冠病毒核酸检测结果阳性。8月11日被诊断为确诊病例，普通型。 |
| 450 | 女   | 50   | 8月11日  | 现住景区史可法东路。确诊病例332密接。7月31日下午、8月1日上午、8月2日下午在先锋广场金谷粮店。8月6日作为确诊病例的次密接被集中隔离管理。8月10日新冠病毒核酸检测结果阳性。8月11日被诊断为确诊病例，普通型。 |
| 451 | 男   | 31   | 8月11日  | 现住景区奥园观庭。7月31日上午至瘦西湖新苑门口小超市。8月2日-5日居家。8月6日被集中隔离管理。8月10日新冠病毒核酸检测结果阳性。8月11日被诊断为确诊病例，普通型。 |
| 452 | 女   | 60   | 8月11日  | 现住广陵区滨河苑。确诊病例217密接。7月31日-8月7日居家。8月2日上午至广陵区方圈门农贸市场。8月7日作为确诊病例的密接被集中隔离管理。8月10日新冠病毒核酸检测结果阳性。8月11日被诊断为确诊病例，轻型。 |
| 453 | 女   | 87   | 8月11日  | 现住广陵区滨河苑。确诊病例452密接。7月31日-8月6日居家。8月7日作为确诊病例的密接被集中隔离管理。8月10日新冠病毒核酸检测结果阳性。8月11日被诊断为确诊病例，普通型。 |
| 454 | 男   | 56   | 8月11日  | 现住开发区淮左郡。确诊病例199密接。7月31日-8月3日居家。8月4日晚至扬州大学附属医院西区发热门诊。8月5日晚作为确诊病例的密接被集中隔离管理。8月10日新冠病毒核酸检测结果阳性。8月11日被诊断为确诊病例，普通型。 |
| 455 | 男   | 9    | 8月11日  | 现住邗江区武塘社区289号。确诊病例221密接。7月31日-8月5日居家。8月6日晚作为确诊病例的密接被集中隔离管理。8月10日新冠病毒核酸检测结果阳性。8月11日被诊断为确诊病例，轻型。 |
| 456 | 男   | 6    | 8月11日  | 现住邗江区念香苑。确诊病例335密接。7月31日-8月7日居家。8月8日作为确诊病例的密接被集中隔离管理。8月10日新冠病毒核酸检测结果阳性。8月11日被诊断为确诊病例，轻型。 |
| 457 | 女   | 39   | 8月11日  | 现住广陵区滨河苑。确诊病例205密接。7月31日-8月3日居家。8月4日下午至广陵区三祝庵28号、罗森便利店（何园店）、好享柒超市。8月5日-6日居家。8月7日作为确诊病例的密接被集中隔离管理。8月10日新冠病毒核酸检测结果阳性。8月11日被诊断为确诊病例，轻型。 |
| 458 | 女   | 33   | 8月11日  | 现住开发区金湖湾。7月31日-8月9日被集中隔离管理。8月10日新冠病毒核酸检测结果阳性。8月11日被诊断为确诊病例，轻型。 |
| 459 | 男   | 59   | 8月11日  | 现住广陵区文昌北苑。确诊病例307密接。7月31日-8月6日每天至文昌北苑菜场买菜。8月7日-9日作为确诊病例的密接被集中隔离管理。8月10日新冠病毒核酸检测结果阳性。8月11日被诊断为确诊病例，普通型。 |
| 460 | 女   | 58   | 8月11日  | 现住邗江区杨庄街坊。确诊病例316密接。7月31日-8月8日居家。8月9日作为确诊病例的密接被集中隔离管理。8月10日新冠病毒核酸检测结果阳性。8月11日被诊断为确诊病例，轻型。 |
| 461 | 女   | 47   | 8月11日  | 现住邗江区兰苑小区。确诊病例353密接。7月31日上午至荷花池农贸市场、宝塔路公交站务点。8月1日-7日居家。8月8日晚作为确诊病例的密接被集中隔离管理。8月10日新冠病毒核酸检测结果阳性。8月11日被诊断为确诊病例，普通型。 |
| 462 | 女   | 63   | 8月11日  | 现住开发区南宝带小区。7月31日-8月10日被集中隔离管理。8月11日新冠病毒核酸检测结果阳性，同日被诊断为确诊病例，普通型。 |
| 463 | 男   | 42   | 8月11日  | 现住开发区阳光花都。确诊病例23密接。7月31日-8月10日作为确诊病例的密接被集中隔离管理。8月11日新冠病毒核酸检测结果阳性，同日被诊断为确诊病例，普通型。 |
| 464 | 男   | 61   | 8月11日  | 现住广陵区滨河苑。7月31日-8月4日居家。8月5日晚-6日中午在扬州大学附属医院西区发热门诊。8月7日被集中隔离管理。8月10日新冠病毒核酸检测结果阳性。8月11日被诊断为确诊病例，普通型。 |
| 465 | 男   | 39   | 8月11日  | 现住邗江区新港名城花园。确诊病例106密接。7月31日-8月2日在泰州路45号（扬州市第一人民医院）上班。8月3日-9日在邗江中路368号（扬州大学附属医院西区）上班，宿单位宿舍。8月10日新冠病毒核酸检测结果阳性。8月11日被诊断为确诊病例，普通型。 |
| 466 | 男   | 37   | 8月11日  | 现住邗江区华鼎星城。确诊病例465密接。7月31日-8月10日在邗江中路368号（扬州大学附属医院西区）上班。8月3日-10日宿单位宿舍。8月11日新冠病毒核酸检测结果阳性，同日被诊断为确诊病例，普通型。 |
| 467 | 男   | 33   | 8月11日  | 现住邗江区京华城御景苑。确诊病例465密接。7月31日在邗江中路368号（扬州大学附属医院西区）上班。8月1日下午至世纪联华超市（扬州京华城店）。8月2日-10日在单位上班，8月3日-10日宿单位宿舍。8月10日新冠病毒核酸检测结果阳性。8月11日被诊断为确诊病例，轻型。 |
| 468 | 女   | 81   | 8月11日  | 现住广陵区天福花园。确诊病例427密接。7月31日-8月9日居家。8月10日新冠病毒核酸检测结果阳性。8月11日被诊断为确诊病例，普通型。 |
| 469 | 男   | 26   | 8月11日  | 现住广陵区湾头镇联合村。确诊病例290密接。7月31日在文昌西路458号（扬州职业大学）上班。8月1日-8日居家。8月9日作为确诊病例的密接被集中隔离管理。8月10日新冠病毒核酸检测结果阳性。8月11日被诊断为确诊病例，轻型。 |
| 470 | 女   | 34   | 8月11日  | 现住广陵区滨河苑。确诊病例452密接。7月31日-8月3日在大润发超市（江阳店）上班。8月7日被集中隔离管理。8月11日新冠病毒核酸检测结果阳性，同日被诊断为确诊病例，普通型。 |
| 471 | 女   | 24   | 8月11日  | 现住广陵区怡莱江南岸智慧酒店。7月31日-8月10日在江阳东路怡莱江南岸智慧酒店上班。7月31日晚至怡莱酒店（东关街）。8月1日至怡莱酒店（东关街），下午至大润发超市（广陵店）。8月2日至单位门口附近水果店。8月10日新冠病毒核酸检测结果阳性。8月11日被诊断为确诊病例，轻型。 |
| 472 | 女   | 33   | 8月11日  | 现住广陵区天福花园。确诊病例427密接。7月31日-8月9日居家。8月10日新冠病毒核酸检测结果阳性。8月11日被诊断为确诊病例，轻型。 |
| 473 | 女   | 10   | 8月11日  | 现住广陵区天福花园。确诊病例427密接。7月31日-8月9日居家。8月10日新冠病毒核酸检测结果阳性。8月11日被诊断为确诊病例，轻型。 |
| 474 | 男   | 38   | 8月11日  | 现住广陵区运河壹号公馆。确诊病例164密接。7月31日-8月1日、8月3日-6日居家。8月2日在五台山路18号（扬州市市政设施管理处）值班。8月7日被集中隔离管理。8月10日新冠病毒核酸检测结果阳性。8月11日被诊断为确诊病例，轻型。 |
| 475 | 女   | 8    | 8月11日  | 现住江都区仙女镇双沟供销社宿舍。确诊病例224密接。7月31日晚至江都区仙女镇双沟村农商行宿舍。8月1日-4日居家。8月5日作为确诊病例的次密接被集中隔离管理。8月11日新冠病毒核酸检测结果阳性，同日被诊断为确诊病例，轻型。 |
| 476 | 女   | 47   | 8月11日  | 现住邗江区月亮园。确诊病例158密接。7月31日上午至金林苑核酸检测点（全程佩戴口罩），下午在宝带新村核酸检测点（全程佩戴口罩）。8月1日-3日在金林苑核酸检测点（全程佩戴口罩）。8月3日晚至罗森便利店（兴城东路店）。8月4日作为确诊病例的密接被集中隔离管理。8月7日新冠病毒核酸检测结果阳性。8月11日被诊断为确诊病例，普通型。 |
| 477 | 男   | 27   | 8月11日  | 现住开发区蒋庄新寓。确诊病例401密接。7月30日-8月9日居家。8月10日由专用救护车送至扬州市第三人民医院。8月11日新冠病毒核酸检测结果阳性，同日被诊断为确诊病例，普通型。 |
| 478 | 女   | 44   | 8月11日  | 现住开发区宝带新村。确诊病例25密接。7月31日-8月3日居家。8月4日作为确诊病例的密接被集中隔离管理。8月8日新冠病毒核酸检测结果阳性。8月11日被诊断为确诊病例，普通型。 |
| 479 | 女   | 47   | 8月11日  | 现住广陵区湾头镇联合村。7月31日-8月8日居家。8月9日被集中隔离管理。8月10日新冠病毒核酸检测结果阳性。8月11日被诊断为确诊病例，普通型。 |
| 480 | 女   | 17   | 8月11日  | 现住邗江区竹西新村。确诊病例384密接。7月31日-8月7日居家。8月8日下午至史可法路张家果蔬鸿福店、史可法北路舒惠平价超市。8月10日作为确诊病例的密接被集中隔离管理。8月11日新冠病毒核酸检测结果阳性，同日被诊断为确诊病例，普通型。 |
| 481 | 男   | 43   | 8月11日  | 现住邗江区竹西新村。确诊病例384密接。7月31日-8月5日在东关街中间监控室上班。7月31日下午至月明苑。8月8日下午至史可法路张家果蔬鸿福店、史可法北路舒惠平价超市。8月10日作为确诊病例的密接被集中隔离管理。8月11日新冠病毒核酸检测结果阳性，同日被诊断为确诊病例，普通型。 |
| 482 | 女   | 43   | 8月11日  | 现住广陵区广福花园。确诊病例314密接。7月31日居家。8月1日至广陵区体操馆附近超市。8月2日-8日居家。8月9日作为确诊病例的密接被集中隔离管理。8月10日新冠病毒核酸检测结果阳性。8月11日被诊断为确诊病例，普通型。 |
| 483 | 女   | 66   | 8月11日  | 现住广陵区汤汪乡同心村。确诊病例155密接。7月31日-8月2日居家。8月3日作为确诊病例的次密接被集中隔离管理。8月7日新冠病毒核酸检测结果阳性。8月11日被诊断为确诊病例，普通型。 |
| 484 | 男   | 65   | 8月11日  | 现住广陵区广福花园。7月31日-8月10日居家。8月11日由120救护车送至武警江苏省总队医院发热门诊，新冠病毒核酸检测结果阳性，同日被诊断为确诊病例，轻型。 |
| 485 | 男   | 9    | 8月11日  | 现住广陵区广福花园。确诊病例482密接。7月31日-8月8日居家。8月9日作为确诊病例的次密接被集中隔离管理。8月10日新冠病毒核酸检测结果阳性。8月11日被诊断为确诊病例，轻型。 |
| 486 | 女   | 22   | 8月12日  | 现住广陵区九龙花园。确诊病例425密接。8月1日-3日在旺盈公寓酒店（宿舍）。8月4日-8日居家。8月9日上午至小区北门怀善超市购物。8月10日居家。8月11日作为确诊病例的密接被集中隔离管理，新冠病毒核酸检测结果阳性。8月12日被诊断为确诊病例，普通型。 |
| 487 | 女   | 75   | 8月12日  | 现住邗江区佳家花园。8月1日-10日居家。8月11日至扬州大学附属医院西区发热门诊就诊，新冠病毒核酸检测结果阳性。8月12日被诊断为确诊病例，重型。 |
| 488 | 女   | 81   | 8月12日  | 现住景区大虹桥路34-1。8月1日-2日居家。8月3日下午由120救护车转运至苏北人民医院急诊就诊。8月4日-5日居家。8月6日晚由120救护车转运至扬州大学附属医院西区发热门诊就诊。8月7日-10日居家。8月11日下午至苏北人民医院发热门诊就诊，新冠病毒核酸检测结果阳性。8月12日被诊断为确诊病例，普通型。 |
| 489 | 男   | 68   | 8月12日  | 现住邗江区宰庄小区。确诊病例389密接。8月1日-3日每天在印象汇（沃尔玛）二楼。8月4日-9日居家。8月10日下午作为确诊病例的密接被集中隔离管理。8月11日新冠病毒核酸检测结果阳性。8月12日被诊断为确诊病例，普通型。 |
| 490 | 男   | 18   | 8月12日  | 现住广陵区天顺花园。确诊病例440密接。8月1日-4日居家。8月5日下午至美联购物连锁（观潮路店）购物。8月6日-10日居家。8月11日作为确诊病例的密接被集中隔离管理，新冠病毒核酸检测结果阳性。8月12日被诊断为确诊病例，轻型。 |
| 491 | 女   | 84   | 8月12日  | 现住邗江区莱东苑。确诊病例334密接。8月1日-3日居家。8月4日作为确诊病例的次密接被集中隔离管理。8月11日新冠病毒核酸检测结果阳性。8月12日被诊断为确诊病例，普通型。 |
| 492 | 女   | 26   | 8月12日  | 现住邗江区庆峰北郡。确诊病例160密接。8月1日白天在文昌东路6号（交通银行金融服务中心）上班，晚上至槐泗镇陈沟村。8月2日晚上至槐泗镇陈沟村。8月3日上午至槐泗镇吉祥苑。8月4日上午至槐泗镇华联超市、吉祥苑、聚福苑。8月5日-11日居家。8月11日新冠病毒核酸检测结果阳性。8月12日被诊断为确诊病例，普通型。 |
| 493 | 女   | 30   | 8月12日  | 现住广陵区和昌运河尚郡。确诊病例292密接。8月1日晚上至运河东路吉买佳生活超市（和昌店）。8月2日-10日居家。8月11日凌晨被集中隔离管理，新冠病毒核酸检测结果阳性。8月12日被诊断为确诊病例，轻型。 |
| 494 | 女   | 32   | 8月12日  | 现住开发区桂香苑。8月1日上午在兴城东路博众教育成人培训机构上班，中午至维扬路三华园果品（新城花园店）。8月2日、5日、7日、8日居家。8月3日晚至维扬路悠悠佳。8月4日上午至苏北人民医院。8月6日上午、9日下午至扬州大学附属医院西区。8月10日上午至扬州大学附属医院西区、百姓大药房（小区东门）、新城花园农贸市场。8月11日至扬州大学附属医院东区。8月12日新冠病毒核酸检测结果阳性，同日被诊断为确诊病例，普通型。 |
| 495 | 男   | 29   | 8月12日  | 现住开发区南宝带小区。确诊病例462密接。8月1日-10日集中隔离管理。8月11日新冠病毒核酸检测结果阳性。8月12日被诊断为确诊病例，轻型。 |
| 496 | 男   | 4    | 8月12日  | 现住邗江区武塘综合楼。确诊病例190密接。8月1日-4日居家。8月5日作为确诊病例的密接被集中隔离管理。8月11日新冠病毒核酸检测结果阳性。8月12日被诊断为确诊病例，轻型。 |
| 497 | 女   | 55   | 8月12日  | 现住邗江区月明苑。8月1日居家。8月2日下午至扬州大学附属医院东区、苏北人民医院发热门诊。8月3日-10日居家。8月11日新冠病毒核酸检测结果阳性。8月12日被诊断为确诊病例，普通型。 |
| 498 | 女   | 14   | 8月12日  | 现住邗江区兰苑小区。8月1日-5日居家。8月6日下午-7日在扬州大学附属医院西区发热门诊就诊。8月8日-11日居家。8月12日新冠病毒核酸检测结果阳性，同日被诊断为确诊病例，轻型。 |
| 499 | 女   | 28   | 8月12日  | 现住广陵区蓝海现代城。确诊病例160密接。8月1日在文昌东路6号（交通银行金融服务中心）上班。8月2日-10日居家。8月11日被集中隔离管理。8月12日新冠病毒核酸检测结果阳性，同日被诊断为确诊病例，普通型。 |
| 500 | 女   | 17   | 8月12日  | 现住广陵区广福花园。确诊病例406密接。8月1日-9日居家。8月10日作为确诊病例的密接被集中隔离管理。8月11日晚由120救护车转运至苏北人民医院发热门诊，新冠病毒核酸检测结果阳性。8月12日被诊断为确诊病例，轻型。 |
| 501 | 女   | 82   | 8月12日  | 现住广陵区广福花园。确诊病例321、322密接。8月1日-10日居家。8月11日作为确诊病例的密接被集中隔离管理，新冠病毒核酸检测结果阳性。8月12日被诊断为确诊病例，普通型。 |
| 502 | 男   | 37   | 8月12日  | 现住平山路333号单位宿舍。8月1日-11日在单位。期间，8月1日晚至槐泗镇小钱庄。8月4日晚至苏北人民医院发热门诊就诊。8月12日新冠病毒核酸检测结果阳性，同日被诊断为确诊病例，普通型。 |
| 503 | 男   | 49   | 8月12日  | 现住平山路333号单位宿舍。8月1日-11日在单位。8月12日新冠病毒核酸检测结果阳性，同日被诊断为确诊病例，轻型。 |
| 504 | 男   | 8    | 8月12日  | 现住邗江区美琪小区。确诊病例436密接。8月1日-9日居家。8月10日作为确诊病例的密接被集中隔离管理。8月11日新冠病毒核酸检测结果阳性。8月12日被诊断为确诊病例，轻型。 |
| 505 | 男   | 13   | 8月12日  | 现住邗江区金阳苑。确诊病例274密接。8月1日-6日居家。8月7日作为确诊病例的密接被集中隔离管理。8月12日新冠病毒核酸检测结果阳性，同日被诊断为确诊病例，轻型。 |
| 506 | 女   | 19   | 8月12日  | 现住邗江区金阳苑。确诊病例274密接。8月1日-6日居家。8月7日作为确诊病例的密接被集中隔离管理。8月11日新冠病毒核酸检测结果阳性。8月12日被诊断为确诊病例，轻型。 |
| 507 | 女   | 84   | 8月12日  | 现住邗江区柳湖南苑。确诊病例386密接。8月1日-10日居家。8月11日作为确诊病例的密接被集中隔离管理。8月12日新冠病毒核酸检测结果阳性，同日被诊断为确诊病例，普通型。 |
| 508 | 男   | 30   | 8月12日  | 现住邗江区月明苑。确诊病例497密接。8月1日晚至大润发超市（维扬店）。8月2日下午至扬州大学附属医院东区、苏北人民医院发热门诊就诊。8月3日-11日居家。8月12日上午由120救护车送至苏北人民医院发热门诊，新冠病毒核酸检测结果阳性，同日被诊断为确诊病例，轻型。 |
| 509 | 男   | 13   | 8月12日  | 现住邗江区竹西街道黄金村。确诊病例434密接。8月1日至景区平山乡槐子组。8月2日-9日居家。8月10日作为确诊病例的密接被集中隔离管理，新冠病毒核酸检测结果阳性。8月12日被诊断为确诊病例，轻型。 |
| 510 | 女   | 35   | 8月12日  | 现住邗江区荷叶西路88号单位宿舍。8月1日-5日在单位。8月6日晚至扬州大学附属医院西区发热门诊就诊。8月8日-9日在单位。8月10日上午至荷叶西路江扬超市。8月11日至武警江苏总队医院发热门诊就诊，晚上至武警江苏总队医院旁涛涛食品商行、运河西路中石化曲江加油站。8月12日新冠病毒核酸检测结果阳性，同日被诊断为确诊病例，普通型。 |
| 511 | 女   | 40   | 8月13日  | 现住广陵区九龙花园。确诊病例393密接。8月2日居家。8月3日-9日在永辉超市（万达广场店）上班。8月9日下午下班后至永辉超市（宝龙店）购物。8月10日居家。8月11日作为确诊病例的密接被集中隔离管理。8月12日新冠病毒核酸检测结果阳性。8月13日被诊断为确诊病例，普通型。 |
| 512 | 女   | 69   | 8月13日  | 现住景区梅岭东苑。8月2日居家。8月3日下午、8月4日上午至苏北人民医院就诊。8月5日-12日居家。8月13日新冠病毒核酸检测结果阳性，同日被诊断为确诊病例，普通型。 |
| 513 | 女   | 54   | 8月13日  | 现住广陵区天福花园。确诊病例309密接。8月2日上午在陈庄惠康超市旁摊点。8月3日-7日居家。8月8日晚作为确诊病例的密接被集中隔离管理。8月12日新冠病毒核酸检测结果阳性。8月13日被诊断为确诊病例，普通型。 |
| 514 | 女   | 55   | 8月13日  | 现住景区大虹桥路34-1。确诊病例488密接。8月2日居家。8月3日下午至苏北人民医院急诊。8月4日居家。8月5日下午至扬子江路印象汇（沃尔玛超市）。8月6日晚至扬州大学附属医院西区发热门诊。8月7日居家。8月8日中午至梅岭西路凤凰桥菜场、大虹桥路谦谦百货超市。8月9日早上至梅岭西路凤凰桥菜场。8月10日-11日居家。8月12日凌晨作为确诊病例的密接被集中隔离管理。8月13日新冠病毒核酸检测结果阳性，同日被诊断为确诊病例，普通型。 |
| 515 | 女   | 16   | 8月13日  | 现住广陵区九龙花园。确诊病例395密接。8月2日居家。8月3日作为确诊病例的密接被集中隔离管理。8月12日新冠病毒核酸检测结果阳性。8月13日被诊断为确诊病例，普通型。 |
| 516 | 女   | 23   | 8月13日  | 现住广陵区三里新村。确诊病例280密接。8月2日-3日在太平北路古运南苑门面房工作。8月4日-9日居家。8月10日凌晨作为确诊病例的密接被集中隔离管理。8月12日新冠病毒核酸检测结果阳性。8月13日被诊断为确诊病例，普通型。 |
| 517 | 男   | 35   | 8月13日  | 现住广陵区三义阁。确诊病例302密接。8月2日-5日居家。8月6日作为确诊病例的密接被集中隔离管理。8月12日新冠病毒核酸检测结果阳性。8月13日被诊断为确诊病例，轻型。 |
| 518 | 女   | 59   | 8月13日  | 现住邗江区柳湖南苑。确诊病例386密接。8月2日晚上至万象汇负一楼。8月3日-4日居家。8月5日晚上至万象汇负一楼。8月6日-8日居家。8月9日早上至四望亭路路边菜摊逗留。8月10日作为确诊病例的密接被集中隔离管理。8月12日新冠病毒核酸检测结果阳性。8月13日被诊断为确诊病例，普通型。 |
| 519 | 男   | 55   | 8月13日  | 现住邗江区百祥园。8月2日-4日居家。8月5日晚被集中隔离管理。8月13日新冠病毒核酸检测结果阳性，同日被诊断为确诊病例，普通型。 |
| 520 | 女   | 15   | 8月13日  | 现住邗江区扬子江北路426号。确诊病例218密接。8月2日-4日居家。8月5日作为确诊病例的密接被集中隔离管理。8月12日新冠病毒核酸检测结果阳性。8月13日被诊断为确诊病例，普通型。 |
| 521 | 男   | 77   | 8月13日  | 现住景区佳家花园。确诊病例487密接。8月2日-5日居家。8月6日至佳家花园西侧好又多超市。8月7日居家。8月8日至佳家花园西侧好又多超市。8月9日-10日居家。8月11日被集中隔离管理。8月13日新冠病毒核酸检测结果阳性，同日被诊断为确诊病例，普通型。 |
| 522 | 女   | 63   | 8月13日  | 现住开发区南宝带小区。8月2日-12日集中隔离管理。8月13日新冠病毒核酸检测结果阳性，同日被诊断为确诊病例，普通型。 |
| 523 | 男   | 16   | 8月13日  | 现住开发区宝带新村。8月2日-12日集中隔离管理。8月13日新冠病毒核酸检测结果阳性，同日被诊断为确诊病例，普通型。 |
| 524 | 男   | 48   | 8月13日  | 现住开发区金鑫花苑。8月2日-3日在邗江南路399号上班。8月4日-5日居家。8月6日白天在公司上班。8月6日晚-9日在扬州大学附属医院西区。8月10日-11日居家。8月12日上午至扬州大学附属医院西区。8月13日新冠病毒核酸检测结果阳性，同日被诊断为确诊病例，普通型。 |
| 525 | 女   | 22   | 8月13日  | 现住开发区金鑫花苑。8月2日-3日白天在邗江南路399号上班。8月4日-8日居家。8月9日下午至亿嘉仁生鲜超市（顺达店）。8月10日-12日居家。8月13日新冠病毒核酸检测结果阳性，同日被诊断为确诊病例，普通型。 |
| 526 | 男   | 53   | 8月13日  | 现住邗江区武塘社区289号。确诊病例221、248、385、455密接。8月2日-5日居家。8月6日作为确诊病例的密接被集中隔离管理。8月12日新冠病毒核酸检测结果阳性。8月13日被诊断为确诊病例，普通型。 |
| 527 | 女   | 59   | 8月13日  | 现住广陵区治淮新村。8月2日居家。8月3日下午至扬州大学附属医院东区。8月4日-9日居家。8月10日上午至扬州大学附属医院东区。8月11日居家。8月12日新冠病毒核酸检测结果阳性。8月13日被诊断为确诊病例，普通型。 |
| 528 | 男   | 25   | 8月13日  | 现住邗江区武塘社区289号。确诊病例221密接。8月2日-5日居家。8月6日作为确诊病例的密接被集中隔离管理。8月13日新冠病毒核酸检测结果阳性，同日被诊断为确诊病例，普通型。 |
| 529 | 女   | 76   | 8月14日  | 现住邗江区春竹苑。确诊病例446密接。8月3日-8日居家。8月9日作为确诊病例的密接被集中隔离管理。8月13日新冠病毒核酸检测结果阳性。8月14日被诊断为确诊病例，普通型。 |
| 530 | 男   | 47   | 8月14日  | 现住邗江区平山路333号单位宿舍。确诊病例502密接。8月3日-5日在单位。8月6日早上至众成堂（双成店）。8月7日-11日在单位。8月12日作为确诊病例的密接被集中隔离管理。8月13日新冠病毒核酸检测结果阳性。8月14日被诊断为确诊病例，普通型。 |
| 531 | 男   | 40   | 8月14日  | 现住邗江区平山路333号单位宿舍。确诊病例502密接。8月3日-8日在单位。8月9日下午至荷叶西路慧友超市、朱塘路惠众超市。8月10日-11日在单位。8月12日作为确诊病例的密接被集中隔离管理。8月13日新冠病毒核酸检测结果阳性。8月14日被诊断为确诊病例，普通型。 |
| 532 | 男   | 38   | 8月14日  | 现住邗江区平山路333号单位宿舍。确诊病例502密接。8月3日-11日在单位。8月12日作为确诊病例的密接被集中隔离管理。8月13日新冠病毒核酸检测结果阳性。8月14日被诊断为确诊病例，普通型。 |
| 533 | 女   | 56   | 8月14日  | 现住邗江区花瓶苑。确诊病例352密接。8月3日居家。8月4日下午至大润发（邗江店）。8月5日上午至小区北门买菜。8月6日居家。8月7日中午至小区北门买菜。8月8日晚作为确诊病例的密接被集中隔离管理。8月13日新冠病毒核酸检测结果阳性。8月14日被诊断为确诊病例，普通型。 |
| 534 | 男   | 56   | 8月14日  | 现住邗江区平山路333号单位宿舍。确诊病例502密接。8月3日-10日在单位。8月11日中午至荷叶西路慧友超市、朱塘路惠众超市。8月12日作为确诊病例的密接被集中隔离管理。8月13日新冠病毒核酸检测结果阳性。8月14日被诊断为确诊病例，普通型。 |
| 535 | 男   | 33   | 8月14日  | 现住邗江区美琪小区。确诊病例436密接。8月3日-9日每天下午和晚上在望月路二人转龙虾馆。8月10日作为确诊病例的密接被集中隔离管理。8月14日新冠病毒核酸检测结果阳性，同日被诊断为确诊病例，普通型。 |
| 536 | 男   | 53   | 8月14日  | 现住邗江区平山路333号单位宿舍。确诊病例502密接。8月3日-8日在单位。8月9日上午至朱塘路惠众超市及对面超市。8月10日-11日在单位。8月12日作为确诊病例的密接被集中隔离管理。8月14日新冠病毒核酸检测结果阳性，同日被诊断为确诊病例，普通型。 |
| 537 | 男   | 64   | 8月14日  | 现住邗江区御园。确诊病例396密接。8月3日上午在南通西路98号（苏北人民医院），中午作为确诊病例的次密接被集中隔离管理。8月13日新冠病毒核酸检测结果阳性。8月14日被诊断为确诊病例，普通型。 |
| 538 | 女   | 8    | 8月14日  | 现住广陵区九龙花园。确诊病例395密接。8月3日作为确诊病例的次密接被集中隔离管理。8月14日新冠病毒核酸检测结果阳性，同日被诊断为确诊病例，轻型。 |
| 539 | 男   | 24   | 8月14日  | 现住广陵区三里新村。确诊病例516密接。8月3日在广陵区太平路腾达门窗店。8月4日-6日居家。8月7日下午至广陵区太平路腾达门窗店、汤汪路宏信龙超市。8月8日-10日居家。8月11日作为确诊病例的次密接被集中隔离管理。8月13日新冠病毒核酸检测结果阳性。8月14日被诊断为确诊病例，普通型。 |
| 540 | 女   | 47   | 8月14日  | 现住广陵区蓝海现代城。8月3日-6日在希尔顿欢朋酒店（扬州东高铁站店）。8月7日由120救护车转运至扬州大学附属医院西区发热门诊。8月8日-10日居家。8月11日下午至小区内扬大酸奶小超市。8月12日居家。8月13日新冠病毒核酸检测结果阳性。8月14日被诊断为确诊病例，普通型。 |
| 541 | 男   | 33   | 8月14日  | 现住广陵区广福花园。确诊病例406密接。8月3日-9日居家。8月10日作为确诊病例的密接被集中隔离管理。8月13日新冠病毒核酸检测结果阳性。8月14日被诊断为确诊病例，普通型。 |
| 542 | 男   | 45   | 8月14日  | 现住邗江区平山路333号单位宿舍。确诊病例502密接。8月2日-4日在单位。8月5日上午至朱塘路惠众超市。8月6日在单位。8月7日上午至朱塘路惠众超市。8月8日在单位。8月9日上午至朱塘路惠众超市。8月10日在单位。8月11日上午至朱塘路惠众超市。8月12日作为确诊病例的密接被集中隔离管理。8月13日新冠病毒核酸检测结果阳性。8月14日被诊断为确诊病例，普通型。 |
| 543 | 男   | 8    | 8月14日  | 现住邗江区武塘社区289号。确诊病例221、248密接。8月3日-5日居家。8月6日作为确诊病例的密接被集中隔离管理。8月13日新冠病毒核酸检测结果阳性。8月14日被诊断为确诊病例，轻型。 |
| 544 | 男   | 55   | 8月14日  | 现住邗江区平山路333号单位宿舍。确诊病例502密接。8月3日-4日在单位。8月5日上午至朱塘路惠众超市。8月6日-11日在单位。8月12日作为确诊病例的密接被集中隔离管理。8月14日新冠病毒核酸检测结果阳性，同日被诊断为确诊病例，普通型。 |
| 545 | 男   | 42   | 8月14日  | 现住景区广储组39号。确诊病例178、417密接。8月3日-4日上午在富民西街33号单位宿舍。8月4日下午集中隔离管理。8月13日新冠病毒核酸检测结果阳性。8月14日被诊断为确诊病例，普通型。 |
| 546 | 女   | 37   | 8月14日  | 现住邗江区扬子江北路426号。确诊病例218、382、520密接。8月3日-4日居家。8月5日作为确诊病例的密接被集中隔离管理。8月14日新冠病毒核酸检测结果阳性，同日被诊断为确诊病例，轻型。 |
| 547 | 女   | 9    | 8月15日  | 现住邗江区念香苑。确诊病例335密接。8月4日-7日居家。8月8日作为确诊病例的密接被集中隔离管理。8月15日新冠病毒核酸检测结果阳性，同日被诊断为确诊病例，轻型。 |
| 548 | 女   | 40   | 8月15日  | 现住开发区宝带新村。确诊病例523密接。8月4日-14日集中隔离管理。8月15日新冠病毒核酸检测结果阳性，同日被诊断为确诊病例，普通型。 |
| 549 | 女   | 81   | 8月15日  | 现住邗江区姚庄小区。8月4日-14日居家。8月15日新冠病毒检测结果阳性，同日被诊断为确诊病例，普通型。 |
| 550 | 女   | 54   | 8月15日  | 现住景区江阳佳园。确诊病例154密接。8月4日-7日居家。8月8日作为确诊病例的密接被集中隔离管理。8月15日新冠病毒核酸检测结果阳性，同日被诊断为确诊病例，普通型。 |
| 551 | 男   | 14   | 8月15日  | 现住广陵区广福花园。确诊病例482、483、484、485密接。8月4日-8日居家。8月9日作为确诊病例的次密接被集中隔离管理。8月15日新冠病毒核酸检测结果阳性，同日被诊断为确诊病例，轻型。 |
| 552 | 男   | 4    | 8月15日  | 现住广陵区广福花园。确诊病例427、429、468、472、473、513密接。8月4日-9日居家。8月10日作为确诊病例的密接被集中隔离管理。8月15日新冠病毒核酸检测结果阳性，同日被诊断为确诊病例，轻型。 |
| 553 | 男   | 53   | 8月16日  | 现住景区史可法东路。确诊病例364、365、450、451密接。8月4日-5日居家。8月6日早上至梅岭西路凤凰农贸市场门口，晚上被集中隔离管理。8月16日新冠病毒核酸检测结果阳性，同日被诊断为确诊病例，普通型。 |
| 554 | 女   | 57   | 8月16日  | 现住邗江区甘泉街道香巷村。8月4日-15日居家。8月16日新冠病毒核酸检测结果阳性，同日被诊断为确诊病例，普通型。 |
| 555 | 女   | 59   | 8月16日  | 现住邗江区槐泗镇陈沟村。确诊病例492密接。8月4日-11日居家。8月12日作为确诊病例的密接被集中隔离管理。8月16日新冠病毒核酸检测结果阳性，同日被诊断为确诊病例，普通型。 |
| 556 | 女   | 50   | 8月17日  | 现住开发区金鑫花苑。确诊病例524、525密接。8月5日-7日居家。8月8日上午至金鑫花苑农贸市场买菜。8月9日-12日居家。8月13日作为确诊病例的密接被集中隔离管理。8月17日新冠病毒核酸检测结果阳性，同日被诊断为确诊病例，普通型。 |
| 557 | 男   | 80   | 8月17日  | 现住邗江区方巷镇裔家村。8月5日-8日居家。8月9日在扬州大学附属医院西区发热门诊。8月10日-16日居家。8月17日新冠病毒核酸检测结果阳性，同日被诊断为确诊病例，普通型。 |
| 558 | 女   | 82   | 8月17日  | 现住邗江区方巷镇裔家村。8月5日-8日居家。8月9日在扬州大学附属医院西区发热门诊。8月10日-16日居家。8月17日新冠病毒核酸检测结果阳性，同日被诊断为确诊病例，普通型。 |
| 559 | 女   | 54   | 8月17日  | 现住邗江区荷叶东路2号。8月5日-10日居家。8月11日、12日每天上午至朱塘路惠众超市。8月13日-16日居家。8月17日新冠病毒核酸检测结果阳性，同日被诊断为确诊病例，普通型。 |
| 560 | 男   | 54   | 8月17日  | 现住邗江区荷叶东路2号。8月5日-10日居家。8月11日、12日每天上午至朱塘路惠众超市。8月13日-16日居家。8月17日新冠病毒核酸检测结果阳性，同日被诊断为确诊病例，普通型。 |
| 561 | 男   | 51   | 8月17日  | 现住邗江区方巷镇朝阳路31号。8月5日-8日在瓜洲镇洛家西路20号。8月9日-16日在方巷镇朝阳路31号。8月17日新冠病毒核酸检测结果阳性，同日被诊断为确诊病例，轻型。 |
| 562 | 男   | 27   | 8月18日  | 现住邗江区方巷镇朝阳路31号。8月6日-16日在方巷镇朝阳路31号。8月17日被集中隔离管理。8月18日新冠病毒核酸检测结果阳性，同日被诊断为确诊病例，普通型。 |
| 563 | 女   | 52   | 8月18日  | 现住广陵区恒大翡翠华庭。确诊病例338密接。8月6日-8日居家。8月9日作为确诊病例的密接被集中隔离管理。8月18日新冠病毒核酸检测结果阳性，同日被诊断为确诊病例，轻型。 |
| 564 | 男   | 22   | 8月18日  | 现住邗江区柳湖南苑。8月6日-10日居家。8月11日下午至万象汇吉麦隆超市、四望亭路优乐鲜果园。8月12日-17日居家。8月18日新冠病毒核酸检测结果阳性，同日被诊断为确诊病例，普通型。 |
| 565 | 女   | 27   | 8月19日  | 现住广陵区恒大翡翠华庭。确诊病例338密接。8月7日-9日居家。8月10日作为确诊病例的密接被集中隔离管理。8月19日新冠病毒核酸检测结果阳性，同日被诊断为确诊病例，轻型。 |
| 566 | 男   | 1    | 8月19日  | 现住广陵区恒大翡翠华庭。确诊病例338密接。8月7日-9日居家。8月10日作为确诊病例的密接被集中隔离管理。8月19日新冠病毒核酸检测结果阳性，同日被诊断为确诊病例，轻型。 |
| 567 | 女   | 28   | 8月20日  | 现住邗江区美琪小区。确诊病例436、504、535密接。8月8日-9日居家。8月10日作为确诊病例的密接被集中隔离管理。8月20日新冠病毒核酸检测结果阳性，同日被诊断为确诊病例，普通型。 |
| 568 | 女   | 35   | 8月21日  | 现住开发区金地艺境。8月9日-20日集中隔离管理。8月21日新冠病毒核酸检测结果阳性，同日被诊断为确诊病例，普通型。 |
| 569 | 女   | 24   | 8月24日  | 现住邗江区柳湖南苑。确诊病例564密接。8月12日-8月17日居家，8月18日作为确诊病例的密接被集中隔离管理。8月24日新冠病毒核酸检测结果阳性，同日被诊断为确诊病例，轻型。 |
| 570 | 男   | 61   | 8月26日  | 现住景区瘦西湖福苑。8月14日-25日居家，8月26日新冠病毒核酸检测结果阳性，同日被诊断为确诊病例，普通型。 |

### 曾有确诊病例停留的部分地点汇总
| 地点                                       | 相關确诊病例 | 停留日期                |
| ------------------------------------------ | --- | ----------------------- |
| 四季园秋南苑内24栋101室棋牌室              | #1、#3、#4、#5、#6、#9、#10、#11、#12、#13、#14、#17、#20、#21、#23、#29、#31、#32、#33、#35、#36、#40、#43、#44、#45、#46、#49、#50、#51、#53、#59、#65、#72、#73、#74、#75、#76、#77、#80、#82、#83、#84、#89、#93、#96、#102、#103、#104、#108、#109、#110、#119、#126、#144、#149、#165、#174、#182、#188、#191、#192、#194、#198、#200、#220、#230、#253、#261、#296、#298、#300、#324、#347 | 7月21日-29日            |
| 史可法东路宏远棋牌室                       | #2、#7、#8、#18、#19、#27、#28、#39、#47、#52、#66、#69、#90、#94、#127、#132、#135、#184 | 7月21日-26日            |
| 四季园菜场旁蕲艾艾灸馆                     | #20、#22、#33、#82、#93、#123、#276、#343 | 7月22日-29日            |
| 扬州五丰富春食品有限公司                   | #22、#25、#78、#120、#179、#379、#395 | 7月21日-30日            |
| 四季园菜场                                 | #22、#31、#33、#34、#41、#43、#44、#50、#51、#53、#74、#76、#83、#87、#89、#95、#102、#109、#117、#126、#145、#152、#166、#168、#169、#183、#191、#192、#193、#194、#199、#201、#204、#222、#225、#248、#257、#276、#299、#346、#385 | 7月21日-8月2日          |
| 石塔菜市场                                 | #27、#28、#30、#141、#204、#218、#244、#257、#262、#276、#293 | 7月21日-29日            |
| 莱东苑183号棋牌室                          | #28、#38、#172、#199 | 7月24日                 |
| 大润发超市（邗江店）                       | #19、#29、#50、#144、#145、#261、#263、#293、#316、#436、#533 | 7月26日-8月4日          |
| 来鹤台附近一棋牌室                         | #30 | 7月24日                 |
| 红达润生鲜超市                             | #39 | 7月21日-29日            |
| 四季园梦颜堂（四季园菜市场）艾灸           | #42 | 7月27日                 |
| 梅岭东路窦庄菜场                           | #18、#134、#135 | 7月21日-30日            |
| 梅岭东路窦庄药店                           | #47 | 7月21日-27日            |
| 冬梅苑4栋楼下棋牌室                        | #51 | 7月26日                 |
| 摆渡人家政服务有限公司                     | #52、#134、#186 | 7月21日-30日            |
| 大大棋牌室                                 | #56 | 7月21日-25日            |
| 乐够棋牌室                                 | #56、#98、#154、#382 | 7月21日-27日            |
| 湾头镇联合村核酸检测点                     | #38、#58、#61、#62、#159、#160、#161、#162、#170、#171、#197、#249、#265、#266、#267、#268、#278、#279、#285、#286、#287、#288、#290、#291、#292、#308、#309、#310、#314、#315、#326、#328、#329、#330、#331、#360、#361、#370、#373 | 7月29日-8月5日          |
| 大润发超市（维扬店）                       | #63、#136、#384 | 7月25日、8月1日         |
| 美琪农贸市场                               | #70、#76、#116、#118、#175 | 7月21日-23日、26日-31日 |
| 冠瑞健康会馆望月路店                       | #73、#75 | 7月21日-26日            |
| 秋桂苑18幢车库棋牌室                       | #84、#230、#247、#255 | 7月24日、25日           |
| 四季园秋南苑内24栋103室棋牌室              | #86 | 7月21日-27日            |
| 夏荷苑附近菜市场                           | #87 | 7月29日                 |
| 大润发超市（广陵店）                       | #91、#115、#121、#178、#181、#241、#301、#315、#387、#430、#471 | 7月26日-8月3日          |
| 宝带农贸市场                               | #56、#111 | 7月21日-26日            |
| 常乐棋牌室                                 | #119 | 7月22日-26日            |
| 扬州商城                                   | #37、#124 | 7月21日-29日            |
| 洁澄水业公司                               | #16、#125 | 7月21日-29日            |
| 大润发（奥邦店）                           | #120、#139、#312 | 7月28日、7月30日        |
| 文昌西路53号手机卖场（中国移动扬州分公司） | #88、#141、#317 | 7月21日-30日            |
| 秋雨路田蜜家人理疗店                       | #146、#147 | 7月21日-25日            |
| 念四新村旁喜洋洋棋牌室                     | #147 | 7月21日-25日            |
| 菱塘土菜馆                                 | #30、#91、#101、#113、#150、#152 | 7月27日                 |
| 海德建国酒店                               | #152、#153 | 7月24日                 |
| 秋南苑内顾氏棋牌室                         | #165 | 7月21日-22日            |
| 夏荷苑内棋牌室                             | #222 | 7月24日                 |
| 国庆路幸会棋牌室                           | #236 | 7月25日、27日、29日     |
| 邗江中路冯庄棋牌室                         | #236 | 7月26日、28日           |
| 欧尚棋牌室                                 | #236 | 7月26日                 |
| 莱东苑华双棋牌室                           | #334 | 7月26日                 |

## 救治与康复工作
疫情发生后，江苏省内其他地级市派遣医疗救治团队进驻扬州开展患者的救治工作，另外中国大陆知名医疗专家及医疗救治团队亦有进驻，大部分医务人员有支援武汉的经验。据扬州市新冠肺炎定点收治医院临时党委书记、苏北人民医院院长束余声介绍，各组牵头负责重症病人治疗的医疗组长汇报病人的病情、转归、下一步治疗方案，以及医疗、护理、院感各方面存在的问题与困难。束余声同时表示，扬州本次疫情的特点是老年人占比高达约41%，年龄最高90多岁，基础病多、合并症多，而且感染发生早、病情发展快，给救治带来了严峻挑战。在治疗方面，扬州采用中西医结合、规范化治疗，多学科参与制定“一人一策”个性化方案治疗。对转为重型、危重型患者则会开展抗病毒治疗和呼吸支持等，积极使用恢复期血浆，改善脏器功能，减轻病情严重程度。对于老年人特别是有基础疾病的患者，则采用“早诊断早干预”的策略。截至8月24日，此轮疫情重症、危重症患者清零，重点转变为基础疾病的治疗。
在扬州市第三人民医院被确定为扬州市定点收治医院之后，医院将院区腾空，并按照定点收治医院的院感要求进行流程再造、病房改扩建，配备了呼吸机、监护仪等。目前新投入仪器设备622台，其中呼吸机（含有创无创）68台、监护仪90台、高流量呼吸治疗仪44台、ECMO两台、震动排痰仪9台、其他409台。8月13日，扬州市第二人民医院（苏北人民医院北区分院）作为扬州市定点康复医院正式启用，治愈后的患者将被送入该院进行康复观察。

## 反应与影响

### 扬州市

#### 地区风险
7月30日，首批通报感染者住所邗江区双桥街道念四新村小区、武塘社区文昌路以南、明月路以北、维扬路以西、新城河路以东区域调整为中风险地区。
7月31日，扬州市邗江区双桥街道杨庄街坊、武塘社区明月路以南、文汇西路以北、维扬路以西、新城河路以东区域、西湖镇俞桥村俞桥组、广陵区汶河街道石塔社区淮海路157号大院、东关街道彩衣街34号调整为中风险地区。
8月1日，扬州市邗江区双桥街道武塘社区明月路以南、文汇西路以北、维扬路以西、新城河路以东区域由中风险地区调整为高风险地区；另有8个地区调整为中风险地区。
8月2日，扬州市15个地区调整为中风险地区，涵盖广陵区、邗江区、经济技术开发区和蜀冈-瘦西湖风景名胜区。
8月3日，扬州市邗江区双桥街道武塘社区文昌西路以南、文汇西路以北、维扬路以西、新城河路以东区域调整为高风险地区（包括原高风险地区扬州市邗江区双桥街道武塘社区明月路以南、文汇西路以北、维扬路以西、新城河路以东区域和原中风险地区扬州市邗江区双桥街道武塘社区文昌西路以南、明月路以北、维扬路以西、新城河路以东区域），另调整10个中风险地区。
8月4日，扬州7个地区调整为中风险地区，翌日再新增15个中风险地区。
8月6日，扬州市5个地区调整为中风险地区。
8月7日下午，扬州市新增5个中风险地区。
8月8日，广陵区湾头镇联合村由中风险地区调整为高风险地区，另外中风险地区新增10个。
8月9日，扬州市新增8个中风险地区。
8月10日，扬州市新增7个中风险地区。
8月11日，广陵区汤汪乡同心村（原中风险地区扬州市广陵区汤汪乡同心村新庄组并入）、广陵区廖家沟以西、文昌东路以北、里运河以东、江广路以南合围区域（原高风险地区广陵区湾头镇联合村，原中风险地区广陵区湾头镇沙湾北路以西、江广路以南、茱萸湾路秦邮路以东、天顺路以北合围区域并入）、宝带河以西、文昌西路以南、邗江中路以东、文汇西路维扬路折兴城东路扬子江中路和文汇东路以北合围区域（原高风险地区邗江区双桥街道武塘社区文昌西路以南、文汇西路以北、维扬路以西、新城河路以东区域，原中风险地区邗江区双桥街道杨庄街坊、双桥街道康乐新村、双桥街道双桥社区宰庄小区、双桥街道康乐社区武庄小区、双桥街道文苑社区新庄新村小区、双桥街道文苑社区新庄二村小区、邗上街道兰庄社区凯莱花园小区、邗上街道兰庄社区莱福花园小区、邗上街道兰庄社区莱东苑庄台、邗上街道兰庄社区兰苑小区、邗上街道兰庄社区国税宿舍、邗上街道兰庄社区永安公寓及经济技术开发区文汇街道宝带社区宝带新村（北宝带）、文汇街道南宝带小区并入）调整为高风险地区，另外中风险地区新增9个。在重新划分前，截至8月11日晚，扬州中高风险地区数量达到87个。
8月12日，扬州市对部分区域疫情风险等级进行重新划分，重新划分后共有36个区域被划为中高风险地区，其中高风险地区有9个。
8月13日，大学北路以西、文昌西路以南、新城河路以东、文汇西路与文汇东路以北合围区域调整为高风险地区（原高风险地区邗江区双桥街道宝带河以西、文昌西路以南、新城河路以东、文汇西路以北合围区域，原中风险地区邗江区双桥街道文昌中路577号并入）；邗江区槐泗镇、蜀冈-瘦西湖风景名胜区城北街道调整为中风险地区。
8月14日，经济技术开发区扬子津街道由中风险地区调整为高风险地区。
8月15日，经济技术开发区施桥镇由中风险地区调整为低风险地区。
8月16日，邗江区双桥街道石桥社区姚庄小区调整为中风险地区。
8月17日，邗江区甘泉街道调整为中风险地区；邗江区双桥街道文扬社区紫金文昌小区由中风险地区调整为低风险地区。
8月18日，邗江区维扬经济开发区荷叶东路2号、邗江区方巷镇朝阳路31号、邗江区方巷镇裔家村调整为中风险地区；邗江区双桥街道文扬社区文华苑小区、双桥街道虹桥社区柳湖北苑小区、双桥街道石桥社区念四二村小区由中风险地区调整为低风险地区。
8月19日，江都区丁沟镇由中风险地区调整为低风险地区。
8月20日，邗江区双桥街道文扬社区周庄庄台、经济技术开发区八里镇由中风险地区调整为低风险地区。
8月21日，邗江区新盛街道由高风险地区调整为低风险地区，另有5处地区由高风险地区调整为中风险地区，8处由中风险地区调整为低风险地区。
8月22日，扬州市3个高风险地区调整为中风险地区，蜀冈-瘦西湖风景名胜区平山乡由中风险地区调整为低风险地区。
8月24日，广陵区广陵经济开发区、邗江区汊河街道由中风险地区调整为低风险地区。
8月25日，广陵区湾头镇由高风险地区调整为低风险地区；广陵区汤汪乡，广陵区文峰街道，邗江区大学北路以西、文昌西路以南、新城河路以东、文汇西路与文汇东路以北合围区域，邗江区邗上街道，蜀冈-瘦西湖风景名胜区瘦西湖街道由中风险地区调整为低风险地区。此次调整后，扬州市高风险地区清零。
8月26日，蜀冈-瘦西湖风景名胜区城北街道卜扬社区瘦西湖福苑小区调整为中风险地区，广陵区东关街道、邗江区竹西街道、邗江区西湖镇、邗江区槐泗镇、经济技术开发区文汇街道由中风险地区调整为低风险地区。
8月27日，扬州市广陵区曲江街道、邗江区维扬经济开发区(维扬经济开发区荷叶东路2号除外)、经济技术开发区扬子津街道、蜀冈-瘦西湖风景名胜区梅岭街道、蜀冈-瘦西湖风景名胜区城北街道(城北街道卜扬社区瘦西湖福苑小区除外)由中风险地区调整为低风险地区。
8月29日，邗江区双桥街道石桥社区姚庄小区由中风险地区调整为低风险地区。
8月30日，邗江区甘泉街道由中风险地区调整为低风险地区。
8月31日，扬州市邗江区维扬经济开发区荷叶东路2号、邗江区方巷镇裔家村由中风险地区调整为低风险地区。
9月1日，邗江区双桥街道双桥社区柳湖南苑小区、邗江区方巷镇朝阳路31号由中风险地区调整为低风险地区。
9月8日，扬州市新冠肺炎疫情防控工作指挥部办公室发布消息称，自9月9日起，蜀冈-瘦西湖风景名胜区城北街道卜扬社区瘦西湖福苑小区由中风险地区调整为低风险地区。扬州市全域均为低风险地区，全市中高风险地区清零。

#### 核酸检测
7月28日，扬州主城区范围内启动大规模核酸检测，检测期间扬州市主城区暂停疫苗接种。截至7月31日，扬州主城区首轮大规模核酸采样检测已全部结束，8月1日起开展主城区第二轮大规模核酸检测。在此之后，扬州进行了超过10轮的全员核酸检测，成为2019冠状病毒病中国大陆疫情发生以来首个进行10轮筛查的城市。前七轮均为大规模全员筛查，分别在7月28日、8月1日、8月5日、8月7日、8月9日、8月11日、8月12日进行，各轮大规模核酸检测的样本数量平均150万份左右；8月14日开始改为重点地区、重点人群全员筛查。在扬州7轮主城区大规模核酸检测和两次重点地区、重点人群核酸检测中，累计检测核酸样本超过千万份。此前的七轮检测中，前两轮发现阳性感染者26人，平均每轮13人；第三轮筛查出阳性感染者13人，第四轮未通报具体阳性人数，第五轮筛查出阳性25人；第六轮已检出2例，第七轮则筛查出4例。
8月13日，扬州在主城区进行了一次拉网式核酸检测情况大排查，对漏检人员将第一时间组织检测。当地警方亦提醒市民，拒不参加统一组织的核酸检测的人员，将被作为失信信息录入到公共信用归集和服务平台。扬州市邗江区邗上街道对辖区范围内未进行核酸检测人员实行有奖举报。

#### 日常生活

##### 小区管控
自7月24日起，扬州部分地区逐渐开始实施小区封闭式管理。7月31日起，扬州市主城区（邗江区、广陵区、经济技术开发区、生态科技新城、蜀冈-瘦西湖风景名胜区）有确诊病例或无症状感染者的小区实施封闭管理，所在单元的居民实施集中隔离；封闭区域内居民“足不出户”。
8月3日零时起，扬州对主城区除封闭小区（自然村）外的所有小区（自然村）实施封控管理：封控管理小区（自然村）只保留一个出入口，每户每天限一人凭证出入；8月8日，社区管控再度强化，封控管理小区每户每3-5天限一人凭出入证，封闭管理小区严格实行“足不出户”。
8月11日，扬州在患者相对集中区域设置了六片“疫情重点管控区”，要求区内封控管理小区居民不得离开所在小区，非必要不出户；封闭管理小区居民严格执行“足不出户”。
8月13日，“疫情重点管控区”再度强化管控，区域内的封闭、封控管理小区均严格执行“足不出户”。
8月17日，扬州市主城区小区管控进一步升级，要求邗江区、广陵区、经济技术开发区、生态科技新城、蜀冈—瘦西湖风景名胜区所有小区居民“足不出楼栋”，村民“足不出自然村”，平房区居民“足不出巷”。
8月23日起，扬州市对封控管理小区的管控措施进行了调整，主要涉及邗江区、广陵区、经济技术开发区、蜀冈—瘦西湖风景名胜区、生态科技新城等。居民“足不出户”变为“足不出小区”，小区居民可以分楼栋错时出户，但须戴好口罩，保持1米距离，不在小区内聚集，依然倡导非必要不出户；除工作人员外，非本小区的人员不得进入小区，涉及市政服务、医疗卫生、公共安全、生活保障等国计民生行业和疫情防控岗位的人员、小区工作人员，凭通行证出入小区。
8月29日凌晨，扬州宣佈主城区封控小区（自然村）及封闭小区（自然村）从即日起至9月1日，分期分批每户每3天限一人进出小区。连续封闭满21天的封闭村区，从“足不出户”调整为“足不出小区”。
9月3日起，扬州主城区封控小区（自然村）不再实行出入证管理。
在实行管控的社区中，有志愿者为社区内民众提供物资派送、核酸检测等服务。志愿者们在小区组建了微信群，统计需要购买的物资。物资送至小区后身着防护服的志愿者再将它们送到住户门口。高危楼栋住户则需用绳子将篮子吊至地面，待志愿者放入物资后，再将篮子吊回屋内。早期志愿者从社会中招募，人手严重不足，再加上工作规划不合理、社区信息传递滞后、部分老人不会使用微信等原因，志愿者工作压力很大。另外还有部分志愿者由于接触了染疫人员而成为密接或次密接者被送去集中隔离。随后，扬州市要求社区内的机关企事业党员干部、教师、国企工作人员等，就地转化为志愿者为社区服务，解决了人力缺乏的问题。在社区封控早期，部分志愿者对小区情况不熟悉，工作出现不少状况，有老人因为社区封控，家人不能来照顾，每天只能喝稀饭度日。随着工作推进，志愿者的工作慢慢步入正轨，先前的问题也得到解决。

##### 暂停部分行业经营活动
7月29日，扬州主城区（邗江区、广陵区、经济技术开发区、生态科技新城、蜀冈-瘦西湖风景名胜区）范围内的娱乐场所、室内文化体育场所、培训机构、托育机构、室内宗教场所、洗浴中心等一律暂停开放，餐饮场所禁止堂食，重点区域人员足不出户。扬州其他区域卡拉OK、电影院、健身房、室内游泳馆、酒吧、洗浴中心等密闭场所按接待能力的50%实行限流；餐饮场所提倡打包，堂食按接待能力的50%实行限流，每个包房不超过10人。
7月31日，扬州多个景区暂停对外开放。扬州市主城区范围内的服务类场所除农贸市场、超市、药店等临时关停。
8月29日起，扬州主城区范围内受疫情影响关闭的农贸市场有序恢复正常经营。
9月起，扬州市各行业全面复工复产，政务服务中心陆续恢复线下服务。
9月6日，扬州发布旅游景区复工复产操作指南，室外景区在恢复常态化管理后，由所在辖区文旅部门报当地疫情防控指挥机构评估同意后可有序恢复开放。室外景区采取限流措施，28天内采取预约和50%限流措施，29天后开放期间人流量不能超过最大接待量；室内景区在恢复常态化管理后14天内暂不开放。室内景区在恢复常态化管理后14天后，由所在辖区文旅部门报当地疫情防控指挥机构评估同意后可有序恢复开放。室内景区恢复常态化管理14-28天内，采取预约和50%限流措施；29-42天内，采取预约和75%限流措施； 42天后，恢复正常经营，采取预约制，开放期间人流量不能超过最大接待量。
9月9日，扬州部分A级旅游景区室外场所部分面向社会有序恢复开放，部分商业综合体开始有序恢复营业。
9月17日，扬州餐饮堂食有序恢复，部分店家恢复堂食。

#### 学校教育
8月25日，扬州市公布秋季学期开学安排。因应疫情风险尚未解除，扬州全市各级各类学校（含幼儿园）均暂缓开学返校，全市所有中学启动线上教学，对小学三至六年级学生开展线上学习指导，对小学一至二年级学生和幼儿园幼儿开展居家生活指导。待全域转为低风险地区满21天后，再分期分批组织各级各类学校学生返校。具体返校批次和时间将提前3天向社会公布。
9月25日，扬州市公布学生返校安排。其中，9月30日，全市普通高中、初中以及中等职业学校综合高中班各年级、对口单招班的高三年级，经验收合格的，组织学生返校；10月8日，全市小学、幼儿园、特殊教育学校、中等职业学校（综合高中班各年级、对口单招班的高三年级以外）、技工院校，经验收合格的，组织学生返校。校外培训机构、婴幼儿照护机构恢复线下集中培训（照护），待扬州市中小学、幼儿园学生全部返校后，并经各县（市、区）、功能区验收合格后分别作出决定。

#### 交通应对
疫情发生后，扬州随即强化防控措施，要求自7月29日零时起凭健康码和48小时内阴性核酸证明才可离开主城区（邗江区、广陵区、经济技术开发区、生态科技新城、蜀冈-瘦西湖风景名胜区），出租车、网约车严禁跨扬州主城区运营，扬州主城区至高邮、仪征、江都公交车暂停营运，临时开通扬州东站、扬州火车站直达江都汽车客运站和仪征汽车客运站的公交专线。
7月31日起，扬州泰州国际机场所有客运航班暂停起降。江苏省新型冠状病毒感染肺炎疫情防控工作领导小组交通防控组发出紧急通知，进一步加强扬州疫情交通防控工作。通知说，扬州市暂停主城区公交、出租、网约车、顺风车业务。扬州其他区域乘客乘坐公交车或者出租汽车时，应出示健康码，绿码方可乘车。暂停进出扬州主城区所有道路客运班线和旅游包车业务，暂停道路客运站运营，途经扬州的道路客运班车和旅游包车不得上下人员；扬州市其他区域的道路客运班线和旅游包车管控措施，根据疫情情况和有关规定，由扬州市人民政府作出决定；根据疫情防控需要，关闭扬州周边20个高速公路收费站出入口；关闭所有扬州市汽车渡口和市际渡口。同日，江都区、镇村公交线路全部停运。
8月1日，宝应县、高邮市、仪征市、江都区通往扬州市外的道路，统一设置通行查报站。持有48小时内核酸检测阴性证明司乘人员及其车辆，方可进出。扬州市主城区（邗江区、广陵区、经济技术开发区、生态科技新城、蜀冈-瘦西湖风景名胜区）通往宝应县、高邮市、仪征市、江都区的道路进行管控，保供和特需车辆凭扬州市疫情防控工作指挥部通行证进出。
8月3日，扬州关闭所有汽车渡口和市际渡口，暂停所有水上游览经营活动。
8月6日12时起，为防止疫情扩散，铁路扬州站、扬州东站客运业务临时停办。8日18时起，宝应站、高邮站、高邮北站、江都站客运业务亦临时停办。
8月26日，扬州市发布《关于做好滞留扬州主城区外地人员有序返程管理工作的通告》，将开展外地滞留人员有序返程工作。
9月2日起，江都区有序恢复出租车运营；9月4日起恢复公交车运营。仪征市自9月4日6:00起，有序恢复城区公交、城乡公交、镇村公交线路班次，待扬州市全域转为低风险地区后恢复正常。
9月9日，扬州市发布《关于主城区疫情防控有关事项的通告》。通告说，自即日起进出扬州主城区人员不再查验核酸检测阴性证明，恢复主城区内公共交通；9月16日起，全面恢复市内外公共交通。
9月16日起，扬州泰州国际机场恢复运行，扬州汽车客运站、汽车东站、东部客运枢纽交通中心、江都汽车客运站恢复运营。扬州地区各国铁车站恢复运营。

#### 处置违纪及违法犯罪
7月29日，此轮疫情一号病例毛某宁因隐瞒南京旅居史被扬州市公安局邗江分局以涉嫌妨害传染病防治罪立案侦查。其后于8月17日对毛某某采取指定居所监视居住强制措施。2022年2月15日，毛某宁转为刑事拘留。2月21日，公安机关以毛某宁涉嫌妨害传染病防治罪提请批准逮捕，2月27日，检察机关对其批准逮捕。
8月6日，扬州市公安局发布关于依法严厉打击妨害疫情防控违法犯罪行为的通告。
8月8日，扬州市纪委监委通报，广陵区湾头镇财政结算中心工作人员王强被确诊，并已造成23人感染。邗江区有关方面在隔离管控等环节工作失职，落实防控措施不实不细，造成疫情扩散。邗江区监委对此立案调查后，分别给予负有直接责任的区卫健委党委委员、副主任、区疫情防控指挥部流调隔离组副组长蒋蔚，区疾控中心主任、区疫情防控指挥部采样检测组副组长黄友政务警告处分。扬州市监委责令邗江区政府分管卫生防疫工作的副区长、区疫情防控指挥部副总指挥丁明哲作出检查，并对其通报批评。7月29日，广陵区湾头镇联合村核酸检测点设置不规范、现场组织混乱，导致在该检测点与王强密切接触的多名人员被感染，造成不良社会影响，广陵区纪委监委对此立案审查调查后，对负有责任的党员干部、公职人员进行了问责追究。
8月13日，揚州市委常委、常務副市長、市疫情防控工作指揮部負責常務工作的副總指揮陳鍇竑被給予其黨內警告處分；揚州市副市長余珽被給予政務記大過處分；揚州市邗江區區委書記錢峰被給予黨內嚴重警告處分，其邗江區區委書記職務被免；揚州市廣陵區區委書記朱勇被給予黨內嚴重警告處分，其廣陵區區委書記職務被免除。翌日，扬州市卫健委党委书记、主任，中医药管理局局长赵国祥给予其党内严重警告、政务降级处分，其余官员亦因防控职责不力被问责。
2022年1月4日，广陵区政府党组成员、副区长叶浩涉嫌严重违纪违法，接受扬州市纪委监委纪律审查和监察调查。早在2021年8月14日，叶浩因疫情防控措施不到位，给予其党内严重警告处分。

#### 税收减免
南京、扬州聚集性感染爆发后，江苏省于2021年9月出台帮扶措施，帮助企业渡过难关。扬州税务部门免除了受疫情影响影响的餐饮、住宿、娱乐、交通、旅游等行业纳税人以及增值税小规模纳税人2021年第三、第四季度的土地使用税和房产税，并允许因受疫情影响不能按期申报或缴纳税款的纳税人延期申报或缴纳。预计将有近4000户纳税人受益，形成减税共1.14亿元。

#### 其他
自疫情发生以来，扬州市主城区除承担保障疫情防控用品和生活物资类企业外，其他企业均停工停产。为此，在8月22日，扬州市推出《关于应对新冠肺炎疫情保企业稳预期促发展十条措施的意见》，涉及阶段性减征职工基本医疗保险保费、允许困难企业缓缴住房公积金、允许困难企业缓缴相关税款、加大企业信贷支持力度、做好企业到期贷款接续、实施援企稳岗政策、强化保供企业支持力度、减少外贸企业损失、减免企业房租或增加免租期、优化企业信用修复工作等十个方面内容。

### 省内支援
由于扬州资源有限，为缓解扬州市的防疫压力，部分密接和次密接者被送往淮安、盐城、泰州、南通、镇江、无锡、苏州等省内其他城市隔离。部分隔离点为隔离人员提供防疫中药方剂、香囊以及健身器材等小物品，还为过生日的人员送上生日蛋糕。
除了协助隔离密接人员外，江苏各地也派出医疗队伍支援扬州。截止8月8日24时，江苏省卫生健康委已从省内10个地级市派出4050名人员赴扬协助核酸采样检测、流行病学调查、消毒杀菌等工作，并提供40台核酸检测设备及10个核酸检测移动方舱。

### 其他城市

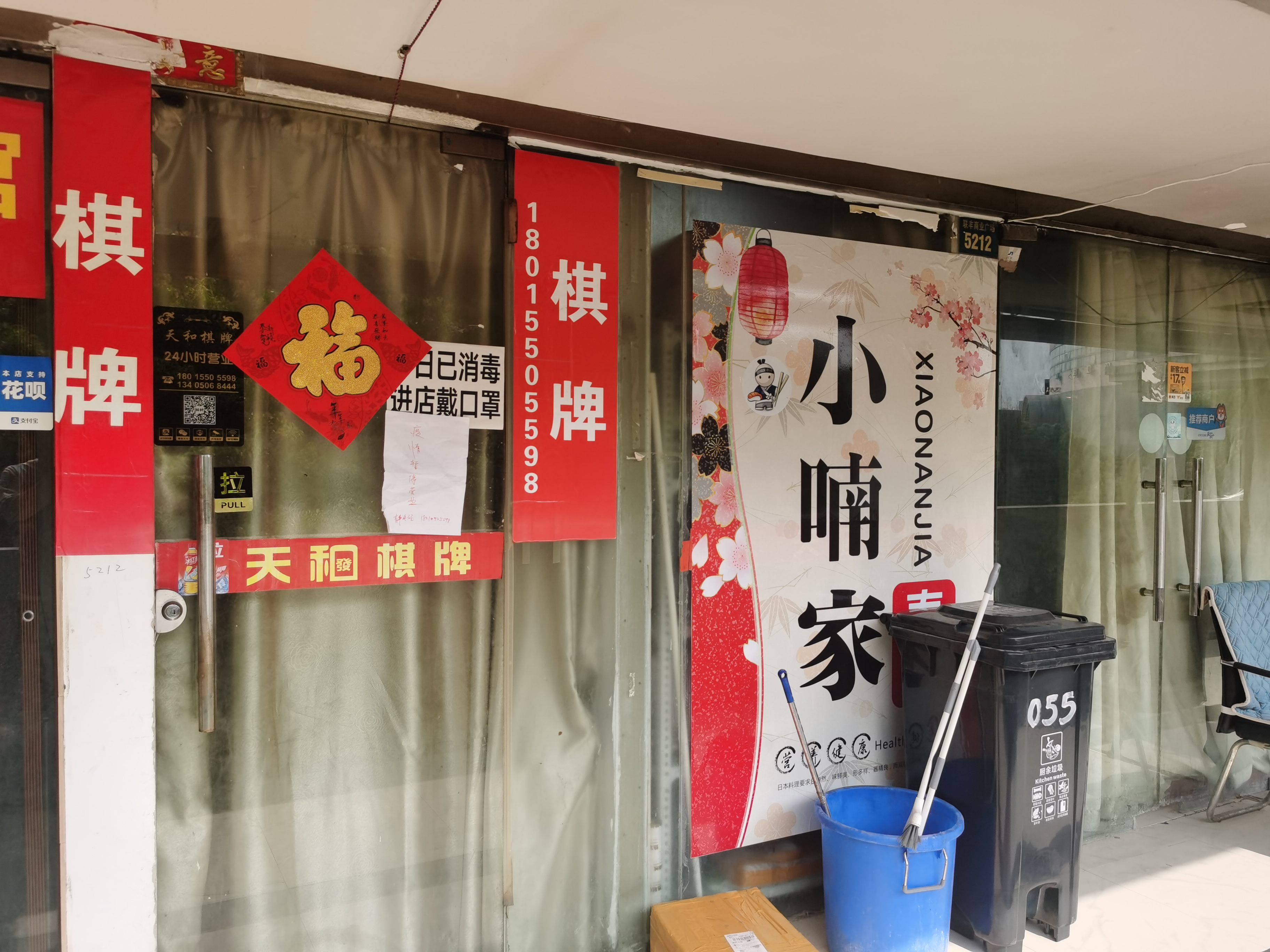
因棋牌室容易造成疫情传播，在此轮疫情爆发后，中国大陆多地的棋牌室暂时关闭

在扬州疫情发生后，麻将馆、棋牌室成为疫情的扩散点。因麻将馆、棋牌室空间狭小，相对密闭，空气质量较差，存在极大的传染风险，并且人员流动性大，很容易造成病毒链式传播，为此中国大陆多地已发布通知，要求棋牌室、麻将馆等空间相对密闭场所暂停营业。
2021年8月13日，国家卫健委发布修订后的口罩佩戴指引和重点场所重点单位重点人群防护指南，疾病预防控制局提出为进入棋牌室或麻将馆的人员检测体温并核验健康码，防止来自中高风险地区人员进入场所，并降低顾客数量和停留时间，增加牌桌之间的距离，减少人员的聚集。文件同时要求，进入棋牌室或麻将馆的人员必须全程佩戴口罩。

## 相关争议
8月10日，江西省丰城市一名教师建议扬州市不要嚴格防疫，應該试验“与病毒共存”，並認為试验結果可以為中國后期防疫提供借鉴，結果該教師被警方行拘15日。此番言论引发争议。上海大邦律师事务所律师丁金坤认为，该教师“让扬州放弃严格防疫”的言论是对防疫提出建议，属于公民对社会事务发表言论，也属于医学讨论范畴，并不会扰乱社会秩序，警方无须介入。丰城警方对其的处罚是“适用法律错误”，应予纠正。《环球时报》主编胡锡进评论认为，“只要言论不超过社会的底线，也不是违法的，而是针对具体事件的不当评论或者怪话，应尽量以批评教育的方式加以处理，违反纪律的按照违反纪律处置，限制那些言论传播即可，轻易不要对发表了那些不当言论的人给予行政司法处罚”。
8月21日上午，一名人士企图强闯防疫封控卡口，与四名志愿者产生肢体冲突。在闯卡者被控制后，一名志愿者仍然对其面部和胸部各踢了一脚，造成轻微伤。视频在网络传播后引发争论。8月22日，扬州市公安局邗江分局对四名志愿者进行了处罚。
8月30日，中国经济周刊曾发表题为《扬州一小区曾确诊两例新冠被单独调为低风险引质疑！当地政府仍未回应》的文章，称有市民质疑8月17日调整紫金文昌小区为低风险的举措，但扬州市官方并未给予回应。此文在中国经济周刊网站被删除，但在谷歌网页快照的互联网档案馆存档以及部分转载网站仍可看到全文。
9月3日，扬州市一名防疫志愿者在微博晒工作福利，称其不仅办公任务轻松，而且有吃有喝可以逛街，引发争议。9月6日，相关微博已经删除。扬州市广陵区教育体育局称当事人为一小学教师，已被停止志愿者工作。